# 2019-es birkózó-világbajnokság
A 2019-es birkózó-világbajnokságot Kazahsztán fővárosában, Nur-Szultanban, a Barisz Arénában rendezték 2019. szeptember 14. és 22. között.
A világbajnokságot a Nemzetközi Birkózószövetség rendezte, a sportolók 30 versenyszámban mérték össze tudásukat szabad- és kötött fogásban. A világbajnokságon összesen 872 birkózó lépett szőnyegre, 250 nő, 622 férfi.
Az olimpiai súlycsoportok versenyeiben a hat legjobb birkózó kvalifikációt szerzett a 2020-as tokiói olimpiára. Az olimpiai súlycsoportok a következők voltak: női szabadfogásban az 50, 53, 57, 62, 68 és 76 kg-os súlycsoportok, kötöttfogásban a férfiaknál a 60, 67, 77, 87, 97 és a 130 kg-os súlycsoportok, a férfi szabadfogásban az 57, 65, 74, 86, 97 és a 125 kg-os súlycsoportok.
A magyar válogatott 18 sportolóval (13 férfi, 5 nő) vett részt a viadalon.
A sportág történelmének sajátosságai miatt (1904 és 1951 közt csak kötöttfogásban rendeztek birkózó világbajnokságokat) ez volt a kötöttfogású birkózó-világbajnokságok közül a 61., a férfi szabadfogású birkózó-világbajnokságok közül az 50. és az 1987 óta megrendezésre kerülő női szabadfogású birkózó-világbajnokságok közül a 31. világbajnokság. (Női szabadfogásban 1992-ben, 1996-ban, 2000-ben, 2008-ban és 2012-ben is rendeztek világbajnokságot.) A kombinált -minden fogásnemet tartalmazó- világbajnokságok között ez volt a 26. világverseny.

## A magyar csapat
A nőknél az 53 kg-os súlycsoportban Dénes Mercédesz, a női 65 kg-os súlycsoportban Sleisz Gabriella,  a 62 kg-os súlycsoportban Sastin Marianna indult. Barka Emese az 57 kg-os súlycsoportban képviselte Magyarországot, míg Németh Zsanett a 76 kg küzdelmeiben vett részt.
Kötöttfogásban Torba Erik (60 kg), Krasznai Máté (67 kg), Korpási Bálint (72 kg), Lőrincz Tamás (77 kg), Lévai Zoltán (82 kg), Lőrincz Viktor (87 kg), Kiss Balázs (97 kg), Lám Bálint (130 kg) indult.
Szabadfogásban 65 és 74 kg-ban a honosított Iszmail Muszukajev és Kurmagomedov Murad, 86 kg-ban Veréb István, 92 kg-ban Tóth Bendegúz, 125 kg-ban pedig Ligeti Dániel képviselte a magyar színeket.

### A magyar birkózók eredményei
Az első versenynapon lépett szőnyegre a férfi kötöttfogás 72 kg-os súlycsoportjának nyolcaddöntőjében Korpási Bálint. Ellenfele a kirgiz Ruszlan Tszarev volt. A mérkőzés eredménye 6-0-lett a magyar birkózó javára. Szintén 6-0 lett az eredménye az azeri Szanan Szulejmenov ellen vívott mérkőzésnek a negyeddöntőben. Az elődöntő során az orosz Abujazid Ruszlanovics Mancigovval került szembe a magyar, aki 8-0-ra legyőzte, így Korpási Bálint búcsúzott a világbajnokságtól.
A 82 kilogrammos súlycsoportban, kötöttfogásban versenyzett Lévai Zoltán. Első ellenfele a selejtezők során a svéd színekben induló Bogdan Kourinnoi volt, akit 9-0-ra vert. A nyolcaddöntőben a dán színeket képviselő Rajbek Alvievich Bisultanovval 3-3-as döntetlen volt a mérkőzés eredménye, ám a dán birkózó technikailag többet érő akciókat hajtott végre, így ő jutott tovább.
A második versenynapon lépett szőnyegre Kiss Balázs a férfi kötöttfogás 97 kg-os selejtezőjében. Ellenfele az osztrák Daniel Gastl volt, akit 9-7-re vert. A legjobb tizenhat közé jutás során a kubai Gabriel Alehandro Rosillo Kindelan azonban 9-0-ra győzött az ellenfél, így Kiss Balázsnak véget ért a világbajnokság.
A második versenynapon lépett szőnyegre Krasznai Máté, ahol a 67 kg-osok selejtezői során az azeri Rəsul Çunayev volt az ellenfele. Az azeri győzött 8-0-ra.
A második versenynapon lépett szőnyegre Lőrincz Viktor a férfi kötöttfogás 87 kg-os súlycsoportjában, ahol a  legjobb tizenhat közé jutás során ellenfele a türkmén Shyhazberdi Ovelekov volt, akit 9-0-ra vert. A nyolcaddöntőben a kirgiz Atabek Aziszbekov ellen 8-1-re győzött. A negyeddöntőben a kínai Dzsunije Na volt ellenfele, akit 3-1-re múlt felül. Az elődöntő során ellenfele az üzbég Rusztam Asszakalov volt, akivel 1-1-es döntetlenük során Lőrincz akciói bizonyultak erősebbnek, így a döntőbe jutott a magyar birkózó. Ott az ukrán Zsan Venszanovics Belenyuk volt az ellenfél, aki 2-1-re megnyerte a mérkőzést. Lőrincz Viktor ezüstérmet szerzett, valamint olimpiai kvótát a 2020. évi nyári olimpiai játékokra.
Torba Erik a harmadik versenynapon lépett szőnyegre a férfiak 60 kg-os súlycsoportjában, kötöttfogásban. Ellenfele a legjobb tizenhat közé jutás során az orosz Szergej Alekszandrovics Jemelin volt, aki 9-0-ra győzött. Az orosz továbbjutása miatt Torba bekerült a vigaszágba, ahol a román Razvan Arnaut legyőzte 5-0-ra, így búcsúzott a világversenytől.
A 77 kg-osok legjobb 16 közé jutása során Lőrincz Tamás 3-0-ra legyőzte az üzbég Jalgaszbaj Berdimuratovot. Ezt követően a nyolcaddöntőben az ukrán Volodimir Jakovliev ellen nyert 5-2-re. A negyeddöntőben a litván Paulius Galkinas ellen nyert 5-0-ra. Az elődöntőben a kazah Aszkat Dilmukhamedovval mérkőzött meg, akivel 1-1-es döntetlen alakult ki, de a magyar birkózó értékesebb akciói miatt továbbjutott. A döntőben a svéd Alex Michel Bjurberg Kessidis volt az ellenfele, akit 8-0-ra legyőzött.
A 130 kg-osok selejtezői során Lám Bálint ellen 6-3-ra győzött a román Alin Alexuc Ciurariu.
A negyedik versenynapon lépett szőnyegre Dénes Mercédesz. A női szabadfogású birkózás 53 kg-os selejtezőjében a dél-koreai Kim Hjongdzsu (김형주) volt az ellenfele, akit 6-1-re legyőzött. A nyolcaddöntőben azonban a fehérorosz Vanesza Kaladzsinszkaja 6-2-re győzött ellene.
Az ötödik versenynapon lépett szőnyegre Barka Emese a női szabadfogás 57 kg-os súlycsoportjában. Első ellenfele a selejtező során a kazah Emma Tisszina volt, akit 9-0-ra legyőzött. A nyolcaddöntők során azonban a brazil Giullia Rodriguez Penalber de Oliveira 8-3-ra győzött ellene, így Emese búcsúzott a világbajnokságtól.
A női szabadfogás 65 kg-os súlycsoportjában Sleisz Gabriella a nyolcaddöntőben a svéd Malin Johanna Mattsson ellen 4-0-ra kikapott, így búcsúzott a világbajnokság folytatásától.
A női szabadfogás 76 kg-os selejtezői során Németh Zsanett ellenfele a kanadai Erica Elizabeth Wiebe volt, aki legyőzte őt 5-1-re.
A hatodik versenynapon lépett szőnyegre a női szabadfogás 62 kg-os súlycsoportjában Sastin Marianna, ahol a legjobb 16 közé jutás során legyőzte az olasz Aurora Campagnát 7-2-re. A nyolcaddöntők során a dél-koreai Cshö Dzsie (최지애) volt az ellenfele, akit 10-0-ra legyőzött. A negyeddöntők során a moldovai Mariana Cherdivara Esanu ellen győzött 5-3-ra. Az elődöntőben azonban a bolgár Tajbe Juszein 10-0-ra győzött ellene. A bronzmérkőzésen a svéd Henna Katarina Johansson 4-1-re legyőzte.
A férfi szabadfogás 65 kg-os súlycsoportjában a selejtezők során győzött Iszmail Muszukajev palaui ellenfele, Christian Etpison Nicolescu ellen, 14-4-re. Ezt követően a grúz Vladimer Kinchegashvili ellen győzött 5-1-re a legjobb 16 közé jutás során. A nyolcaddöntőben a san marinói Malik Michael Amine ellen nyert 8-0-ra. A negyeddöntőben a török Selahattin Kilicsallayan ellen nyert 15-2-re. Az elődöntőben azonban az orosz Gadzsimurad Rasidov legyőzte 3-2-re. A hetedik versenynapon a bronzmérkőzésen a japán Otoguro Takuto ellen nyert 5-3-ra.
A hetedik versenynapon lépett szőnyegre a férfi szabadfogás selejtezője során Murad Kuramagomedov. Első ellenfele, a palaui Guy Robert de Lumeau Jr. volt, akit 14-2-re legyőzött. A legjobb 16 közé jutás során a kolumbiai Nestor Joaguin Tafur Barrios volt az ellenfele, akit 3-0-ra legyőzött. A nyolcaddöntőben azonban az amerikai Jordan Burroughs legyőzte 6-4-re.
A férfi szabadfogás 92 kg-os súlycsoportjában lépett szőnyegre Tóth Bendegúz, aki a nyolcaddöntőben kikapott a grúz Irakli Mcituritól 8-0-ra.
A férfi szabadfogás 125 kg-os súlycsoportjában lépett szőnyegre Ligeti Dániel, aki a selejtezők során az indiai Szumit Szumit ellen győzött 2-0-ra. A nyolcaddöntőben azonban az üzbég Khaszanboj Rakhimov legyőzte 5-0-ra.
A férfi szabadfogás 86 kg-os súlycsoportjában lépett szőnyegre Veréb István, aki a legjobb 16 közé jutás során az ukrán Olekszij Domanytszkij ellen győzött 4-3-ra. A nyolcaddöntők során azonban az iráni Hasszán Jazdani legyőzte 9-2-re. Az iráni továbbjutása miatt vigaszágon  puerto ricói Jaime Yusept Espinal ellen mérkőzhetett, amit megnyert 10-2-re. A második vigaszági mérkőzését azonban 11-1-re elvesztette az orosz Artur Naifonov ellen.

## Események

### Első versenynap
Az első versenynapon a kötöttfogású selejtezőkre, nyolcaddöntőkre, negyeddöntőkre és elődöntőkre került sor az 55 kg – 63 kg – 72 kg – 82 kg súlycsoportokban.

### Kötöttfogás, 55 kg
Selejtezők:
- A világbajnokság 5. meccsén mérkőzött meg egymással Asan Szulajmanov  és Vitalij Kabalojev . Az eredmény 9-0.
- A 23. mérkőzésen Ogava Sóta  és Norádzsr Hakhodzsán  mérkőzött meg. Az eredmény 7-3.[7]
- A 41. mérkőzésen Poudzsa Mohammad Nászerpour  és Serif Kilic  mérkőzött meg. Az eredmény 8-0.[7]
- Az 58. mérkőzésen Cson Hjokcsin (Jeon Hyeok-jin) (전혁진)  és Sargis Khachatryan  mérkőzött meg. Az eredmény 4-2.[7]

Nyolcaddöntők:
- A 11. mérkőzésen Fabian Bernhard Schmitt  és Max Emiliano Nowry  lépett szőnyegre. Az amerikai nyert 10-1-re.
- Ogava Sóta  és Cson Hjokcsin (Jeon Hyeok-jin) (전혁진)  mérkőzött meg. Az eredmény: 8-0.
- A 29. mérkőzésen Korlan Zsakansa  és Abdelkarim Fergat  mérkőzött meg. Az eredmény 9-5.
- Ilkhom Bakhromov  és Pouya Mohammed Naszerpour  mérkőzött meg. Az eredmény: 10-0.
- A 46. mérkőzésen Eldəniz Əzizli  és Manjet Manjet  mérkőzött meg. Az eredmény 8-0.
- A 47. mérkőzésen Nugzari Curcumia  és Cao Li-kuo  mérkőzött meg. Az eredmény 9-0.
- A 63. mérkőzésen Davaabandi Munkh Erdene  és Sebastian Kolompar  mérkőzött meg. Az eredmény: 7-2.
- A 64. mérkőzésen Viktor Petrik  és Vitalij Kabalojev  mérkőzött meg. Az orosz nyert 6-3-ra.

Negyeddöntők:
- Korlan Zsakansa  és Max Emiliano Nowry  mérkőzött meg. Az eredmény: 3-2.
- Eldəniz Əzizli  és Davaabandi Munkh Erdene  mérkőzött meg. Az eredmény: 9-0.
- Ogava Sóta  és Ilkhom Bakhromov  mérkőzött meg. Az eredmény: 4-2.
- Nugzari Curcumia  és Vitalij Kabaloev  mérkőzött meg. Az eredmény: 8-3.

Vigaszág:
- A bronzmérkőzésig jutott Max Emiliano Nowry , aki Abdelkarim Felgat  ellen nyert 11-3-ra.

Elődöntők: 
- Nugzari Curcumia  és Ogava Sóta  mérkőzött meg. Az eredmény: 8-0.
- Korlan Zsakansa  és Eldəniz Əzizli  mérkőzött meg. Az eredmény: 11-5.

### Kötöttfogás 63 kg
Selejtezők:
- A világbajnokság hatodik meccsén Ryan Robert Mango  és Julinho Benjamin Correia Dju . Az eredmény: 11-0.
- A 24. mérkőzésen Sagar Sagar  és Almat Kebiszpajev  mérkőzött meg. A kazah nyert 9-0-ra.

Nyolcaddöntők:
- Iszlomjon Bakhramov  és Olekszandr Hruszijn  mérkőzött meg. Az eredmény: 5-2.
- Rahman Bilici  és Ryan Robert Mango  mérkőzött meg. Az eredmény: 7-4.
- Szlavik Galsztjan  és Elman Mukhtarov  mérkőzött meg. Az eredmény: 16-7.
- Almat Kebiszpajev  és Tuo Er-pa-tu  mérkőzött meg. Az eredmény: 2-2.
- A 48. mérkőzésen Sztyepan Mailovics Marjanyan  és Mejszám Karamáni Dalkháni  mérkőzött meg. Az eredmény: 4-2.
- A 49. mérkőzésen Óta Sinobu  és Makszim Nehoda  mérkőzött meg. A japán nyert 10-2-re.[8]
- A 31. mérkőzésen Elman Mukhtarov  és Szlavik Galsztjan  mérkőzött meg. Az örmény nyert 16-7-re.[9]
- A 65. mérkőzésen Levani Kavdzsaradze  és Csong Dzsinung (Jeong Jin-ung) (정진웅)  mérkőzött meg. A koreai nyert 9-6-ra.[10]
- A 66. mérkőzésen Tinar Sarsenbekov  és Rumen Bojanov Szavcsev  mérkőzött meg. A kirgiz nyert 8-1-re.[11]

Negyeddöntők:
- Szlavik Galsztjan  és Iszlomjon Bakhranov  mérkőzött meg. Az eredmény: 3-3.
- Sztyepan Mailovics Marjanyan  és Csong Dzsinung (Jeong Jin-ung) (정진웅)  mérkőzött meg. Az eredmény: 8-0.
- Almat Kebiszpajev  és Rahman Bilici  mérkőzött meg. Az eredmény: 7-4.
- Óta Sinobu  és Tinar Sarsenbekov  mérkőzött meg. Az eredmény: 12-4.

Elődöntők:
- Óta Sinobu  és Almat Kebiszpajev  mérkőzött meg. Az eredmény: 10-1.
- Sztyepan Mailovics Marjanyan  és Szlavik Galsztjan  mérkőzött meg. Az eredmény: 4-2.

Vigaszág:
- Továbbjutott Mejszám Karamáni Dalkháni , akinek ellenfele Csong Dzsinung (Jeong Jin-ung) (정진웅)  volt. Az eredmény: 5-3.

### Kötöttfogás 72 kg
Selejtezők:
- A 72 kilogrammosok versenyeivel indult a világbajnokság. Az első mérkőzést a Kínai Tajpejből érkező Ming Dian Lin és Michael Felix Widmayer  vívta. A német nyert 8-0-ra.
- A 2. mérkőzésen Cengiz Arslan  és Mateusz Lucjan Bernatek  mérkőzött meg egymással. A lengyel nyert 3-1-re.
- A 3. mérkőzésen Ruszlan Tszarev  és Hasszán Ahmed Mohamed  küzdött a továbbjutásért. Az eredmény 9-1.
- A 19. mérkőzésen Demeu Zadrajev  és Jarvissadam Blesam Tarkong  küzdött meg. A kazah nyert 9-0-ra.
- A 20. mérkőzésen Malkhasz Amodzsán  és Aleksa Erski  mérkőzött. Az örmény nyert 8-0-ra.
- A 37. mérkőzésen Ruszlan Ahamaljeu  és Aram Vardanyan  mérkőzött meg. Az üzbég nyert 9-1-re.
- A 38. mérkőzésen Amin Dzsávar Kavidzsaninedzsád  és Jurij Lomadze  mérkőzött meg. A grúz nyert 9-1-re.
- Az 54. mérkőzésen Makszim Jevtusenko  és I Dzsijon (Lee Ji-yeon) (이지연)  mérkőzött meg. A koreai nyert 5-1re.
- Az 55. mérkőzésen Szanan Szulejmanov  és Dominik Etlinger  mérkőzött meg. Az azeri nyert 2-0-ra.[12]

Nyolcaddöntők: 
- Aram Vardanyan  és Csang Hu-csün  mérkőzött meg. Az eredmény 8-0.
- Szanan Szulejmanov  és Jurij Lomadze  mérkőzött meg. Az eredmény: 11-5.
- Michael Felix Widmayer  és Demeu Zhadrajev  mérkőzött meg. Az eredmény: 4-3.
- A 42. mérkőzésen Aik Mnatszakanian  és Tomohiro Inoue  mérkőzött meg. A bolgár nyert 6-0-ra.
- A 43. mérkőzésen Yogesh Yogesh  és Raymond Anthony Bunker III.  mérkőzött meg. Az amerikai nyert 6-5-re.
- Korpási Bálint  és Ruszlan Tszarev  mérkőzött meg. Az eredmény: 6-0.
- Az 59. mérkőzésen Abujazid Ruszlanovics Mancigov (Абуязид Русланович Манцигов)  és I Dzsijon (Lee Ji-yeon) (이지연)  mérkőzött meg. Az orosz nyert 8-0-ra.
- A 60. mérkőzésen Malkhasz Amodzsán  és Mateusz Lucjan Bernatek  mérkőzött meg egymással. Az örmény nyert 7-0-ra.

Negyeddöntők:
- Aram Vardanyan  és Michael Felix Widmayer  mérkőzött meg. Az eredmény: 4-3.
- Aik Mnatszakanian  és Raymond Anthony Bunker III.  mérkőzött meg. Az eredmény: 6-2.
- Abujazid Ruszlanovics Mancigov (Абуязид Русланович Манцигов)  és Malkhasz Amodzsán  mérkőzött meg. Az eredmény: 4-0.
- Korpási Bálint  és Szanan Szulejmanov  mérkőzött meg. Az eredmény: 6-0.

Elődöntők:
- Abujazid Ruszlanovics Mancigov (Абуязид Русланович Манцигов)  és Korpási Bálint  mérkőzése. Az eredmény: 8-0.[13]
- Aik Mnatszakanian  és Aram Vardanyan  mérkőzése. Az üzbég nyert 4-1-re.

Vigaszág: 
- Michael Felix Widmayer  jutott tovább Csang Hu-csün  ellen, eredmény: 2-0.
- Csang Hu-csün  és Ruszlan Ahamaljeu  mérkőzött meg, az eredmény: 3-1.

### Kötöttfogás 82 kg
Selejtezők:
- A 82 kilogrammos súlycsoportban a negyedik mérkőzésen Adlan Akijev  és Pascal Eisele  mérkőzött meg. Az eredmény: 7-0.
- A 21. mérkőzésen Bogdan Kourinnoi  és Lévai Zoltán  küzdött meg. A mérkőzést a magyar birkózó nyerte 9-0-ra.
- A 22. mérkőzésen Rafiq Hüseynov  és Mihail Bradou  küzdött. A mérkőzést az azeri nyerte 6-0-ra.
- Az 56. mérkőzésen Makszim Manukján (Մաքսիմ Մանուկյան)  és Kalidin Aszikejev  mérkőzött meg. Az örmény nyert 4-1-re.
- Az 57. mérkőzésen Makszat Arszabajuli Jerezepov (Максат Аршабайұлы Ережепов)  és Juja Okadzsima  mérkőzött meg. A kazah nyert 4-0-ra.
- A 39. mérkőzésen Szingh Harpreet  és Petr Novak  mérkőzött meg. A cseh nyert 7-0-ra.
- A 40. mérkőzésen Jurij Shkriuba  és Igor Petrishin  mérkőzött meg. Az ukrán nyert 6-5-re.

Nyolcaddöntők:
- A kilencedik mérkőzésen Nurbek Haszimbekov  és Pak Szanghjok (Park Sang-hyeok) (박상혁)  küzdött meg. Az eredmény 3-2.[14]
- Rafiq Hüseynov  és Jurij Shkriuba  mérkőzött meg. Az azeri nyert 7-0-ra.
- A 44. mérkőzésen Emrah Kuş  és Csien Haj-tao (錢海濤)  mérkőzött meg. A kínai nyert 6-2-re.
- A 45. mérkőzésen Szaíd Abdavali (سعید عبدولی)  és Petr Novak  mérkőzött meg. Az eredmény 9-0.
- A 61. mérkőzésen Lasa Gobadze  és John Walter Stefanowicz Jr.  mérkőzött meg. Az eredmény: 7-0.
- A 62. mérkőzésen Makszat Arszabajuli Jerezepov (Максат Аршабайұлы Ережепов)  és Viktar Mihajlavics Szaszunovszki  mérkőzött meg. Az eredmény: 2-1.
- Rajbek Alvievich Bisultanov  és Lévai Zoltán  mérkőzött meg. Az eredmény: 3-3.[15]
- Adlan Akijev  és Makszim Manukján  mérkőzött meg. Az eredmény: 7-3.

Negyeddöntők:
- Rafiq Hüseynov  és Makszat Arszabajuli Jerezepov (Максат Аршабайұлы Ережепов)  mérkőzött meg. Az eredmény: 7-1.
- Szaíd Abdavali (سعید عبدولی)  és Adlan Akijev  mérkőzött meg. Az eredmény: 2-1.
- Lasa Gobadze  és Csien Haj-tao (錢海濤)  mérkőzött meg. Az eredmény: 9-0.
- Nurbek Haszimbekov  és Rajbek Alvievich Bisultanov  mérkőzött meg. Az eredmény: 6-0.

Elődöntők:
- Lasa Gobadze  és Nurbek Haszimbekov  mérkőzött meg. Az eredmény: 3-1.
- Rafiq Hüseynov  és Szaíd Abdavali (سعید عبدولی)  mérkőzött meg. Az eredmény: 8-5.

Vigaszág:
- Csien Haj-tao (錢海濤)  és John Walter Stefanowicz Jr.  mérkőzött meg. Az eredmény: 9-0.
- Jurij Shkriuba  és Mihail Bradu  mérkőzött meg. Az eredmény: 0-0.

### Második versenynap
A második versenynapon a kötöttfogású 55 kg – 63 kg – 72 kg – 82 kg súlycsoportokban kerül sor a döntőkre és a bronzmérkőzésekre. Ezen kívül a 67 kg – 87 kg – 97 kg súlycsoportok mérkőzései kerültek sorra, az elődöntőkig bezárólag.

### Kötöttfogás 55 kg
Vigaszág:
- A 95. mérkőzésen Cao Li-kuo  és Vitalij Kabaloev  mérkőzött meg. Az eredmény: 5-4 a kínai javára.
- Max Emiliano Nowry  és Abdelkarim Fergat  mérkőzött meg. Az eredmény: 11-3.

Bronzmérkőzés:
- A 202. mérkőzésen Ogava Sóta  mérkőzött meg Cao Li-kuoval . Az eredmény: 11-2.
- A 201. mérkőzésen Max Emiliano Nowry  és Eldəniz Əzizli  mérkőzött meg. Az eredmény: 8-0 az azeri javára.

Döntő:
- Korlan Zsakansa  és Nugzari Curcumia  küzdött meg az aranyéremért. Az eredmény: 9-0 a grúz javára.

### Kötöttfogás 63 kg
Vigaszág:
- Makszim Nehoda  és Tynar Sharshenbekov  mérkőzött meg. Az eredmény: 6-4.

Bronzmérkőzés:
- A 205. mérkőzésen Almat Kebiszpajev  és Tynar Sharshenbekov  mérkőzött meg . Az eredmény 9-0.
- A 204. mérkőzésen Mejszám Karamáni Dalkháni  és Szlavik Galsztjan  mérkőzött meg. Az eredmény: 7-5 az örmény birkózó javára.

Döntő:
- Sztyepan Mailovics Marjanyan  és Óta Sinobu  küzdött meg. A japán nyert 10-4-re.

### Kötöttfogás 72 kg
Vigaszág:
- I Dzsijon (Lee Ji-yeon) (이지연)  és Malkhas Amoyan  mérkőzött meg. Az eredmény: 7-4.

Bronzmérkőzés:
- Korpási Bálint  és I Dzsijon (Lee Ji-yeon) (이지연)  mérkőzött meg. Az eredmény 9-0.
- Michael Felix Widmayer  és Aik Mnatszakanian  mérkőzött meg. A bolgár nyert 3-3-ra (technikai pontozással).

Döntő:
- Aram Vardanyan  és  Abujazid Ruszlanovics Mancigov  küzdött meg. Az eredmény 9-0.

### Kötöttfogás 82 kg
Vigaszág:
- Jurij Shkriuba  és Maxat Yerezhepov  mérkőzött meg. Az eredmény: 0-0. Továbbjutó az ukrán birkózó.

Bronzmérkőzés:
- Szaíd Abdavali (سعید عبدولی)  és Jurij Shkriuba . Az eredmény: 7-0.
- Csien Haj-tao (錢海濤)  és Nurbek Haszimbekov . Az eredmény: 4-4 (technikai pontozással).

Döntő:
- Lasa Gobadze  és Rafiq Hüseynov . Az eredmény: 5-3.

### Kötöttfogás 67 kg
Selejtezők:
- Shmagi Bolkvadze  és Amantur Iszmailov  mérkőzött meg. Az eredmény: 2-1.
- Morten Thoresen  és Artur Polityaiev  mérkőzött meg. Az eredmény: 3-2.
- Rəsul Çunayev  és Krasznai Máté  mérkőzött meg. Az eredmény: 8-0.
- Mohamed Ibrahim Elszajed  és Szoszlán Daurov  mérkőzött meg. Az eredmény: 11-3.
- Frank Staebler  és Mirzobek Rakhmatov  mérkőzött meg. Az eredmény: 9-1.
- Ismael Borrero Molina  és Hamed Mousza Táb  mérkőzött meg. Az eredmény: 9-0.
- Atakan Yuksel  és Denis Bolunov  mérkőzött meg. Az eredmény: 5-0.
- Mihai Radu Mihut  és Yasin Ozay  mérkőzött meg. Az eredmény: 3-3.
- Donior Iszlamov  és Huang Hszin  mérkőzött meg. Az eredmény: 7-4.

Legjobb 16 közé jutás:
- Leos Dromola  és Pedro Miguel de Matos Oliveira de Morais Ca  mérkőzött meg. Az eredmény: 8-0.
- Gevorg Sahakyan  és Daniel Mattias Soini  mérkőzött meg. Az eredmény: 7-0.
- Mohamed Ibrahim Elszajed  és Shmagi Bolkvadze  mérkőzött meg. Az eredmény: 9-1.
- Rju Hanszu (Ryu Han-su) (류한수)  és Rəsul Çunayev  mérkőzött meg. Az eredmény: 2-1.
- Artyom Olegovics Szurkov  és Jan-Kai Csen  mérkőzött meg. Az eredmény: 8-0.
- Sógo Takahasi  és Manuel Alejandro Lopez Salcero  mérkőzött meg. Az eredmény: 5-0.
- Ellis E. Coleman  és Meirzsán Sermakhanbet  mérkőzött meg. Az eredmény: 10-2.
- Ismael Borrero Molina  és Mihai Radu Mihut  mérkőzött meg. Az eredmény: 9-0.
- Andreas Wetsch  és Matous Morbitzer  mérkőzött meg. Az eredmény: 5-0.
- Dejvid Tihomirov Dimitrov  és Manish Manish  mérkőzött meg. Az eredmény: 10-1.
- Fredrik Holmquist Bjerrehuus  és Aleksandrs Jurkjans  mérkőzött meg. Az eredmény: 7-0.
- Frank Staebler  és Morten Thoresen  mérkőzött meg. Az eredmény: 6-2.
- Nemes Máté  és Christoph Burger  mérkőzött meg. Az eredmény: 8-0.
- Edgaras Venckaitis  és Kvon Vi Szon  mérkőzött meg. Az eredmény: 4-2.
- Karen Aslanyan  és Mubinjon Akhmedov  mérkőzött meg. Az eredmény: 10-1.
- Atakan Yuksel  és Donior Iszlamov  mérkőzött meg. Az eredmény: 3-3.

Nyolcaddöntők:
- Artyom Olegovics Szurkov  és Andreas Wetsch  mérkőzött meg. Az eredmény: 9-0.
- Rju Hanszu (Ryu Han-su) (류한수)  és Atakan Yuksel  mérkőzött meg. Az eredmény: 5-1.
- Dejvid Tihomirov Dimitrov  ésEllis E. Coleman   mérkőzött meg. Az eredmény: 5-0.
- Gevorg Sahakyan  és Edgaras Venckaitis  mérkőzött meg. Az eredmény: 9-0.
- Nemes Máté  és Leos Dromola  mérkőzött meg. Az eredmény: 3-0.
- Ismael Borrero Molina  és Frank Staebler  mérkőzött meg. Az eredmény: 11-0.
- Fredrik Holmquist Bjerrehuus  és Sógo Takahasi  mérkőzött meg. Az eredmény: 13-5.
- Mohamed Ibrahim Elszajed  és Karen Aslanyan  mérkőzött meg. Az eredmény: 6-3.

Negyeddöntők:
- Ismael Borrero Molina  és Rju Hanszu (Ryu Han-su) (류한수)  mérkőzött meg. Az eredmény: 3-1.
- Artyom Olegovics Szurkov  és Nemes Máté  mérkőzött meg. Az eredmény: 2-1.
- Fredrik Holmquist Bjerrehuus  és Dejvid Tihomirov Dimitrov  mérkőzött meg. Az eredmény: 6-0.
- Mohamed Ibrahim Elszajed  és Gevorg Sahakyan  mérkőzött meg. Az eredmény: 9-9.

Elődöntők:
- Artyom Olegovics Szurkov  és Fredrik Holmquist Bjerrehuus  mérkőzött meg. Az eredmény: 5-0.
- Ismael Borrero Molina  és Mohamed Ibrahim Elszajed  mérkőzött meg. Az eredmény: 6-2.

### Kötöttfogás 87 kg
Selejtezők: 
- Daniel Gregorich Hechavarria  és Artur Shahinyan  mérkőzött meg. Az eredmény: 4-1.
- Azamat Kusztubajev  és Luis Eduardo Avendano Rojas  mérkőzött meg. Az eredmény: 5-1.
- Alekszandr Andrejevics Komarov  és Basir Szid Azara  mérkőzött meg. Az eredmény: 4-0.
- Khalis Salah Mohamed Ramadan Ghilmanou  és Jesus Gasca Fresneda  mérkőzött meg. Az eredmény: 2-0.
- Arkadiusz Marcin Kulynycz  és Rami Antero Hietaniemi  mérkőzött meg. Az eredmény: 9-2.
- Pak Hegun (Park Hae-geun) (박해근)  és Michael Paul Shinohara  mérkőzött meg. Az eredmény: 9-0.
- Rusztam Asszakalov  és Alvis Albino Almendra Jimenez  mérkőzött meg. Az eredmény: 6-0.

Legjobb 16 közé jutás:
- Mikhalaj Sztadub  és Ramon Rainer Betschart  mérkőzött meg. Az eredmény: 7-1.
- İslam Abbasov  és Gurami Khetsuriani  mérkőzött meg. Az eredmény: 4-0.
- Na Csün-csie  és Tokhirdzhon Okhonov  mérkőzött meg. Az eredmény: 9-0.
- Rusztam Asszakalov  és Metehan Basar  mérkőzött meg. Az eredmény: 5-0.
- Zsan Venszanovics Belenyuk  és Alfonso Antonio Leyva Yepez  mérkőzött meg. Az eredmény: 5-1.
- Amer Hrustanovic  és Fabio Parisi  mérkőzött meg. Az eredmény: 6-0.
- Lőrincz Viktor  és Shyhazberdi Ovelekov  mérkőzött meg. Az eredmény: 9-0.
- Azamat Kusztubajev  és Khalis Salah Mohamed Ramadan Ghilmanou  mérkőzött meg. Az eredmény: 7-1.
- Joseph Patrick Rau  és Kumar Sunil  mérkőzött meg. Az eredmény: 6-0.
- Denis Maksymilian Kudla  és Tarek Mohamed Adbeleszlam Sheble Mohamed  mérkőzött meg. Az eredmény: 3-1.
- Ramin Szoltanmorád Taheriszártang  és Kristoffer Zakarias Berg  mérkőzött meg. Az eredmény: 2-1.
- Daniel Gregorich Hechavarria  és Pak Hegun (Park Hae-geun) (박해근)  mérkőzött meg. Az eredmény: 5-0.
- Ivan Huklek  és Nicu Samuel Ojog  mérkőzött meg. Az eredmény: 10-0.
- Atabek Aziszbekov  és Laimutis Adomaitis  mérkőzött meg. Az eredmény: 4-0.
- Dimitriosz Tszekeridisz  és Maszato Szumi  mérkőzött meg. Az eredmény: 4-1.
- Alekszandr Andrejevics Komarov  és Arkadiusz Marcin Kulynycz  mérkőzött meg. Az eredmény: 9-0.

Nyolcaddöntők: 
- Lőrincz Viktor  és Atabek Aziszbekov  mérkőzött meg. Az eredmény: 8-1.
- Rusztam Asszakalov  és Alekszandr Andrejevics Komarov  mérkőzött meg. Az eredmény: 3-5.
- Zsan Belenyuk  és Ivan Huklek  mérkőzött meg. Az eredmény: 7-1.
- Ramin Szoltanmorád Taheriszártang  és İslam Abbasov  mérkőzött meg. Az eredmény: 6-0.
- Mikhalaj Sztadub  és Joseph Patrick Rau  mérkőzött meg. Az eredmény: 9-1.
- Daniel Gregorich Hechavarria  és Azamat Kusztubajev  mérkőzött meg. Az eredmény: 1-1.
- Denis Maksymilian Kudla  és Amer Hrustanovic  mérkőzött meg. Az eredmény: 3-1.
- Na Csün-csie  és Dimitriosz Tszekeridisz  mérkőzött meg. Az eredmény: 2-1.

Negyeddöntők:
- Rusztam Asszakalov  és Daniel Gregorich Hechavarria  mérkőzött meg. Az eredmény: 4-0.
- Zsan Belenyuk  és Mikhalaj Sztadub  mérkőzött meg. Az eredmény: 3-1.
- Denis Maksymilian Kudla  és Ramin Szoltanmorád Taheriszártang  mérkőzött meg. Az eredmény: 1-1. A német technikai pontozással nyert.
- Lőrincz Viktor  és Na Csün-csie  mérkőzött meg. Az eredmény: 3-1.

Elődöntők:
- Lőrincz Viktor  és Rusztam Asszakalov  mérkőzött meg. Az eredmény: 1-1. A magyar technikai pontozással nyert.
- Zsan Belenyuk  és Denis Maksymilian Kudla  mérkőzött meg. Az eredmény: 2-1.[16]

### Kötöttfogás 97 kg
Selejtezők:
- Matti Elias Kousmanen  és Luillys Perez Mora  mérkőzött meg. Az eredmény: 3-1.
- Artur Aleksanyan  és Aliakszandr Hrabovik  mérkőzött meg. Az eredmény: 5-0.
- Mohammadhadi Abdollah Szarávi  és Peter Oehler  mérkőzött meg. Az eredmény: 5-1.
- Kiss Balázs  és Daniel Gastl  mérkőzött meg. Az eredmény: 9-7.
- Gabriel Alehandro Rosillo Kindelan  és Daigoro Timoncini  mérkőzött meg. Az eredmény: 9-0.

Legjobb 16 közé jutás:
- Tadeusz Michalik  és I Szejol (Lee Se-yeol) (이세열)  mérkőzött meg. Az eredmény: 3-0.
- Mihail Kadžaja  és Mathias Bak  mérkőzött meg. Az eredmény: 9-0.
- Giorgi Melia  és Kevin Meija Castillo  mérkőzött meg. Az eredmény: 5-0.
- Cenk İldem  és Uzur Dzhuzupbekov  mérkőzött meg. Az eredmény: 2-1.
- Musza Gilanyijevics Jevlojev  és Jahonogir Turdiev  mérkőzött meg. Az eredmény: 4-1.
- Artur Omarov  és Damian Von Euw  mérkőzött meg. Az eredmény: 9-0.
- Tracy Gangelo Hancock  és Mikola Kriszov  mérkőzött meg. Az eredmény: 6-0.
- Mohammadhadi Abdollah Szarávi  és Kirill Milenov Milov  mérkőzött meg. Az eredmény: 7-3.
- Juta Nara  és Adem Boudzsemline  mérkőzött meg. Az eredmény: 7-5.
- Ravi Ravi  és Cseng Hao Csen  mérkőzött meg egymással. Az eredmény: 5-0.
- Mélonin Noumonvi  és Felix Baldauf  mérkőzött meg. Az eredmény: 4-1
- Jerulan Iszkakov  és Orkhan Nuriyev  mérkőzött meg. Az eredmény: 2-1.
- Pontus Johan Lund  és Laokratisz Kesidisz  mérkőzött meg. Az eredmény: 4-3.
- Vilius Laurinaitis  és Hsziao Ti  mérkőzött meg. Az eredmény: 8-2.
- Artur Aleksanyan  és Matti Elias Kousmanen  mérkőzött meg. Az eredmény: 10-0.
- Gabriel Alehandro Rosillo Kindelan  és Kiss Balázs  mérkőzött meg. Az eredmény: 9-0.[17]

Nyolcaddöntők:
- Mihail Kadžaja  és Vilius Laurinatis  mérkőzött meg. Az eredmény: 5-2.
- Mohammadhádi Abdollah Szarádi  és Gabriel Alejandro Rosillo Kindelan  mérkőzött meg. Az eredmény: 5-4.
- Musza Gilanyijevics Jevlojev  és Juta Nara  mérkőzött meg. Az eredmény: 5-0.
- Mélonin Noumonvi  és Tracy Gangelo Hancock  mérkőzött meg. Az eredmény: 6-2.
- Tadeusz Michalik  és Pontus Johan Lund  mérkőzött meg. Az eredmény: 9-1.
- Artur Omarov  és Ravi Ravi  mérkőzött meg. Az eredmény: 7-0.
- Giorgi Melia  és Yerulan Iszkakov  mérkőzött meg. Az eredmény: 4-0.
- Artur Aleksanyan  és Cenk İldem  mérkőzött meg. Az eredmény: 4-2.

Negyeddöntők:
- Musza Gilanyijevics Jevlojev  és Tadeusz Michalik  mérkőzött meg. Az eredmény: 9-0.
- Artur Aleksanyan  és Mohammadhádi Abdollah Szarádi  mérkőzött meg. Az eredmény: 4-3.
- Mihail Kadžaja  és Artur Omarov  mérkőzött meg. Az eredmény: 2-1.
- Giorgi Melia  és Mélonin Noumonvi  mérkőzött meg. Az eredmény: 5-1.

Elődöntők:
- Musza Gilanyijevics Jevlojev  és Mihail Kadžaja  mérkőzött meg. Az eredmény: 9-0.
- Artur Aleksanyan  és Giorgi Melia  mérkőzött meg. Az eredmény: 3-1.

### Harmadik versenynap
A harmadik versenynapon rendezték a 67 kg – 87 kg – 97 kg súlycsoportok döntőit, melyek egyúttal olimpiai olimpiai súlycsoportok is. Ezen kívül ezen a versenynapon kerültek sorra a 60 kg – 77 kg – 130 kg súlycsoportok mérkőzései az elődöntőkig bezárólag.

### Kötöttfogás 67 kg
Vigaszág:
- Andreas Vetsch  és Jan Kai-Csen  mérkőzött meg. Az eredmény: 8-5.
- Mihai Radu Mihut  és Hamed Mousza Tab  mérkőzött meg. Az eredmény: 5-3.
- Frank Stäbler  és Mihai Radu Mihut  mérkőzött meg. Az eredmény: 9-1.
- Nemes Máté  és Andreas Vetsch  mérkőzött meg. Az eredmény: 3-0.
- Frank Stäbler  és Rju Hanszu (Ryu Han-su) (류한수)  mérkőzött meg. Az eredmény: 2-1.

Bronzmérkőzés:
- Nemes Máté  és Fredrik Holmqist Bjerrehuus  mérkőzött meg a bronzéremért. Az eredmény: 10-0.
- Frank Stäbler  és Mohamed Ibrahim Elszajed  mérkőzött meg a bronzéremért. Az eredmény: 6-5.

Döntő: 
- Ismael Borrero Molina  és Artyom Olegovics Szurkov  küzdött meg az aranyéremért. Az eredmény: 3-1.[18]

### Kötöttfogás 87 kg
Vigaszág:
- Ivan Huklek  és Alfonso Antonio Leyva Yepez  mérkőzött meg. Az eredmény: 8-6.
- Mikhalaj Sztadub  és Ivan Huklek  mérkőzött meg. Az eredmény: 5-1.
- Atabek Aziszbekov  és Shyazberdi Ovelekov  mérkőzött meg. Az eredmény: 6-0.
- Atabek Aziszbekov  és Na Csün-csie  mérkőzött meg. Az eredmény: 6-1.

Bronzmérkőzés:
- Denis Maksymilian Kudla  és Mikhalaj Sztadub  mérkőzött meg. Az eredmény: 2-1.
- Rusztam Asszakalov  és Atabek Aziszbekov  mérkőzött meg. Az eredmény: 6-2.

Döntő:
- Zsan Venszanovics Belenyuk  és Lőrincz Viktor  küzdött meg. Az eredmény: 2-1.[19]

### Kötöttfogás 97 kg
Vigaszág
- Jahongir Turdiev  és Juta Nara  mérkőzött meg. Az eredmény: 6-4.
- Matti Elias Kuosmanen  és Aliakszandr Hrabovik  mérkőzött meg. Az eredmény: 2-2.
- Tadeusz Michalik  és Jahongir Turdiev  mérkőzött meg. Az eredmény: 4-3.
- Cenk İldem  és Matti Elias Kuosmanen  mérkőzött meg. Az eredmény: 3-2.
- Cenk İldem  és Mohammadhádi Abdollah Szarávi  mérkőzött meg. Az eredmény: 7-5.

Bronzmérkőzés:
- Mihail Kadžaja  és Tadeusz Michalik  mérkőzött meg. Az eredmény: 9-1.
- Cenk İldem  és Giorgi Melia  mérkőzött meg. Az eredmény: 4-1.

Döntő:
- Musza Gilanyijevics Jevlojev  és Artur Alekszanján  küzdött meg. Az eredmény: 0-0.

### Kötöttfogás 60 kg
Selejtezők: 
- Ivo Szerafimov Angelov  és Taleh Mummadov  mérkőzött meg. Az eredmény: 4-0.
- Sze Ung Ri  és Dato Cskartisvili  mérkőzött meg. Az eredmény: 10-1.
- Alireza Nedzsáti (علیرضا نجاتی)  és Szejdilla Tazajev  mérkőzött meg. Az eredmény: 9-0.
- Haithem Ahmoud Mahmed Fahmy Mahmoud  és Dichter Hans Toro Castaneda  mérkőzött meg. Az eredmény: 6-4.
- Valihan Szajliko  és Stig-Andre Berge  mérkőzött meg. Az eredmény: 3-2.
- Makszim Kazharszki  és Fouad Fadzsari  mérkőzött meg. Az eredmény: 5-1.
- Kanybek Zolcsubekov  és Kerem Kamal  mérkőzött meg. Az eredmény: 15-7.

Legjobb 16 közé jutás:
- Szergej Emelin  és Torba Erik  mérkőzött meg. Az eredmény: 9-0.
- Justas Petravicius  és Ardit Fazlija  mérkőzött meg. Az eredmény: 11-0.
- Victor Ciobanu  és Helary Maegisalu  mérkőzött meg. Az eredmény: 6-1.
- Ivo Szerafimov Angelov  és Sze Ung Ri  mérkőzött meg. Az eredmény: 2-1.
- Razvan Arnaut  és Michal Jacek Tracz  mérkőzött meg. Az eredmény: 9-0.
- Mirambek Ainagulov  és Marat Garipov  mérkőzött meg. Az eredmény: 9-0.
- Manish Manish  és Lauri Johannes Maehoenen  mérkőzött meg. Az eredmény: 11-3.
- Valihan Szajliko  és Kanybek Zolcsubekov  mérkőzött meg. Az eredmény: 4-3.
- Ildar Hafizov  és Etienne Kinsinger  mérkőzött meg. Az eredmény: 6-1.
- Jacopo Sandron  és Enio Kertusha  mérkőzött meg. Az eredmény: 5-1.
- Elmurat Taszmuradov  és Gevorg Gharibyan  mérkőzött meg. Az eredmény: 7-0.
- Ali Reza Ajat Ollah Nejati (علیرضا نجاتی)  és Haithem Ahmoud Mahmed Fahmy Mahmoud  mérkőzött. Az eredmény: 3-1.
- Lenur Szerverovics Temirov  és Abdennour Laouni  mérkőzött meg. Az eredmény: 4-3.
- Ivan Lizatovic  és Haydar Haydarov  mérkőzött meg. Az eredmény: 9-0.
- Kenicsiró Fumita  és Andreas Roberto Montano Arroyo  mérkőzött meg. Az eredmény: 3-1.
- Kim Szunghak (Kim Seung-hak) (김승학)  és Makszim Kazharszki  mérkőzött meg. Az eredmény: 6-1.

Nyolcaddöntők:
- Szergej Emelin  és Razvan Arnaut  mérkőzött meg. Az eredmény: 9-0.
- Lenur Szerverovics Temirov  és Ildar Hafizov  mérkőzött meg. Az eredmény: 8-2.
- Mirambek Ainagulov  és Justas Petravicius  mérkőzött meg. Az eredmény: 4-2.
- Victor Ciobanu  és Manish Manish  mérkőzött meg. Az eredmény: 10-0.
- Ivo Szerafimov Angelov  és Valihan Szajliko  mérkőzött meg. Az eredmény: 4-0.
- Alireza Ajat Ollah Nedzsáti (علیرضا نجاتی)  és Kim Szunghak (Kim Seung-hak) (김승학)  mérkőzött meg. Az eredmény: 7-0.
- Ivan Lizatovic  és Jacopo Sandron  mérkőzött meg. Az eredmény: 8-0.
- Kenicsiró Fumita  és Elmurat Taszmuradov  mérkőzött meg. Az eredmény: 9-1.

Negyeddöntők: 
- Szergej Emelin  és Lenur Szerverovics Temirov  mérkőzött meg. Az eredmény: 10-0.
- Mirambek Ainagulov  és Ivan Lizatovic  mérkőzött meg. Az eredmény: 10-0.
- Kenicsiró Fumita  és Victor Ciobanu  mérkőzött meg. Az eredmény: 12-5.
- Alireza Ajat Ollah Nedzsáti (علیرضا نجاتی)  és Ivo Szerafimov Angelov  mérkőzött meg. Az eredmény: 3-1.

Elődöntők:
- Szergej Emelin  és Mirambek Ainagulov  mérkőzött meg. Az eredmény: 8-0.
- Kenicsiró Fumita  és Ali Reza Ajat Ollah Nejati (علیرضا نجاتی)  mérkőzött meg. Az eredmény: 10-1.

### Kötöttfogás 77 kg
Selejtezők:
- Roman Vlaszov  és Jang Pin (杨斌)  mérkőzött meg. Az eredmény: 8-0.
- Daniel Tihomirov Alekszandrov  és Jair Alexis Cuero Munoz  mérkőzött meg. Az eredmény: 6-3.
- Szingh Gurpreet  és Michael Wagner  mérkőzött meg. Az eredmény: 6-0.
- Evrik Nikoghoysan  és Abd Elkrim Ouakali  mérkőzött meg. Az eredmény: 2-0.
- Oldrich Varga  és Rabie Khalil  mérkőzött meg. Az eredmény: 12-0.
- Kairatbek Tugolbaev  és Niko Olavi Oskari Erkkola  mérkőzött meg. Az eredmény: 7-0.

Legjobb 16 közé jutás:
- Elvin Mursaliyev  és Gela Bolkvadze  mérkőzött meg. Az eredmény: 8-0.
- Karapet Chalyan  és Shóhei Yabiku  mérkőzött meg. Az eredmény: 4-2.
- Lőrincz Tamás  és Jalgaszbaj Berdimuratov  mérkőzött meg. Az eredmény: 3-0.
- Roman Vlaszov  és Daniel Tihomirov Alekszandrov  mérkőzött meg. Az eredmény: 11-0.
- Mohammadali Garadzsi (محمدعلی گرایی)  és Kim Hjonu (Kim Hyeon-u) (김현우)  mérkőzött meg. Az eredmény: 8-0.
- Wuileixis de Jesus Rivas Espinoza  és Zied Ait Ougram  mérkőzött meg. Az eredmény: 7-1.
- Volodimir Jakovliev  és Bakhit Sharif Badr  mérkőzött meg. Az eredmény: 10-0.
- Aszkat Dilmukhamedov  és Oldrich Varga  mérkőzött meg. Az eredmény: 9-0.
- Edgar Babayan  és Roman Zhernovetski  mérkőzött meg. Az eredmény: 9-0.
- Fatih Cengiz  és Bozo Starcevic  mérkőzött meg. Az eredmény: 3-1.
- Evrik Nikoghoysan  és Kairatbek Tugolbaev  mérkőzött meg. Az eredmény: 3-1.
- Nemes Viktor  és Szingh Gurpreet  mérkőzött meg. Az eredmény: 3-1.
- Alex Michel Bjurberg Kessidis  és Daniel Catarga  mérkőzött meg. Az eredmény: 5-4.
- Pavel Liakh  és Riccardo Vito Abbrescia  mérkőzött meg. Az eredmény: 10-3.
- Roland Schwarz  és Patrick Harrison Smith  mérkőzött meg. Az eredmény: 5-3.
- Paulius Galkinas  és Shermet Permanov  mérkőzött meg. Az eredmény: 7-1.

Nyolcaddöntők:
- Mohammadali Garadzsi (محمدعلی گرایی)  és Elvin Mursaliyev  mérkőzött meg. Az eredmény: 7-0.
- Lőrincz Tamás  és Volodimir Jakovliev  mérkőzött meg. Az eredmény: 5-2.
- Alex Michel Bjurberg Kessidis  és Edgar Babayan  mérkőzött meg. Az eredmény: 4-0.
- Paulius Galkinas  és Roland Schwarz  mérkőzött meg. Az eredmény: 10-0.
- Karapet Chalyan  és Wuileixis de Jesus Rivas Espinoza  mérkőzött meg. Az eredmény: 9-0.
- Aszkat Dilmukhamedov  és Roman Vlaszov  mérkőzött meg. Az eredmény: 3-0.
- Pavel Liakh  és Fatih Cengiz  mérkőzött meg. Az eredmény: 9-1.
- Nemes Viktor  és Evrik Nikoghoysan  mérkőzött meg. Az eredmény: 4-1.

Negyeddöntők:
- Alex Michel Bjurberg Kessidis  és Mohammadali Garadzsi (محمدعلی گرایی)  mérkőzött meg. Az eredmény: 9-1.
- Karapet Chalyan  és Pavel Liakh  mérkőzött meg. Az eredmény: 5-4.
- Aszkat Dilmukhamedov  és Nemes Viktor  mérkőzött meg. Az eredmény: 4-3.
- Lőrincz Tamás  és Paulius Galkinas  mérkőzött meg. Az eredmény: 5-0.

Elődöntők:
- Lőrincz Tamás  és Aszkat Dilmukhamedov  mérkőzött meg. Az eredmény: 1-1. A technikai pontozás miatt a magyar birkózó nyert.
- Alex Michel Bjurberg Kessidis  és Karapet Chalyan  mérkőzött meg. Az eredmény: 5-2.

### Kötöttfogás 130 kg
Selejtezők:
- Murat Ramonov  és Rafal Andrzej Krajewski  mérkőzött meg. Az eredmény: 10-0.
- Eduard Popp  és Kim Minszok (Kim Min-seok) (김민석)  mérkőzött meg. Az eredmény: 3-1.
- Alin Alexuc Ciurariu  és Lám Bálint  mérkőzött meg. Az eredmény: 6-3.
- Amir Mohammadali Gaszemimondzsezi  és Stepan David  mérkőzött meg. Az eredmény: 3-1.
- Mansur Shadukayev  és Konsta Johannes Maeenpaeae  mérkőzött meg. Az eredmény: 8-3.
- Beka Kandelaki  és Pavel Rudakou  mérkőzött meg. Az eredmény: 4-0.
- Jakob Kadzsaja  és Oskar Marvik  mérkőzött meg. Az eredmény: 5-1.
- Mumunjon Abdullaev  és Miloslav Juriev Metodiev  mérkőzött meg. Az eredmény: 3-1.
- Oscar Pino Hinds  és Naveen Naveen  mérkőzött meg. Az eredmény: 9-0.
- Mantas Knystautas  és Luciano Del Rio  mérkőzött meg. Az eredmény: 2-1.
- Rıza Kayaalp  és Yasmani Acosta Fernandez  mérkőzött meg. Az eredmény: 4-0.
- Marko Koscevic  és Mikola Kucsmi  mérkőzött meg. Az eredmény: 2-1.
- Heiki Nabi  és Moises Salvador Perez Hellburg  mérkőzött meg. Az eredmény: 9-0.
- Abdellatif Mohamed Ahmed Mohamed  és Arata Sonoda  mérkőzött meg. Az eredmény: 3-1.
- Meng Ling-cse  és Adam Jacob Coon  mérkőzött meg. Az eredmény: 3-1.

Nyolcaddöntők:
- Mumunjon Abdullaev  és Marko Koscevic  mérkőzött meg. Az eredmény: 6-1.
- Eduard Popp  és Beka Kandelaki  mérkőzött meg. Az eredmény: 17-7.
- Amir Mohammadali Gaszemimondzsezi  és Szergej Viktorovics Szemjonov  mérkőzött meg. Az eredmény: 6-4.
- Abdellatif Mohamed Ahmed Mohamed  és Mantas Knystautas  mérkőzött meg. Az eredmény: 5-1.
- Murat Ramonov  és Mansur Shadukayev  mérkőzött meg. Az eredmény: 2-1.
- Oscar Pino Hinds  és Heiki Nabi  mérkőzött meg. Az eredmény: 2-1.
- Jakob Kadzsaja  és Alin Alexuc Ciurariu  mérkőzött meg. Az eredmény: 9-0.
- Rıza Kayaalp  és Meng Ling-cse  mérkőzött meg. Az eredmény: 4-0.

Negyeddöntők:
- Amir Mohammadali Gaszemimondzsezi  és Mumunjon Abdullaev  mérkőzött meg. Az eredmény: 3-1.
- Oscar Pino Hinds  és Murat Ramonov  mérkőzött meg. Az eredmény: 6-4.
- Eduard Popp  és Abdellatif Mohamed Ahmed Mohamed  mérkőzött meg. Az eredmény: 2-1.
- Rıza Kayaalp  és Jakob Kadzsaja  mérkőzött meg. Az eredmény: 5-1.

Elődöntők:  
- Rıza Kayaalp  és Eduard Popp  mérkőzött meg. Az eredmény: 4-1.
- Oscar Pino Hinds  és Amir Mohammadali Gaszemimondzsezi  mérkőzött meg. Az eredmény: 6-2.

### Negyedik versenynap
A negyedik versenynapon rendezték meg a 60 kg – 77 kg – 130 kg súlycsoportok döntőit. A 77 és a 130 kg-os súlycsoport első hat helyen szerzett eredményei olimpiai kvótát érnek. A negyedik versenynapon kezdődtek meg a női versenyszámok az: 50 kg – 53 kg – 55 – 72 kg súlycsoportok selejtezőitől kezdve az elődöntőkig bezárólag.

### Kötöttfogás 60 kg
Vigaszág:
- Torba Erik  és Razvan Arnaut  mérkőzött meg. Az eredmény: 5-0.
- Andreas Roberto Montano Arroyo  és Elmurat Taszmuradov  mérkőzött meg. Az eredmény: 0-0. Továbbjutó az üzbég birkózó volt.
- Lenur Szerverovics Temirov  és Razvan Arnaut  mérkőzött meg. Az eredmény: 3-2.
- Victor Ciobanu  és Elmurat Taszmuradov  mérkőzött meg. Az eredmény: 9-0 az üzbég birkózó javára.

Bronzmérkőzés:
- Alireza Nedzsáti (علیرضا نجاتی)  és Elmurat Taszmuradov  mérkőzött meg. Az eredmény: 7-5.
- Meirambek Ainagulov  és Lenur Szerverovics Temirov  mérkőzött meg. Az eredmény: 10-0.

Döntő:
- Szergej Alekszandrovics Jemelin  és Kenicsiró Fumita  küzdött meg az aranyéremért. Az eredmény: 10-5, a japán birkózó javára.[20]

### Kötöttfogás 77 kg
Vigaszág:
- Daniel Cataraga  és Edgar Babayan  mérkőzött meg. Az eredmény: 8-0.
- Mohammadali Garadzsi (محمدعلی گرایی)  és Daniel Cataraga  mérkőzött meg. Az eredmény: 5-5, az iráni birkózó lett a továbbjutó.
- Jalgaszbaj Berdimuratov  és Vologyimir Jakovlijev  mérkőzött meg. Az eredmény: 3-3. Az üzbég jutott tovább.
- Paulius Galkinas  mérkőzik. Ellenfele a 417. mérkőzés győztese, tehát vagy Jalgasbay Berdimuratov , vagy Vologyimir Jakovlijev  lesz.

Bronzmérkőzés:
- Karapet Chalyan  és Mohammadali Garadzsi (محمدعلی گرایی)  mérkőzött meg. Az eredmény: 9-6, az iráni birkózó javára.
- Askhat Dilmukhamedov  és Jalgaszbaj Berdimuratov  mérkőzött meg. Az eredmény: 3-1 az üzbég javára.

Döntő:
- Alex Michel Bjurberg Kessidis  és Lőrincz Tamás  küzdött meg az aranyéremért. Az eredmény: 8-0, Lőrincz Tamás javára.[21]

### Kötöttfogás 130 kg
Vigaszág:
- Naveen Naveen  és Heiki Nabi  mérkőzött meg. Az eredmény: 9-0, az észt birkózó javára.
- Yasmani Acosta Fernandez  és Meng Ling-cse  mérkőzött meg. Az eredmény: 3-0.
- Murat Ramonov  és Heiki Nabi  mérkőzött meg. Az eredmény: 3-1, az észt birkózó javára.
- Jakob Kadzsaja  és Yasmani Acosta Fernandez  mérkőzött meg. Az eredmény: 2-1.

Bronzmérkőzés:
- Eduard Popp  és Jakob Kadzsaja  mérkőzött meg. Az eredmény: 5-0, a grúz birkózó javára.
- Amir Mohammadali Ghászemimonejezi  és Heiki Nabi  mérkőzött meg. Az eredmény: 8-0, az észt birkózó javára.

Döntő:
- Oscar Pino Hinds  és Rıza Kayaalp  küzdött meg az aranyéremért. Az eredmény: 3-1, a török birkózó javára.[22]

### Női szabadfogás 50 kg
Selejtezők:
- Meng Szuan Szie  és Jade Marie Dufour  mérkőzött meg. Az eredmény: 10-6.
- Evin Demirhan  és Kamila Barbosa Vito da Silva  mérkőzött meg. Az eredmény: 6-1.
- Frederika Ida Petersson  és Migleva Georgieva Szeliszka  mérkőzött meg. Az eredmény: 4-9.
- Kszenia Sztankevics  és Mia Lahnee Ramos Aquino  mérkőzött meg. Az eredmény: 10-0.
- Valentina Ivanovna Islamova-Brik  és Julie Martin Sabatie  mérkőzött meg. Az eredmény: 11-0.
- Szon Jang Kim  és Whitney Conder  mérkőzött meg. Az eredmény: 6-0.
- Jekatyerina Polescsuk  és Nammuntszeszeg Szog Ocsir  mérkőzött meg. Az eredmény: 9-7.
- Dauletbike Jakszimuratova  és Emilia Circu Burdeau  mérkőzött meg. Az eredmény: 9-6.
- Iwona Nina Matkovszka  és Carolina Castillo Hidalgo  mérkőzött meg. Az eredmény: 3-1.
- Juki Irie  és Yusneylys Guzman Lopez  mérkőzött meg. Az eredmény: 10-0.
- Alina Emilia Vuc  és Ellen Riesterer  mérkőzött meg. Az eredmény: 4-2.
- O Hjonjong (O Hyeon-yeong) (오현영)  és Thi Xuan Nguyen  mérkőzött meg. Az eredmény: 6-4.
- Mariya Stadnik  és Miesinnei Mercy Genesis  mérkőzött meg. Az eredmény: 10-0.

Nyolcaddöntők:
- Evin Demirhan  és O Hjonjong (O Hyeon-yeong) (오현영)  mérkőzött meg. Az eredmény: 7-0.
- Szun Ja-nan (孙亚楠)  és Kim Szonhjang (Kim Seon-hyang) (김선향)  mérkőzött meg. Az eredmény: 5-2.
- Valentina Ivanovna Islamova-Brik  és Kszenia Sztankevics  mérkőzött meg. Az eredmény: 12-0.
- Mariya Stadnik  és Seema Seema  mérkőzött meg. Az eredmény: 9-2.
- Okszana Vaszilivna Livacs  és Dauletbike Jakszimuratova  mérkőzött meg. Az eredmény: 6-0.
- Juki Irie  és Iwona Nina Matkovszka  mérkőzött meg. Az eredmény: 5-0.
- Alina Emilia Vuc  és Meng Szuan Szie  mérkőzött meg. Az eredmény: 4-0.
- Jekatyerina Polescsuk  és Frederika Ida Petersson  mérkőzött meg. Az eredmény: 8-1.

Negyeddöntők:
- Alina Emilia Vuc  és Okszana Vaszilivna Livacs  mérkőzött meg. Az eredmény: 6-1.
- Valentina Ivanovna Islamova-Brik  és Evin Demirhan  mérkőzött meg. Az eredmény: 13-2.
- Szun Ja-nan (孙亚楠)  és Juki Irie  mérkőzött meg. Az eredmény: 13-12.
- Mariya Stadnik  és Jekatyerina Polescsuk  mérkőzött meg. Az eredmény: 11-0.

Elődöntők:
- Alina Emilia Vuc  és Valentina Ivanovna Islamova-Brik  mérkőzött meg. Az eredmény: 6-6.
- Mariya Stadnik  és Szun Ja-nan  mérkőzött meg. Az eredmény: 6-4.

### Női szabadfogás 53 kg
Selejtezők:
- Thi Dao Bui  és Betzabeth Angelica Arguello Villegas  mérkőzött meg. Az eredmény: 0-0.
- Szumidzsa Erdenecsimeg  és Joseph Emillienne Essombe Tiako  mérkőzött meg. Az eredmény: 14-2.
- Pak Jongmi (Park Yeong-mi) (박영미)  és Iulia Leorda  mérkőzött meg. Az eredmény: 10-0.
- Nina Hemmer  és Turkan Nasirova  mérkőzött meg. Az eredmény: 11-0.
- Vinesh Phogat  és Sofia Magdalena Matisson  mérkőzött meg. Az eredmény: 13-0.
- Sztalvira Orshush  és Rckaela Maree Ramos Aquino  mérkőzött meg. Az eredmény: 13-2.
- Zeynep Yetgil  és Silje Knutsen Kippernes  mérkőzött meg. Az eredmény: 4-1.
- Vanesza Kaladzsinszkaja  és Tatjana Akhmetova Amanzol  mérkőzött meg. Az eredmény: 7-6.
- Mukaida Maju  és Julia Kavaldzsi Blahinyja  mérkőzött meg. Az eredmény: 6-1.
- Luisa Elizabeth Valverde Melendres  és Evelina Georgieva Nikolova  mérkőzött meg. Az eredmény: 12-1.
- Lianna de la Caridad Montero Herrera  és Aktenge Keunimjaeva  mérkőzött meg. Az eredmény: 3-0.
- Maria Prevolaraki  és Jessica Cornelia Francisca Blaszka  mérkőzött meg. Az eredmény: 5-0.
- Roksana Marta Zasina  és Diana Mary Helen Weicker  mérkőzött meg. Az eredmény: 4-3.
- Dénes Mercédesz  és Kim Hjongdzsu (Kim Hyeong-ju) (김형주)  mérkőzött meg. Az eredmény: 6-1.

Nyolcaddöntők:
- Luisa Elizabeth Valverde Melendres  és Sztalvira Orshush  mérkőzött meg. Az eredmény: 4-3.
- Pang Csien-jü (龐倩玉)  és Nina Hemmer  mérkőzött meg. Az eredmény: 10-0.
- Sarah Ann Hildebrandt  és Thi Dao Bui  mérkőzött meg. Az eredmény: 10-0.
- Vanesza Kaladzsinszkaja  és Dénes Mercédesz  mérkőzött meg. Az eredmény: 6-2.
- Mukaida Maju  és Vinesh Phogat  mérkőzött meg. Az eredmény: 7-0.
- Lianna de la Caridad Montero Herrera  és Zeynep Yetgil  mérkőzött meg. Az eredmény: 8-7.
- Maria Prevolaraki  és Szumidzsa Erdenecsimeg  mérkőzött meg. Az eredmény: 5-2.
- Pak Jongmi (Park Yeong-mi) (박영미)  és Roksana Marta Zasina  mérkőzött meg. Az eredmény: 10-0.

Negyeddöntők:
- Pang Csien-jü (龐倩玉)  és Vanesza Kaladzsinszkaja  mérkőzött meg. Az eredmény: 10-0.
- Maria Prevolaraki  és Luisa Elizabeth Valverde Melendres  mérkőzött meg. Az eredmény: 5-1.
- Mukaida Maju  és Sarah Ann Hildebrandt  mérkőzött meg. Az eredmény: 12-1.
- Pak Jongmi (Park Yeong-mi) (박영미)  és Lianna de la Caridad Montero Herrera  mérkőzött meg. Az eredmény: 6-0.

Elődöntők:
- Mukaida Maju  és Maria Prevolaraki  mérkőzött meg. Az eredmény: 4-0.
- Pak Jongmi (Park Yeong-mi) (박영미)  és Pang Csien-jü (龐倩玉)  mérkőzött meg. Az eredmény: 12-2.

### Női szabadfogás 55 kg
Selejtezők:
- Annika Wendle  és Sevara Eshmuratova  mérkőzött meg. Az eredmény: 10-3.
- Irina Huszjak  és Kim Hejong (Kim Hae-yeong) (김해영)  mérkőzött meg. Az eredmény: 4-0.

Nyolcaddöntők:
- Olga Nikolaevna Horoszhavtszeva  és Hszie Meng-jü (Xie Mengyu)  mérkőzött meg. Az eredmény: 7-4.
- Bediha Gun  és Annika Wende  mérkőzött meg. Az eredmény: 11-0.
- Marina Szedneva  és Thi Ly Kieu  mérkőzött meg. Az eredmény: 6-0.
- Jacarra Gwenisha Winchester  és Madina Nadirova  mérkőzött meg. Az eredmény: 10-0.
- Nanami Irie  és Jade Mariah Parsons  mérkőzött meg. Az eredmény: 10-0.
- Bolortudzsa Bat Ocsir  és Lalita Lalita  mérkőzött meg. Az eredmény: 10-3.
- Anna Lukasziak  és Irene Symeonidis  mérkőzött meg. Az eredmény: 10-0.
- Irina Huszjak  és Andrea Beatrice Ana  mérkőzött meg. Az eredmény: 2-1.

Negyeddöntők:
- Bediha Gun  és Irina Huszjak  mérkőzött meg. Az eredmény: 14-4.
- Marina Szedneva  és Anna Lukasziak  mérkőzött meg. Az eredmény: 5-0.
- Nanami Irie  és Olga Nikolaevna Horoszhavtszeva  mérkőzött meg. Az eredmény: 7-4.
- Jacarra Gwenisha Winchester  és Bolortudzsa Bat Ocsir  mérkőzött meg. Az eredmény: 13-2.

Elődöntők:
- Nanami Irie  és Marina Szedneva  mérkőzött meg. Az eredmény: 10-0.
- Jacarra Gwenisha Winchester  és Bediha Gun  mérkőzött meg. Az eredmény: 6-4.

### Női szabadfogás 72 kg
Selejtezők:
- Victoria Christine Francis  és Dejah Aniela Slater  mérkőzött meg. Az eredmény: 5-0.
- Beste Altug  és Komal Bhagwan Gole  mérkőzött meg. Az eredmény: 4-1.
- Natalia Vitaljevna Vorobjova  és Furuicsi Maszako  mérkőzött meg. Az eredmény: 6-4.
- Pa Liha (帕麗哈)  és Odzsunszuren Banzragcs  mérkőzött meg. Az eredmény: 4-1.

Negyeddöntők:
- Alina Berezsnya Sztadnik Makhijnia  és Victoria Christine Francis  mérkőzött meg. Az eredmény: 4-0.
- Zsamila Bakhbergenova  és Beste Altug  mérkőzött meg. Az eredmény: 11-0.
- Natalia Vitaljevna Vorobjova  és Alexandra Nicoleta Anghel  mérkőzött meg. Az eredmény: 12-2.
- Pa Liha (帕麗哈)  és Csong Szojon (Jeong Seo-yeon) (정서연)  mérkőzött meg. Az eredmény: 4-2.

Elődöntők:
- Natalia Vitaljevna Vorobjova  és Zsamila Bakhbergenova  mérkőzött meg. Az eredmény: 13-0.
- Alina Berezsnya Sztadnik Makhijnia  és Pa Liha (帕麗哈)  mérkőzött meg. Az eredmény: 7-0.

### Ötödik versenynap
Az ötödik versenynapon rendezték meg a női szabadfogás 50 kg – 53 kg – 55 kg – 72 kg vigaszági mérkőzéseit, bronzmeccseit és ezen súlycsoportok döntőit. A női szabadfogású birkózás 50 és 53 kg-os súlycsoportjának első hat helyezettje egyúttal olimpiai kvótát is szerzett. Ezeken kívül sorra kerültek a női szabadfogás 57 kg – 59 kg – 65 kg – 76 kg súlycsoportok versenyeit a selejtezőktől kezdve az elődöntőkkel bezárólag.

### Női szabadfogás 50 kg
Vigaszág:
- Ellen Riesterer  és Meng Hszuan Hszieh (Kínai Tajpei) mérkőzött meg. Az eredmény: 4-0.
- Miesinnei Mercy Genesis  és Seema Seema  mérkőzött meg. Az eredmény: 9-9 az indiai birkózónő javára.
- Okszana Vaszilivna Livacs  mérkőzött meg Ellen Riesterer  ellen. Az eredmény: 5-4.
- Jekatyerina Polescsuk  mérkőzött meg Seema Seema  ellen. Az eredmény: 11-3.

Bronzmérkőzés:
- Valentina Ivanovna Islamova-Brik  mérkőzött meg Okszana Vaszilivna Livacs  ellen. Az eredmény: 5-0.
- Szun Ja-nan (孙亚楠)  mérkőzött meg Jekatyerina Igorevna Polescsuk  ellen. Az eredmény: 9-9, az orosz nyert technikai pontozás miatt.

Döntő:
- Alina Emilia Vuc  és Mariya Stadnik  küzd meg az aranyéremért. Az azeri birkózónő nyert 13-0-ra.[23]

### Női szabadfogás 53 kg
Vigaszág:
- Julia Khavaldzhy Blahinya  és Vinesh Phogat  mérkőzött meg. Az eredmény: 5-0, az indiai birkózónő javára.
- Iulia Leorda  és Rokszana Marta Zaszina  mérkőzött meg. Az eredmény: 7-0, a lengyel birkózónő javára.
- Sarah Ann Hildebrandt  mérkőzött Vinesh Phogat  ellen. Az indiai nyert 8-2-re.
- Lianna de la Caridad Montero Herrera  mérkőzött Rokszana Marta Zaszina  ellen. A lengyel győzött 3-1-re.

Bronzmérkőzés:
- Pang Csien-jü (龐倩玉)  mérkőzött Rokszana Marta Zaszina  ellen. A kínai nyert technikai pontozással: 0-0.
- Maria Prevolaraki  mérkőzött Vinesh Phogat  ellen. Az indiai nyert 3-1-re.

Döntő:
- Mukaida Maju  és Pak Jongmi  küzdött meg az aranyéremért. Az észak-koreai nyert 12-1-re.[24]

### Női szabadfogás 55 kg
Vigaszág:
- Jade Mariah Parsons  és Olga Khoroszhavtszeva  mérkőzött meg. Az orosz nyert 6-2-re.
- Madina Nadirova  és Bolortuja Bat Ochir  mérkőzött meg. Az eredmény: 8-0, a mongol birkózónő javára.

Bronzmérkőzés:
- Marina Szedneva  mérkőzött Olga Khoroszhavtszeva  ellen. Az eredmény 13-0, az orosz birkózónő javára.
- Bediha Gun  mérkőzött Bolortuja Bat Ochir  ellen. Az eredmény: 12-9, a mongol birkózónő javára.

Döntő:
- Nanami Irie  és Jacarra Gwenisha Winchester  küzdött meg az aranyéremért. Az amerikai birkózónő nyert: 5-3-ra.[25]

### Női szabadfogás 72 kg
Vigaszág:
- Furuicsi Maszako  és Alexandra Nicoleta Anghel  mérkőzött meg. A japán nyert 11-0-ra.

Bronzmérkőzés:
- Zhamila Bakbergenova  mérkőzött Furuicsi Maszako (古市雅子)  ellen. A japán nyert 2-0-ra.
- Victoria Christine Francis  és Pa Liha (帕麗哈)  mérkőzött meg. A kínai nyert 2-1-re.

Döntő:
- Natalia Vitaljevna Vorobjova  és Alina Berezhna Sztadnik Makhinia  küzdött meg az aranyéremért. Az orosz nyert 4-2-re.[26]

### Női szabadfogás 57 kg
Selejtezők:
- Irina Kuracskina  és Elif Jale Yesilirmak  mérkőzött meg. Az eredmény: 6-3.
- Jowita Maria Wrzesien  és Sara Johanna Lindborg  mérkőzött meg. Az eredmény: 4-2.
- Mathilde Hélène Riviere  és Mimi Nikolova Hrisztova  mérkőzött meg. Az eredmény: 4-2.
- Csong Inszon (Jeong In-seon) (정인선)  és Hanna Fay Taylor  mérkőzött meg. Az eredmény: 9-2.
- Jenna Rose Burkert  és Lenka Hockova Martinakova  mérkőzött meg. Az eredmény: 8-0.
- Giullia Rodriguez Penalber de Oliveira  és Nigora Bakirova  mérkőzött meg. Az eredmény: 4-1.
- Anastasia Nichita  és Sarita Sarita  mérkőzött meg. Az eredmény: 5-1.
- Kavai Riszako  és Tszerencsimed Szukhee  mérkőzött meg. Az eredmény: 10-0.
- Marina Szimondzsán  és Om Dzsiun (Eom Ji-eun) (엄지은)  mérkőzött meg. Az eredmény: 2-2.
- Barka Emese  és Emma Tisszina  mérkőzött meg. Az eredmény: 9-0.
- Alyona Kolesnik  és Irina Csikradze Hariv  mérkőzött meg. Az eredmény: 5-0.
- Grace Jacob Bullen  és Nuraida Anarkulova  mérkőzött meg. Az eredmény: 6-0.
- Ariana Carieri  és Nes Marie Rodriguez Tirado  mérkőzött meg. Az eredmény: 6-0.
- Odunayo Adekuoroye  és Thi My Trang Nguyen  mérkőzött meg. Az eredmény: 10-0.
- Lissette Alexandra Antes Castillo  és Elena Heike Brugger  mérkőzött meg. Az eredmény: 4-1.

Nyolcaddöntők:
- Marina Szimondzsán  és Jenna Rose Burkert  mérkőzött meg. Az eredmény: 9-2.
- Anastasia Nichita  és Grace Jacob Bullen  mérkőzött meg. Az eredmény: 11-2.
- Zsung Ningning (Rong Ningning)  és Irina Kuracskina  mérkőzött meg. Az eredmény: 4-1.
- Kavai Riszako  és Lissette Alexandra Antes Castillo  mérkőzött meg. Az eredmény: 5-0.
- Giullia Rodriguez Penalber de Oliveira  és Barka Emese  mérkőzött meg. Az eredmény: 8-3.
- Csong Inszon (Jeong In-seon) (정인선)  és Alyona Kolesnik  mérkőzött meg. Az eredmény: 11-0.
- Jowita Maria Wrzesien  és Ariana Carieri  mérkőzött meg. Az eredmény: 2-1.
- Odunayo Adekuoroye  és Mathilde Hélène Riviere  mérkőzött meg. Az eredmény: 10-0.

Negyeddöntők:
- Zsung Ningning (Rong Ningning)  és Marina Szimondzsán  mérkőzött meg. Az eredmény: 15-4.
- Kavai Riszako  és Anastasia Nichita  mérkőzött meg. Az eredmény: 5-0.
- Jowita Maria Wrzesien  és Giullia Rodriguez Penalber de Oliveira  mérkőzött meg. Az eredmény: 4-2.
- Odunayo Adekuoroye  és Csong Inszon (Jeong In-seon) (정인선)  mérkőzött meg. Az eredmény: 12-2.

Elődöntők:
- Kavai Riszako  és Odunayo Adekuoroye  mérkőzött meg. Az eredmény: 6-1.
- Zsung Ningning (Rong Ningning)  és Jowita Maria Wrzesien  mérkőzött meg. Az eredmény: 6-1.

### Női szabadfogás 59 kg
Ebben a súlycsoportban 18 versenyző lépett szőnyegre a világbajnokságon.
Selejtezők:
- Tetiana Omelcsenko  és Ana Buiqumu Pauline Moceyawa  mérkőzött meg. Az eredmény: 6-0.
- Anhelina Lysak  és Allison Mackenzie Ragan  mérkőzött meg. Az eredmény: 6-2.

Nyolcaddöntők:
- Sóvdor Bátardzsavin  és Kateryna Zhydachevska  mérkőzött meg. Az eredmény: 4-0.
- Linda Morais  és Anhelina Lysak  mérkőzött meg. Az eredmény: 12-2.
- Inagaki Juzuka  és Cshö Jonu (Choi Yeon-u) (최연우)  mérkőzött meg. Az eredmény: 4-0.
- Pej Hszing-zsu (Pei Xingru)  és Madina Bakbergenova  mérkőzött meg. Az eredmény: 10-0.
- Pooja Dhanda  és Katsziarina Hancsar Januszkevics  mérkőzött meg. Az eredmény: 12-2.
- Sandra Paruszewski  és Elif Yanik  mérkőzött meg. Az eredmény: 6-3.
- Ljubov Ovcsarova  és Gulnora Toshpulatova  mérkőzött meg. Az eredmény: 5-0.
- Tetiana Omelcsenko  és Thi Huo Dao  mérkőzött meg. Az eredmény: 10-2.

Negyeddöntők:
- Linda Morais  és Tetiana Omelcsenko  mérkőzött meg. Az eredmény: 6-4.
- Pooja Dhanda  és Inagaki Juzuka  mérkőzött meg. Az eredmény: 11-8.
- Ljubov Ovcsarova  és Pej Hszing-zsu (Pei Xingru)  mérkőzött meg. Az eredmény: 8-8.
- Sóvdor Bátardzsavin  és Sandra Paruszewski  mérkőzött meg. Az eredmény: 6-2.

Elődöntők:
- Pej Hszing-zsu (Pei Xingru)  és Gulnora Toshpulatova  mérkőzött meg. Az eredmény: 12-0.
- Linda Morais  és Sóvdor Bátardzsavin  mérkőzött meg. Az eredmény: 3-1.

### Női szabadfogás 65 kg
Ebben a súlycsoportban 17 versenyző lépett szőnyegre a világbajnokságon.
Selejtező:
- Inna Trazhukova  és Cshö Szeun (Choi Se-eun) (최세은)  mérkőzött meg. Az eredmény: 4-0.

Nyolcaddöntők:
- Malin Johanna Mattsson  és Sleisz Gabriella  mérkőzött meg. Az eredmény: 4-0.
- Irina Koliadenko  és Bolortudzsa Khurelkhuu  mérkőzött meg. Az eredmény: 3-1.
- Vang Hsziao-csien (Wang Xiaoqian) (王小倩)  és Ruike Naomi  mérkőzött meg. Az eredmény: 6-4.
- Elis Manolova  és Kaur Navjot  mérkőzött meg. Az eredmény: 5-0.
- Forrest Ann Molinari  és Thi Vinh Nguyen  mérkőzött meg. Az eredmény: 7-0.
- Inna Trazhukova  és Aina Temirtasszova  mérkőzött meg. Az eredmény: 13-2.
- Kadriye Aksoy  és Fatoumata Yarie Camara  mérkőzött meg. Az eredmény: 5-4.
- Julana Vaszileva Janeva  és Jessica Lise Brouillette  mérkőzött meg. Az eredmény: 11-0.

Negyeddöntők:
- Forrest Ann Molinari  és Malin Johanna Mattsson  mérkőzött meg. Az eredmény: 3-0.
- Irina Koliadenko  és Vang Hsziao-csien (Wang Xiaoqian) (王小倩)  mérkőzött meg. Az eredmény: 12-4.
- Inna Trazhukova  és Julana Vaszileva Janeva  mérkőzött meg. Az eredmény: 3-0.
- Elis Manolova  és Kadriye Aksoy  mérkőzött meg. Az eredmény: '.

Elődöntők:
- Irina Koliadenko  és Forrest Ann Molinari  mérkőzött meg. Az eredmény: 5-5.
- Inna Trazhukova  és Elis Manolova  mérkőzött meg. Az eredmény: 6-4.

### Női szabadfogás 76 kg
Selejtezők:
- Aline Da Silva Ferreira  és Vaszilisza Marzalijuk  mérkőzött meg. Az eredmény: 2-1.
- Aiperi Medet Kyzy  és Mariya Gerginova Oryashkova  mérkőzött meg. Az eredmény: 10-0.
- Alla Belinszka  és Svetlana Saenko  mérkőzött meg. Az eredmény: 6-1.
- Adeline Maria Gray  és Eleni Pjollaj  mérkőzött meg. Az eredmény: 10-0.
- Szuzuki Hiroe  és Blessing Joy Onyebuchi  mérkőzött meg. Az eredmény: 10-7.
- Erica Elizabeth Wiebe  és Németh Zsanett  mérkőzött meg. Az eredmény: 5-1.
- Daria Urszula Palinszka Oszocka  és Milaimys de la Caridad Portille  mérkőzött meg. Az eredmény: 3-5.
- Elmira Szizdikova  és Martina Kuenz  mérkőzött meg. Az eredmény: 11-1.
- Epp Mäe  és Jekatyerina Bukina  mérkőzött meg. Az eredmény: 6-6. Az észt jutott tovább.
- Aline Focken  és Kiran Kiran  mérkőzött meg. Az eredmény: 5-4.
- Kamile Gaucaite  és Shakhribonu Ellieva  mérkőzött meg. Az eredmény: 11-2.
- Csou Csien (Zhou Qian)  és Burmaa Ocsirbat  mérkőzött meg. Az eredmény: 5-2.
- Andrea Carolina Olaya Gutierrez  és Naomi Rachel de Bruine  mérkőzött meg. Az eredmény: 9-2.
- Sabrina Aliyeva  és Hvang Undzsu (Hwang Eun-ju) (황은주)  mérkőzött meg. Az eredmény: 5-2.
- Hui Tsz Csang  és Georgina Olwen Nelthorpe  mérkőzött meg. Az eredmény: 12-2.

Nyolcaddöntők:
- Erica Elizabeth Wiebe  és Aiperi Medet Kyzy  mérkőzött meg. Az eredmény: 5-0.
- Alla Belinszka  és Daria Urszula Palinszka Oszocka  mérkőzött meg. Az eredmény: 3-0.
- Csou Csien (Zhou Qian)  és Yasemin Adar  mérkőzött meg. Az eredmény: 4-3.
- Szuzuki Hiroe  és Aline Da Silva Ferreira  mérkőzött meg. Az eredmény: 2-1.
- Aline Focken  és Sabrina Aliyeva  mérkőzött meg. Az eredmény: 10-0.
- Adeline Maria Gray  és Elmira Szizdikova  mérkőzött meg. Az eredmény: 10-0.
- Epp Mäe  és Andrea Carolina Olaya Gutierrez  mérkőzött meg. Az eredmény: 11-0.
- Hui Tsz Csang  és Kamile Gaucaite  mérkőzött meg. Az eredmény: 4-0.

Negyeddöntők:
- Adeline Maria Gray  és Hui Tsz Csang  mérkőzött meg. Az eredmény: 10-0.
- Szuzuki Hiroe  és Csou Csien (Zhou Qian) mérkőzött meg. Az eredmény: 3-1.
- Aline Focken  és Alla Belinszka  mérkőzött meg. Az eredmény: 5-1.
- Epp Mäe  és Erica Elizabeth Wiebe  mérkőzött meg. Az eredmény: 4-3.

Elődöntők:
- Szuzuki Hiroe  és Epp Mäe  mérkőzött meg. Az eredmény: 7-0.
- Adeline Maria Gray  és Aline Focken  mérkőzött meg. Az eredmény: 5-2.

### Hatodik versenynap
A hatodik versenynapon rendezték a női szabadfogás 57 kg – 59 kg – 65 kg – 76 kg súlycsoportok döntőit. A női szabadfogású birkózás 57 és 76 kg-os súlycsoportjában elért első hat helyezés egyúttal olimpiai kvótaszerzést is jelent. A női szabadfogás 62 kg – 68 kg és a férfi szabadfogás 57 kg – 65 kg  súlycsoportok nyolcaddöntőit, negyeddöntőit és elődöntőit rendezték meg.

### Női szabadfogás 57 kg
Vigaszág:
- Lisette Alexandra Antes Castillo  és Tszerencsimed Szukhee  mérkőzött meg. Az eredmény: 8-4.
- Anastasia Nichita  és Lisette Alexandra Antes Castillo  mérkőzött meg. Az eredmény: 8-0.
- Irina Kuracskina  és Marina Szimonjan  mérkőzött meg. Az eredmény: 19-8.

Bronzmérkőzés:
- Irina Kuracskina  és Jowita Maria Wrzesien  mérkőzött meg. Az eredmény: 4-0.
- Odunayo Adekuoroye  és Anastasia Nichita  mérkőzött meg. Az eredmény: 10-0.

Döntő:
- Kavai Riszako (川井梨紗子)  és Zsung Ning-ning (榮寧寧)  küzdött meg az aranyéremért. Az eredmény: 9-6.[27]

### Női szabadfogás 59 kg
Vigaszág:
- Pej Hszing-zsu (裴星茹)  és Gulnora Toshpulatova  mérkőzött meg. Az eredmény: 12-0.
- Anhelina Lysak  és Tetiana Omelchenko  mérkőzött meg. Az eredmény: 6-6.

Bronzmérkőzés:
- Pej Hszing-zsu (裴星茹)  és Pooja Dhanda  mérkőzött meg. Az eredmény: 5-3.
- Sóvdor Bátardzsavin  és Anhelina Lysak  mérkőzött meg. Az eredmény: 8-0.

Döntő:
- Linda Morais  és Ljubov Ovcsarova  küzdött meg az aranyéremért. Az eredmény: 3-6.[28]

### Női szabadfogás 65 kg
Vigaszág:
- Vang Hsziao-csien (王小倩)  és Bolortudzsa Khorelkhuu  mérkőzött meg. Az eredmény: 10-6.
- Aina Temirtassova  és Cshö Szeun (Choi Se-eun) (최세은)  mérkőzött meg. Az eredmény: 4-0.
- Juliana Vaszeliva Janeva  és Aina Temirtassova  mérkőzött meg. Az eredmény: 6-1.

Bronzmérkőzés:
- Vang Hsziao-csien (王小倩)  és Forrest Ann Molinari  mérkőzött meg. Az eredmény: 10-0.
- Elis Manolova  és Juliana Vaszeliva Janeva  mérkőzött meg. Az eredmény: 3-1.

Döntő:
- Inna Trazhukova  és Irina Koliadenko  küzdött meg az aranyéremért. Az eredmény: 13-0.[29]

### Női szabadfogás 76 kg
Vigaszág:
- Blessing Joy Onyebuchi  és Aline da Silva Ferreira  mérkőzött meg. Az eredmény: 8-3.
- Elmira Syzdykova  és Eleni Pjollaj  mérkőzött meg. Az eredmény: 10-0.
- Csou Csien  és Blessing Joy Onyebuchi  mérkőzött meg. Az eredmény: 12-1.
- Elmira Syzdykova  és Hui Tsz Chang (Tajpej) mérkőzött meg. Az eredmény: 11-6.

Bronzmérkőzés:
- Epp Mäe  és Csou Csien  mérkőzött meg. Az eredmény: 6-4.
- Aline Rotter Focken  és Elmira Syzdykova  mérkőzött meg. Az eredmény: 3-0.

Döntő:
- Adeline Maria Gray  és Szuzuki Hiroe  küzdött meg az aranyéremért. Az eredmény: 4-2.[30]

### Női szabadfogás 62 kg
Selejtezők:
- Kayla Coleen Kyoko Miracle  és Nabira Eszenbaeva  mérkőzött meg. Az eredmény: 11-0.
- Rim Dzsongsim (Rim Jeong-sim) (림정심)  és Marwa Amri  mérkőzött meg. Az eredmény: 12-5.

Legjobb 16 közé jutás:
- Lydia Perez Tourino  és Tayla Tuahine Ford  mérkőzött meg. Az eredmény: 6-2.
- Sastin Marianna  és Aurora Campagna  mérkőzött meg. Az eredmény: 7-2.
- Julija Anatolijivna Tkacs  és Jackeline Renteria Castillo  mérkőzött meg. Az eredmény: 12-2.
- Kayla Coleen Kyoko Miracle  és Lais Nunes de Oliveira  mérkőzött meg. Az eredmény: 15-4.
- Tajbe Juszein  és Luo Hsziao-csüan (Luo Xiaojuan)  mérkőzött meg. Az eredmény: 10-0.
- Mariana Cserdivara Esanu  és Ayaulym Kassimova  mérkőzött meg. Az eredmény: 6-1.
- Kavai Jukako  és Luis Helga Gerda Niemesch  mérkőzött meg. Az eredmény: 7-0.
- Aminat Oluwafunmilayo Adeniyi  és Szakshi Malik  mérkőzött meg. Az eredmény: 10-7.
- Incze Tünde Kriszta  és Elmira Gambarova  mérkőzött meg. Az eredmény: 3-2.
- Nathaly Josephina Griman Herrera  és Katarzsyna Madrowszka  mérkőzött meg. Az eredmény: 10-0.
- Aisuluu Tynybekova  és Alejandra Romero Bonilla  mérkőzött meg. Az eredmény: 8-0.
- Ana Paula Godinez Gonzalez  és Thy My Hanh Nguyen  mérkőzött meg. Az eredmény: 10-4.
- Henna Katarina Johansson  és Krisztszinya Fedarszka  mérkőzött meg. Az eredmény: 3-0.
- Cshö Dzsie (Choi Ji-ae) (최지애)  és Cansu Aksoy  mérkőzött meg. Az eredmény: 10-6.
- Gantudzsa Enkhbat  és Marija Kuznyecova  mérkőzött meg. Az eredmény: 6-3.
- Rim Dzsongsim (Rim Jeong-sim) (림정심)  és Berthe Emilienne Etane Ngolle  mérkőzött meg. Az eredmény: 12-1.

Nyolcaddöntők:
- Sastin Marianna  és Cshö Dzsie (Choi Ji-ae) (최지애)  mérkőzött meg. Az eredmény: 10-0.
- Rim Dzsongsim (Rim Jeong-sim) (림정심)  és Kayla Coleen Kyoko Miracle  mérkőzött meg. Az eredmény: 6-6.
- Tajbe Juszein  és Incze Tünde Kriszta  mérkőzött meg. Az eredmény: 6-1.
- Aisuluu Tynybekova  és Kavai Jukako  mérkőzött meg. Az eredmény: 3-3.
- Gantudzsa Enkhbat  és Ana Paula Godinez Gonzalez  mérkőzött meg. Az eredmény: 2-1.
- Mariana Cherdivara Esanu  és Nathaly Josephina Griman Herrera  mérkőzött meg. Az eredmény: 6-6.
- Julija Anatolijivna Tkacs  és Aminat Oluwafunmilayo Adeniyi  mérkőzött meg. Az eredmény: 4-2.
- Henna Katarina Johansson  és Lydia Perez Tourino  mérkőzött meg. Az eredmény: 11-0.

Negyeddöntők:
- Rim Dzsongsim (Rim Jeong-sim) (림정심)  és Gantudzsa Enkhbat  mérkőzött meg. Az eredmény: 6-5.
- Aisuluu Tynybekova  és Julija Anatolijivna Tkacs  mérkőzött meg. Az eredmény: 9-6.
- Sastin Marianna  és Mariana Cherdivara Esanu  mérkőzött meg. Az eredmény: 5-3.
- Tajbe Juszein  és Henna Katarina Johansson  mérkőzött meg. Az eredmény: 10-5.

Elődöntők:
- Tajbe Juszein  és Sastin Marianna  mérkőzött meg. Az eredmény: 10-0.
- Aisuluu Tynybekova  és Rim Dzsongsim (Rim Jeong-sim) (림정심)  mérkőzött meg. Az eredmény: 7-0.

### Női szabadfogás 68 kg
Legjobb 16 közé jutás:
- Danielle Suzanne Lappage  és Szofia Hrisztova Georgieva  mérkőzött meg. Az eredmény: 10-0.
- Battszeszeg Soronzonbold  és Nilufar Gadaeva  mérkőzött meg. Az eredmény: 4-0.
- Anna Carmen Schell  és Mariya Mamashuk  mérkőzött meg. Az eredmény: 8-6.
- Tamyra Mariama Mensah  és Michelle Yvonne Montague  mérkőzött meg. Az eredmény: 10-0.
- Alla Kosztyantinyivna Cserkaszova  és Csong Unszon (Jeong Eun-seon) (정은선)  mérkőzött meg. Az eredmény: 6-2.
- Anna Jenny Eva Maria Fransson  és Buse Tosun  mérkőzött meg. Az eredmény: 5-2.
- Irina Kazyulina  és Wen Ling Csen  mérkőzött meg. Az eredmény: 12-3.
- Sara Dosho  és Divya Karkan  mérkőzött meg. Az eredmény: 2-0.
- Yudari Sanchez Rodriguez  és Szamar Amer Ibrahim Hamza  mérkőzött meg. Az eredmény: 4-2.
- Koumba Selene Fanta Larroque  és Ambar Michell Garnica Flores  mérkőzött meg. Az eredmény: 8-0.
- İrina Netreba  és Yvette Zie  mérkőzött meg. Az eredmény: 6-4.
- Adela Hanzlickova  és Danute Domikaityte  mérkőzött meg. Az eredmény: 4-0.
- Csou Feng (Zhou Feng)  és Khanum Velieva  mérkőzött meg. Az eredmény: 2-1.
- Anastasija Grigorjeva  és Ilana Kratysh  mérkőzött meg. Az eredmény: 14-4.
- Agnieszka Jadwiga Wieszczek Kordus  és Luz Clara Vazquez  mérkőzött meg. Az eredmény: 7-4.
- Blessing Oborududu  és Dalma Caneva  mérkőzött meg. Az eredmény: 10-0.

Nyolcaddöntők:
- Battszeszeg Soronzonbold  és Anastasija Grigorjeva  mérkőzött meg. Az eredmény: 6-0.
- Tamyra Mariama Mensah  és Blessing Oborududu  mérkőzött meg. Az eredmény: 6-1.
- Alla Kosztyantinyivna Cserkaszova  és Yudari Sanchez Rodriguez  mérkőzött meg. Az eredmény: 12-1.
- Sara Dosho  és Adela Hanzlickova  mérkőzött meg. Az eredmény: 11-0.
- Danielle Suzanne Lappage  és Csou Feng (Zhou Feng)  mérkőzött meg. Az eredmény: 9-4.
- Agnieszka Jadwiga Wieszczek Kordus  és Irina Kazyulina  mérkőzött meg. Az eredmény: 8-0.
- Anna Jenny Eva Maria Fransson  és Koumba Selene Fanta Larroque  mérkőzött meg. Az eredmény: 3-1.
- Anna Carmen Schell  és İrina Netreba  mérkőzött meg. Az eredmény: 5-2.

Negyeddöntők:
- Alla Kosztyantinyivna Cserkaszova  és Danielle Suzanne Lappage  mérkőzött meg. Az eredmény: 8-7.
- Tamyra Mariama Mensah  és Sara Dosho  mérkőzött meg. Az eredmény: 10-1.
- Anna Carmen Schell  és Agnieszka Jadwiga Wieszczek Kordus  mérkőzött meg. Az eredmény: 5-3.
- Anna Jenny Eva Maria Fransson  és Battszeszeg Soronzonbold  mérkőzött meg. Az eredmény: 6-5.

Elődöntők:
- Tamyra Mariama Mensah  és Anna Carmen Schell  mérkőzött meg. Az eredmény: 10-0.
- Anna Jenny Eva Maria Fransson  és Alla Kosztyantinyivna Cserkaszova  mérkőzött meg. Az eredmény: 9-7.

### Férfi szabadfogás 57 kg
Selejtezők:
- Bekhbadzsár Erdenebat  és Muhamad Ikromov  mérkőzött meg. Az eredmény: 8-6.
- Jahongirmirza Turobov  és Lowe Bingham  mérkőzött meg. Az eredmény: 12-0.
- Mahir Amiraslanov  és Ulukbek Zholdoshbekov  mérkőzött meg. Az eredmény: 5-4.

Legjobb 16 közé jutás:
- Szulejman Atli  és Liang Sao-feng (Liang Shaofeng)  mérkőzött meg. Az eredmény: 12-2.
- Darthe Capellan  és Junjun Asebias  mérkőzött meg. Az eredmény: 11-0.
- Oscar Eduardo Tigreros Urbano  és Myrat Hodzsanepeszov  mérkőzött meg. Az eredmény: 7-2.
- Zaur Rizvanovics Ugujev  és Mahir Amiraslanov  mérkőzött meg. Az eredmény: 4-3.
- Nuriszlam Artasz Szanajev  és Anatolij Buruijan  mérkőzött meg. Az eredmény: 11-0.
- Takahasi Júki  és Diamantino Iuna Fafe  mérkőzött meg. Az eredmény: 12-5.
- Ravi Kumar  és Kim Szonggvon (Kim Seong-gwon) (김성권)  mérkőzött meg. Az eredmény: 11-0.
- Reza Ahmadali Atrinagarcsi  és Uladzislau Andrejev  mérkőzött meg. Az eredmény: 4-2.
- Givi Davidovi  és Levan Metreveli Vartanov  mérkőzött meg. Az eredmény: 3-1.
- Abdelhak Kherbacse  és Mohamed Ismaele Camara  mérkőzött meg. Az eredmény: 4-0.
- Daton Duain Fix  és Vlagyimir Egonov  mérkőzött meg. Az eredmény: 12-1.
- Kang Gumszong (Kang Geum-seong) (강금성)  és Andrij Jacenko  mérkőzött meg. Az eredmény: 12-6.
- Sztevan Andria Micic  és Chakir Anszari  mérkőzött meg. Az eredmény: 14-3.
- Horst Justin Junior Lehr  és Daniel Popov  mérkőzött meg. Az eredmény: 6-2.
- Arszen Harutyundzsán  és Otari Gogava  mérkőzött meg. Az eredmény: 9-4.
- Bekhbadzsár Erdenebat  és Jahongirmirza Turobov  mérkőzött meg. Az eredmény: 6-0.

Nyolcaddöntők:
- Szulejman Atli  és Givi Davidovi  mérkőzött meg. Az eredmény: 10-0.
- Zaur Rizvanovics Ugujev  és Bekhbadzsár Erdenebat  mérkőzött meg. Az eredmény: 5-2.
- Nuriszlam Artasz Szanajev  és Horst Justin Junior Lehr  mérkőzött meg. Az eredmény: 7-0.
- Ravi Kumar  és Arszen Harutyundzsán  mérkőzött meg. Az eredmény: 17-6.
- Sztevan Andria Micic  és Darthe Capellan  mérkőzött meg. Az eredmény: 10-2.
- Takahasi Júki  és Daton Duain Fix  mérkőzött meg. Az eredmény: 4-2.
- Oscar Eduardo Tigreros Urbano  és Abdelhak Kherbacse  mérkőzött meg. Az eredmény: 7-6.
- Reza Ahmadali Atrinagarcsi  és Kang Gumszong (Kang Geum-seong) (강금성)  mérkőzött meg. Az eredmény: 4-2.

Negyeddöntők:
- Zaur Rizvanovics Ugujev  és Reza Ahmadali Atrinagarcsi  mérkőzött meg. Az eredmény: 2-0.
- Ravi Kumar  és Takahasi Júki  mérkőzött meg. Az eredmény: 6-1.
- Nuriszlam Artasz Szanajev  és Oscar Eduardo Tigreros Urbano  mérkőzött meg. Az eredmény: 10-6.
- Szulejman Atli  és Sztevan Andria Micic  mérkőzött meg. Az eredmény: 5-4.

Elődöntők:
- Szulejman Atli  és Nuriszlam Artasz Szanajev  mérkőzött meg. Az eredmény: 5-3.
- Zaur Rizvanovics Ugujev  és Ravi Kumar  mérkőzött meg. Az eredmény: 6-4.

### Férfi szabadfogás 65 kg
Selejtezők:
- Dzhamshed Sharifov  és Gabriel Janatsch  mérkőzött meg. Az eredmény: 10-0.
- Vladimer Kinchegashvili  és Jun Dzsunsik (Yun Jun-sik) (윤준식)  mérkőzött meg. Az eredmény: 4-0.
- Gadzsimurad Rasidov  és Hacı Əliyev  mérkőzött meg. Az eredmény: 4-2.
- Brandon Disair Diaz Ramirez  és Ethan Mikquin Tomapa Aguigui  mérkőzött meg. Az eredmény: 12-2.
- Jüan Sao-hua (Yuan Shaohua)  és Temurjon Usmonohunov  mérkőzött meg. Az eredmény: 10-0.
- Amirmohammad Babak Jazdanicseráti  és Batyr Bordzsakov  mérkőzött meg. Az eredmény: 15-2.
- Malik Michael Amine  és Mbunde Cumba Mbali  mérkőzött meg. Az eredmény: 14-11.
- Hadzsi Mohamad Ali  és Andrei Perpelita  mérkőzött meg. Az eredmény: 5-1.
- Amr Reda Ramadan Husszein  és Husszein Abdullah Husszein Al Azzani  mérkőzött meg. Az eredmény: 11-0.
- Iszmail Muszukajev  és Christian Etpison Nicolescu  mérkőzött meg. Az eredmény: 14-4.
- Alejandro Enrique Valdes Tobier  és Zain Allen Retherford  mérkőzött meg. Az eredmény: 10-9.
- Vazgen Tevandzsán  és Igor Oganneszjan  mérkőzött meg. Az eredmény: 5-3.

Legjobb 16 közé jutás:
- Szon Dzsongcshol (Son Jong-cheol)  és Mihail Ilijev Georgiev  mérkőzött meg. Az eredmény: 9-0.
- Tulga Tumur Ocsir  és Niurgun Skriabin  mérkőzött meg. Az eredmény: 5-2.
- Iszmail Muszukajev  és Vladimer Kinchegashvili  mérkőzött meg. Az eredmény: 5-1.
- Hadzsi Mohamad Ali  és Jüan Sao-hua (Yuan Shaohua)  mérkőzött meg. Az eredmény: 14-12.
- Bajrang Punia Kumar  és Krzysztof Bienkowszki  mérkőzött meg. Az eredmény: 9-2.
- Daulet Szorajevicz Nijazbekov  és Ju Szuan Csang  mérkőzött meg. Az eredmény: 10-0.
- Alejandro Enrique Valdes Tobier  és Amirmohammad Babak Jazdanicseráti  mérkőzött meg. Az eredmény: 13-9.
- Otoguro Takuto  és Vazgen Tevandzsán  mérkőzött meg. Az eredmény: 6-0.
- David Habat  és Fati Vejszeli  mérkőzött meg. Az eredmény: 9-1.
- Alexander Semisorow  és Juan Pablo Gonzales Crespo  mérkőzött meg. Az eredmény: 3-2.
- Selahattin Kilicsallayan  és Ivan Guidea  mérkőzött meg. Az eredmény: 5-1.
- Dillon Emmanuel Williams  és Dzhamshed Sharifov  mérkőzött meg. Az eredmény: 6-0.
- Ilman Mukhtarov  és Nurgazy Abdurazakov  mérkőzött meg. Az eredmény: 8-0.
- Masoud Niazi  és Elie Djekoundakom Djerayom  mérkőzött meg. Az eredmény: 0-0.
- Malik Michael Amine  és Brandon Disair Diaz Ramirez  mérkőzött meg. Az eredmény: 13-6.
- Gadzsimurad Rasidov  és Amr Reda Ramadan Husszein  mérkőzött meg. Az eredmény: 5-3.

Nyolcaddöntők:
- Tulga Tumur Ocsir  és Masoud Niazi  mérkőzött meg. Az eredmény: 4-0.
- Gadzsimurad Rasidov  és Otoguro Takuto  mérkőzött meg. Az eredmény: 8-1.
- Bajrang Punia Kumar  és David Habat  mérkőzött meg. Az eredmény: 3-0.
- Selahattin Kilicsallayan  és Dillon Emmanuel Williams  mérkőzött meg. Az eredmény: 11-1.
- Iszmail Muszukajev  és Malik Michael Amine  mérkőzött meg. Az eredmény: 8-0.
- Hadzsi Mohamad Ali  és Alejandro Enrique Valdes Tobier  mérkőzött meg. Az eredmény: 11-6.
- Szon Dzsongcshol (Son Jong-cheol)  és Ilman Mukhtarov  mérkőzött meg. Az eredmény: 11-1.
- Daulet Szorajevicz Nijazbekov  és Alexander Semisorow  mérkőzött meg. Az eredmény: 12-8.

Negyeddöntők:
- Gadzsimurad Rasidov  és Hadzsi Mohamad Ali  mérkőzött meg. Az eredmény: 9-0.
- Bajrang Punia Kumar  és Szon Dzsongcshol (Son Jong-cheol)  mérkőzött meg. Az eredmény: 8-1.
- Daulet Szorajevicz Nijazbekov  és Tulga Tumur Ocsir  mérkőzött meg. Az eredmény: 6-2.
- Iszmail Muszukajev  és Selahattin Kilicsallayan  mérkőzött meg. Az eredmény: 15-2.

Elődöntők:
- Daulet Szorajevicz Nijazbekov  és Bajrang Punia Kumar  mérkőzött meg. Az eredmény: 9-9. A kazah nyert.
- Gadzsimurad Rasidov  és Iszmail Muszukajev  mérkőzött meg. Az eredmény: 3-2.

### Hetedik versenynap
A hetedik versenynapon rendezték a női 62 kg – 68 kg, illetve a férfi szabadfogás 57 kg – 65 kg súlycsoportok döntőit, illetve vigaszági mérkőzéseit. A női szabadfogású birkózás 62 és 68 kg-os, valamint a férfi szabadfogás 57 kg-os súlycsoportjának első hat helyezése egyúttal olimpiai kvótaszerzést is jelent. Továbbá a férfi szabadfogás 70 kg – 74 kg – 92 kg – 125 kg selejtezőit az elődöntőkig bezárólag.

### Női szabadfogás 62 kg
Vigaszág:
- Incze Tünde Kriszta  és Luo Hsziao-csüan  mérkőzött meg. Az eredmény: 10-2.
- Kavai Jukako  és Alejandra Romero Bonilla  mérkőzött meg. Az eredmény: 9-0.
- Henna Katarina Johansson  és Incze Tünde Kriszta  mérkőzött meg. Az eredmény: 4-0.
- Kavai Jukako  és Julia Tkacs Osztapcsuk  mérkőzött meg. Az eredmény: 3-0.

Bronzmérkőzés:
- Henna Katarina Johansson  és Sastin Marianna  mérkőzött meg. Az eredmény: 4-1.
- Kavai Jukako  és Dzsong Szim Rin  mérkőzött meg. Az eredmény: 12-1.

Döntő:
- Aisuluu Tynybekova  és Tajbe Juszein  mérkőzött meg. Az eredmény: 5-3.[31]

Érdekesség, hogy, 1994 óta, mióta Kirgizisztán részt vesz a birkózó világbajnokságokon, azóta Aisuluu Tynybekova az első felnőtt birkózójuk, aki aranyérmet szerez a közép-ázsiai ország számára. Kirgizisztánnak korábban összesen 9 érmet sikerült világbajnokságokon szereznie.

### Női szabadfogás 68 kg
Vigaszág:
- Koumba Selene Fanta Larroque  és Buse Tosun  mérkőzött meg. Az eredmény: 2-2. A francia birkózónő jutott tovább.
- Blessing Oborududu  és Michelle Yvonne Montague  mérkőzött meg. Az eredmény: 10-0.
- Battszeszeg Soronzonbold  és Koumba Selene Fanta Larroque  mérkőzött meg. Az eredmény: 10-2.
- Sara Dosho  és Blessing Oborududu  mérkőzött meg. Az eredmény: 2-2.

Bronzmérkőzés:
- Anna Carmen Schell  és Sara Dosho  mérkőzött meg. Az eredmény: 4-1.
- Battszeszeg Soronzonbold  és Alla Kosztyantinyivna Cserkaszova  mérkőzött meg. Az eredmény: 2-2. A mongol birkózónő nyerte a bronzérmet technikai pontozással.

Döntő:
- Tamyra Mariama Mensah  és Anna Jenny Eva Maria Fransson  küzdött meg az aranyéremért. Az eredmény: 8-2.[33]

### Férfi szabadfogás 57 kg
Vigaszág:
- Givi Davidovi  és Liang Sao-feng  mérkőzött meg. Az eredmény: 0-0.
- Bekbadzsár Erdenebat  és Mahir Amiroslanov  mérkőzött meg. Az eredmény: 4-4. A mongol jutott tovább.
- Sztevan Andria Micic  és Givi Davidovi  mérkőzött meg. Az eredmény: 8-0.
- Reza Ahmadali Atrinagarchi  és Bekbadzsár Erdenebat  mérkőzött meg. Az eredmény: 4-4. Az iráni jutott tovább.

Bronzmérkőzés:
- Nuriszlam Artasz Szanajev  és Sztevan Andria Micic  mérkőzött meg. Az eredmény: 4-3.
- Kumar Ravi  és Reza Ahmadali Atrinagarchi  mérkőzött meg. Az eredmény: 6-3.

Döntő:
- Zaur Rizvanovics Ugujev  és Szulejman Atli  küzdött meg az aranyéremért. Az eredmény: 13-3.[34]

### Férfi szabadfogás 65 kg
Vigaszág:
- Hacı Əliyev  és Amr Reda Ramadan Husszen  mérkőzött meg. Az eredmény: 10-1.
- Alexander Semisorow  és Yu-Hszuan Csang (Kínai Tajpej) mérkőzött meg. Az eredmény: 4-0.
- Otoguro Takuto  és Hacı Əliyev  mérkőzött meg. Az eredmény: 11-9.
- Tulga Tumur Ocsir  és Alexander Semisorow  mérkőzött meg. Az eredmény: 8-0.
- Otoguro Takuto  és Hádzsi Mohamed Ali  mérkőzött meg. Az eredmény: 6-1.

Bronzmérkőzés:
- Bajrang Punia Kumar  és Tulga Tumur Ocsir  mérkőzött meg. Az eredmény: 8-7.
- Iszmail Muszukajev  és Otoguro Takuto  mérkőzött meg. Az eredmény: 5-3.

Döntő:
- Gadzsimurad Rasidov  és Daulet Szorajevicz Nijazbekov  küzdött meg az aranyéremért. Az eredmény: 11-0.[35]

### Férfi szabadfogás 70 kg
Selejtezők:
- Aghahuszeyn Musztafaev  és Haydar Yavuz  mérkőzött meg. Az eredmény: 10-6.
- Ali Pasha Ruszlanovics Umarpashaev  és Szemen Radulov  mérkőzött meg. Az eredmény: 5-2.
- Elaman Dogdurbek Uulu  és Caj Csung-cseng  mérkőzött meg. Az eredmény: 9-4.
- Magomedmurad Szaidpaszajevics Gadzhiev  és Mandakhnaran Ganzorig  mérkőzött meg. Az eredmény: 4-2.
- Ikhtiyor Navruzov  és Karan Karan  mérkőzött meg. Az eredmény: 7-0.
- Kodzsiró Shiga  és Luis Isabel Barrios Rochez  mérkőzött meg. Az eredmény: 10-0.
- David Albertovics Baev  és Andej Karpacs  mérkőzött meg. Az eredmény: 10-0.
- Zurabi Iakobishvili  és Mihail Sava  mérkőzött meg. Az eredmény: 2-1.
- Junesz Aliakbár Emamicsogádzsi (یونس امامی)  és Eriglent Prizreni  mérkőzött meg. Az eredmény: 11-0.
- James Malcolm Green  és Vincent De Marinis  mérkőzött meg. Az eredmény: 10-0.
- Abdullrahman Ibrahim  és Brahm Richards  mérkőzött meg. Az eredmény: 6-0.
- Han Deszu (Han Dae-su) (한대수)  és Hong Jeow Lou  mérkőzött meg. Az eredmény: 10-0.
- Nicolae Cojocaru  és Jarvissadam Blesam Tarkong  mérkőzött meg. Az eredmény: 10-0.
- Joshua Miguel Trambulo Riley  és Jacob Ntuyo  mérkőzött meg. Az eredmény: 4-1.

Nyolcaddöntők:
- Adam Batirov  és Aghahuszeyn Musztafaev  mérkőzött meg. Az eredmény: 5-2.
- Nicolae Cojocaru  és Han Deszu (Han Dae-su) (한대수)  mérkőzött meg. Az eredmény: 5-2.
- Junesz Aliakbár Emamicsogádzsi (یونس امامی)  és Elaman Dogdurbek Uulu  mérkőzött meg. Az eredmény: 6-0.
- Kodzsiró Shiga  és Abdullrahman Ibrahim  mérkőzött meg. Az eredmény: 10-0.
- Ikhtiyor Navruzov  és Ali Pasha Ruszlanovics Umarpashaev  mérkőzött meg. Az eredmény: 7-6.
- Nurkozsa Kaipanov  és Joshua Miguel Trambulo Riley  mérkőzött meg. Az eredmény: 10-0.
- Magomedmurad Szaidpaszajevics Gadzhiev  és James Malcolm Green  mérkőzött meg. Az eredmény: 4-3.
- David Albertovics Baev  és Zurabi Iakobishvili  mérkőzött meg. Az eredmény: 7-0.

Negyeddöntők:
- Magomedmurad Szaidpaszajevics Gadzhiev  és Adam Batirov  mérkőzött meg. Az eredmény: 3-3. A lengyel jutott tovább.
- Junesz Aliakbár Emamicsogádzsi (یونس امامی)  és Kodzsiró Shiga  mérkőzött meg. Az eredmény: 11-0.
- Nurkozsa Kaipanov  és Nicolae Cojocaru  mérkőzött meg. Az eredmény: 10-0.
- David Albertovics Baev  és Ikhtiyor Navruzov  mérkőzött meg. Az eredmény: 11-5.

Elődöntők:
- Nurkozsa Kaipanov  és Junesz Aliakbár Emamicsogádzsi (یونس امامی)  mérkőzött meg. Az eredmény: 7-6.
- David Albertovics Baev  és Magomedmurad Szaidpaszajevics Gadzhiev  mérkőzött meg. Az eredmény: 5-2.

### Férfi szabadfogás 74 kg
Selejtezők:
- Bekzod Abdurakhmonov  és Franklin Gomez Matos  mérkőzött meg. Az eredmény: 4-0.
- Soner Demirtas  és Maxim Vasilioglo  mérkőzött meg. Az eredmény: 13-1.
- Murad Kuramagomedov  és Guy Robert de Lumeau Jr.  mérkőzött meg. Az eredmény: 14-2.
- Jeandry Garzon Caballero  és Reza Alireza Afzalipaemami  mérkőzött meg. Az eredmény: 5-2.
- Khadzimurad Gadziev  és Kumar Szuszil  mérkőzött meg. Az eredmény: 11-9.
- Azamat Nurdzskau  és Johann Christoph Steinforth  mérkőzött meg. Az eredmény: 5-2.
- Nestor Joaguin Tafur Barrios  és Miroszlav Sztefanov Kirov  mérkőzött meg. Az eredmény: 8-4.

Legjobb 16 közé jutás:
- Kyrillos Bininmpaou  és Elias Lauofo Vaoifi  mérkőzött meg. Az eredmény: 9-3.
- Evgeni Nedealco  és Ogbonna Emmanuel John  mérkőzött meg. Az eredmény: 10-4.
- Ilgiz Dzhakijpbekov  és Szumidzsabazar Zandanbud  mérkőzött meg. Az eredmény: 4-2.
- Murad Kuramagomedov  és Nestor Joaguin Tafur Barrios  mérkőzött meg. Az eredmény: 3-0.
- Danidzsar Kaiszanov  és Anthony Jose Montero Chirinos  mérkőzött meg. Az eredmény: 8-2.
- Mao Ókui  és Jasmit Singh Phulka  mérkőzött meg. Az eredmény: 8-2.
- Jordan Burroughs  és Azamat Nurdzskau  mérkőzött meg. Az eredmény: 11-10.
- Vaszil Mikhajlov  és Luo Jin (Luo Yin)  mérkőzött meg. Az eredmény: 12-1.
- Zelimkhan Khadijev  és Avtandil Kentcsadze  mérkőzött meg. Az eredmény: 8-2.
- Bekzod Abdurakhmonov  és Jeandry Garzon Caballero  mérkőzött meg. Az eredmény: 10-6.
- Khadzimurad Gadziev  és Soner Demirtas  mérkőzött meg. Az eredmény: 5-2.
- Frank Chamizo Marquez  és Marc Dietsche  mérkőzött meg. Az eredmény: 10-0.
- I Szungcshol (Lee Seung-cheol) (이승철)  és Aimar Andruse  mérkőzött meg. Az eredmény: 6-0.
- Varuzsán Kajodzsán  és Andrius Mazeika  mérkőzött meg. Az eredmény: 10-2.
- Zaurbek Kazbekovics Szidakov  és Victor Eduardo Hernandez Luna  mérkőzött meg. Az eredmény: 10-0.
- Kamil Rybicki  és Samy Hamdy Amin Mousztafa  mérkőzött meg. Az eredmény: 7-4.

Nyolcaddöntők:
- Vaszil Mikhajlov  és Varuzsán Kajodzsán  mérkőzött meg. Az eredmény: 10-4.
- Zelimkhan Khadijev  és Evgeni Nedealco  mérkőzött meg. Az eredmény: 4-2.
- Mao Ókui  és Ilgiz Dzhakijpbekov  mérkőzött meg. Az eredmény: 2-2.
- Frank Chamizo Marquez  és I Szungcshol (Lee Seung-cheol) (이승철)  mérkőzött meg. Az eredmény: 10-2.
- Danidzsar Kaiszanov  és Kyrillos Bininmpaou  mérkőzött meg. Az eredmény: 10-0.
- Khadzimurad Gadziev  és Bekzod Abdurakhmonov  mérkőzött meg. Az eredmény: 12-9.
- Zaurbek Kazbekovics Szidakov  és Kamil Rybicki  mérkőzött meg. Az eredmény: 8-0.
- Jordan Burroughs  és Murad Kuramagomedov  mérkőzött meg. Az eredmény: 6-4.

Negyeddöntők:
- Jordan Burroughs  és Khadzimurad Gadziev  mérkőzött meg. Az eredmény: 8-1.
- Zaurbek Kazbekovics Szidakov  és Mao Ókui  mérkőzött meg. Az eredmény: 6-0.
- Frank Chamizo Marquez  és Danidzsar Kaiszanov  mérkőzött meg. Az eredmény: 5-0.
- Zelimkhan Khadijev  és Vaszil Mikhajlov  mérkőzött meg. Az eredmény: 4-0.

Elődöntők:
- Zaurbek Kazbekovics Szidakov  és Jordan Burroughs  mérkőzött meg. Az eredmény: 4-3.
- Frank Chamizo Marquez  és Zelimkhan Khadijev  mérkőzött meg. Az eredmény: 4-1.

### Férfi szabadfogás 92 kg
Selejtezők:
- Parveen Parveen  és Szo Cshangdzse (Seo Chang-jae) (서창재)  mérkőzött meg. Az eredmény: 12-1.
- Georgii Rubaev  és Szun Hsziao (Sun Xiao)  mérkőzött meg. Az eredmény: 10-0.

Nyolcaddöntők:
- Irakli Mcituri  és Tóth Bendegúz  mérkőzött meg. Az eredmény: 8-0.
- Nurgali Nurgaipulij  és Dominic Klaus Peter  mérkőzött meg. Az eredmény: 2-0.
- Takuma Ócu  és Dzsanbadzsar Baatar  mérkőzött meg. Az eredmény: 9-2.
- Alireza Mohammad Karimimachiani  és Georgii Rubaev  mérkőzött meg. Az eredmény: 12-1.
- J’Den Cox  és Mohammed Fardzs  mérkőzött meg. Az eredmény: 11-0.
- Alihan Lukmanovics Zsabrailov  és Ivan Mihajlavics Jankovszki  mérkőzött meg. Az eredmény: 8-1.
- Ljubomir Szagaliuk  és Parveen Parveen  mérkőzött meg. Az eredmény: 8-0.
- Suleyman Karadeniz  és Shamil Zubairov  mérkőzött meg. Az eredmény: 7-6.

Negyeddöntők:
- J’Den Cox  és Nurgali Nurgaipulij  mérkőzött meg. Az eredmény: 8-0.
- Irakli Mcituri  és Takuma Ócu  mérkőzött meg. Az eredmény: 5-0.
- Alireza Mohammad Karimimachiani  és Ljubomir Szagaliuk  mérkőzött meg. Az eredmény: 12-2.
- Alihan Lukmanovics Zsabrailov  és Suleyman Karadeniz  mérkőzött meg. Az eredmény: 4-3.

Elődöntők:
- Alireza Mohammad Karimimachiani  és Alihan Lukmanovics Zsabrailov  mérkőzött meg. Az eredmény: 10-0.
- J’Den Cox  és Irakli Mcituri  mérkőzött meg. Az eredmény: 3-0.

### Férfi szabadfogás 125 kg
Selejtezők:
- Egzon Shala  és Jere Tapani Heino  mérkőzött meg. Az eredmény: 4-7.
- Johannes Ludescher  és Jose Cuba Vazquez  mérkőzött meg. Az eredmény: 4-0.
- Badza Khutaba  és Csong Jeihjon  mérkőzött meg. Az eredmény: 12-2.
- Khaszanboj Rakhimov  és Luis Felipe Vivenes Urbaneja  mérkőzött meg. Az eredmény: 10-0.
- Aleksandr Romanov  és Nobujoshi Arakida  mérkőzött meg. Az eredmény: 8-0.
- Ligeti Dániel  és Szumit Szumit  mérkőzött meg. Az eredmény: 2-0.
- Alan Lavrentevics Kugajev  és Oleg Boltin  mérkőzött meg. Az eredmény: 7-4.
- Dzsadollah Mohammadkazem Mohebi  és Kuderbulga Dordzskánd  mérkőzött meg. Az eredmény: 6-1.
- Olekszandr Joszipovics Hocjanyivszkij  és Levan Berianidze  mérkőzött meg. Az eredmény: 3-2.
- Jamaladdin Magomedov  és Vitalij Piaszniak  mérkőzött meg. Az eredmény: 9-1.
- Nick Matuhin  és Khaled Omr Zaki Mohamed Abdalla  mérkőzött meg. Az eredmény: 7-3.
- Robert Baran  és Korey Jarvis  mérkőzött meg. Az eredmény: 3-0.

Nyolcaddöntők
- Geno Petriasvili  és Egzon Shala  mérkőzött meg. Az eredmény: 13-2.
- Jamaladdin Magomedov  és Nick Matuhin  mérkőzött meg. Az eredmény: 5-1.
- Teng Cse-vej  és Robert Baran  mérkőzött meg. Az eredmény: 4-1.
- Dzsadollah Mohammadkazem Mohebi  és Nicholas Edward Gwiazdowski  mérkőzött meg. Az eredmény: 5-2.
- Taha Akgül  és Aleksandr Romanov  mérkőzött meg. Az eredmény: 8-0.
- Olekszandr Joszipovics Hocjanyivszkij  és Alan Lavrentevics Kugajev  mérkőzött meg. Az eredmény: 4-3.
- Khaszanboj Rakhimov  és Ligeti Dániel  mérkőzött meg. Az eredmény: 5-0.
- Badza Khutaba  és Johannes Ludescher  mérkőzött meg. Az eredmény: 6-2.

Negyeddöntők:
- Teng Cse-vej  és Jamaladdin Magomedov  mérkőzött meg. Az eredmény: 3-0.
- Taha Akgül  és Khaszanboj Rakhimov  mérkőzött meg. Az eredmény: 3-0.
- Olekszandr Joszipovics Hocjanyivszkij  és Dzsadollah Mohammadkazem Mohebi  mérkőzött meg. Az eredmény: 3-2.
- Geno Petriasvili  és Badza Khutaba  mérkőzött meg. Az eredmény: 14-4.

Elődöntők:
- Taha Akgül  és Teng Cse-vej  mérkőzött meg. Az eredmény: 5-0.
- Geno Petriasvili  és Olekszandr Joszipovics Hocjanyivszkij  mérkőzött meg. Az eredmény: 6-2.

### Nyolcadik versenynap
A nyolcadik versenynapon rendezték a férfi szabadfogás 70 kg – 74 kg – 92 kg – 125 kg súlycsoportok döntőit, illetve a 61 kg – 79 kg – 86 kg – 97 kg súlycsoportok selejtezőit, az elődöntőkkel bezárólag. A férfi szabadfogás 74, illetve 125 kg-os súlycsoportjának első hat helyezése egyúttal olimpiai kvótaszerzést is jelent.

### Férfi szabadfogás 70 kg
Vigaszág:
- Zurab Iakobisvili  és Ikhtijor Navruzov  mérkőzött meg. Az eredmény: 4-1.
- Nicolae Cojocaru  és Joshua Miguel Trambulo Riley  mérkőzött meg. Az eredmény: 4-0.
- Zurab Iakobisvili  és Andrei Karpacs  mérkőzött meg. Az eredmény: 5-0.

Bronzmérkőzés:
- Junesz Aliakbár Emamicsogádzsi (یونس امامی)  és Nicolae Cojocaru  mérkőzött meg. Az eredmény: 8-0.
- Magomedmurad Gadzhiev  és Zurab Iakobisvili  mérkőzött meg. Az eredmény: 3-2.

Döntő:
- David Albertovics Baev  és Nurkozsa Kaipanov  küzdött meg az aranyéremért. Az eredmény: 14-2.[36]

### Férfi szabadfogás 74 kg
Vigaszág:
- Mao Ókui  és Kamil Rybicki  mérkőzött meg. Az eredmény: 6-2.
- Danijar Kaiszanov  és I Szungcshol (Lee Seung-cheol) (이승철)  mérkőzött meg. Az eredmény: 6-0.
- Kamil Rybicki  és Victor Eduardo Hernandez Luna  mérkőzött meg. Az eredmény: 11-0.
- Szeungcsul Lee  és Marc Dietsche  mérkőzött meg. Az eredmény: 10-0.

Bronzmérkőzés:
- Jordan Burroughs  és Mao Ókui  mérkőzött meg. Az eredmény: 10-0.
- Zelimkhan Khadijev  és Danijar Kaiszanov  mérkőzött meg. Az eredmény: 4-3.

Döntő:
- Zaurbek Kazbekovics Szidakov és Frank Chamizo Marquez  küzdött meg az aranyéremért. Az eredmény: 5-2.[37]

### Férfi szabadfogás 92 kg
Vigaszág:
- Georghi Rubaev  és Ljubomir Szagaliuk  mérkőzött meg. Az eredmény: 7-0.
- Nurgali Nurgaipuly  és Mohammed Fardzs  mérkőzött meg. Az eredmény: 7-1.

Bronzmérkőzés:
- Alikhan Zsabrailov  és Georghi Rubaev  mérkőzött meg. Az eredmény: 3-2.
- Irakli Mtitszuri  és Nurgali Nurgaipuly  mérkőzött meg. Az eredmény: 2-1.

Döntő:
- J’Den Cox és Alireza Mohammad Karimimacsiani  küzdött meg az aranyéremért. Az eredmény: 4-0.[38]

### Férfi szabadfogás 125 kg
Vigaszág:
- Khaszanboj Rakhimov  és Alexandr Romanov  mérkőzött meg. Az eredmény: 6-0.
- Badza Khutaba  és Egzon Shala  mérkőzött meg. Az eredmény: 14-9.

Bronzmérkőzés:
- Khaszanboj Rakhimov  és Teng Cse-vej  mérkőzött meg. Az eredmény: 6-1.
- Olekszandr Kotszianiviszky  és Badza Khutaba  mérkőzött meg. Az eredmény: 5-1.

Döntő:
- Geno Petriasvili  és Taha Akgül  küzdött meg az aranyéremért. Az eredmény: 6-6.[39]

### Férfi szabadfogás 61 kg
Selejtezők:
- Mihai Esanu  és Scott Anthony Joseph Schiller  mérkőzött meg. Az eredmény: 6-4.
- Kerim Hodzsakov  és Elmedin Szejfulau  mérkőzött meg. Az eredmény: 5-0.
- Tuvshintulga Tumenbileg  és Kaiki Jamagucsi  mérkőzött meg. Az eredmény: 3-2.
- Tyler Lee Graff  és Kim Dzsincshol (Kim Jin-cheol) (김진철)  mérkőzött meg. Az eredmény: 10-0.
- Raszul Kalijev  és Isza Merkdzsa  mérkőzött meg. Az eredmény: 11-0.
- Magomedraszul Muszajevics Idriszov  és Andrei Berkreneu  mérkőzött meg. Az eredmény: 6-1.
- Liu Ming-hu (Liu Minghu)  és Petro Bilejcsuk  mérkőzött meg. Az eredmény: 3-2.
- Abbosz Rakhmonov  és Egor Dimitriev  mérkőzött meg. Az eredmény: 14-2.
- Almaz Szmanbekov  és Randy Adrian Vock  mérkőzött meg. Az eredmény: 12-2.

Nyolcaddöntők:
- Abbosz Rakhmonov  és Nikolai Okhlopkov  mérkőzött meg. Az eredmény: 8-1.
- Tyler Lee Graff  és Liu Ming-hu (Liu Minghu)  mérkőzött meg. Az eredmény: 7-0.
- Magomedraszul Muszajevics Idriszov  és Tuvshintulga Tumenbileg  mérkőzött meg. Az eredmény: 4-1.
- Rahul Balasaheb Aware  és Kerim Hodzsakov  mérkőzött meg. Az eredmény: 13-2.
- Behnám Eszhág Ehszánpór (بهنام احسان‌پور)  és Recep Topal  mérkőzött meg. Az eredmény: 6-3.
- Raszul Kalijev  és Almaz Szmanbekov  mérkőzött meg. Az eredmény: 8-4.
- Akhmednabi Gvarzatilov  és Yowlys Bonne  mérkőzött meg. Az eredmény: 7-0.
- Beka Lomtadze  és Mihai Esanu  mérkőzött meg. Az eredmény: 10-0.

Negyeddöntők:
- Behnám Eszhág Ehszánpór (بهنام احسان‌پور)  és Akhmednabi Gvarzatilov  mérkőzött meg. Az eredmény: 13-12.
- Magomedraszul Muszajevics Idriszov  és Abbosz Rakhmonov  mérkőzött meg. Az eredmény: 11-0.
- Rahul Balasaheb Aware  és Raszul Kalijev  mérkőzött meg. Az eredmény: 10-7.
- Beka Lomtadze  és Tyler Lee Graff  mérkőzött meg. Az eredmény: 3-1.

Elődöntők:
- Magomedraszul Muszajevics Idriszov  és Behnám Eszhág Ehszánpór (بهنام احسان‌پور)  mérkőzött meg. Az eredmény: 2-2.
- Beka Lomtadze  és Rahul Balasaheb Aware  mérkőzött meg. Az eredmény: 10-6.

### Férfi szabadfogás 79 kg
Selejtezők:
- Taimuraz Salkazanov  és Ajoub Barraj  mérkőzött meg. Az eredmény: 7-1.
- Dimitrij Tkacsenko  és Andrzej Pjotr Szokalszki  mérkőzött meg. Az eredmény: 7-2.
- Dzsitender Dzsitender  és Gheorghi Pascalov  mérkőzött meg. Az eredmény: 7-2.
- Gombodordzs Dordzsvancsig  és Lin Cö-ping (Lin Zeping)  mérkőzött meg. Az eredmény: 11-8.
- Galimzsán Usszerbajev  és Hanoc Rachamin  mérkőzött meg. Az eredmény: 10-0.
- Rashid Kurbanov  és Csang Umin (Jang U-min) (장우민)  mérkőzött meg. Az eredmény: 12-2.
- Omaraskhab Nazhmudinov  és Murad Gaidarov  mérkőzött meg. Az eredmény: 6-3.

Nyolcaddöntők:
- Taimuraz Salkazanov  és Gombodordzs Dordzsvancsig  mérkőzött meg. Az eredmény: 2-1.
- Cəbrayıl Həsənov  és Dimitrij Tkacsenko  mérkőzött meg. Az eredmény: 7-0.
- Kyle Douglas Dake  és Oibek Naszirov  mérkőzött meg. Az eredmény: 12-2.
- Gadzsi Kamilovics Nabijev  és Judai Takahashi  mérkőzött meg. Az eredmény: 5-0.
- Rashid Kurbanov  és Bahmán Mohammed Tedzsmouri  mérkőzött meg. Az eredmény: 13-10.
- Dzsitender Dzsitender  és Muhammet Nuri Kotanoklu  mérkőzött meg. Az eredmény: 7-1.
- Grigor Grigordzsán  és Nika Kentcsadze  mérkőzött meg. Az eredmény: 7-6.
- Galimzsán Usszerbajev  és Omaraskhab Nazhmudinov  mérkőzött meg. Az eredmény: 4-3.

Negyeddöntők:
- Cəbrayıl Həsənov  és Galimzsán Usszerbajev  mérkőzött meg. Az eredmény: 13-4.
- Kyle Douglas Dake  és Gadzsi Kamilovics Nabijev  mérkőzött meg. Az eredmény: 5-1.
- Rashid Kurbanov  és Grigor Grigordzsán  mérkőzött meg. Az eredmény: 8-8. Az üzbég jutott tovább.
- Taimuraz Salkazanov  és Dzsitender Dzsitender  mérkőzött meg. Az eredmény: 4-0.

Elődöntők:
- Kyle Douglas Dake  és Rashid Kurbanov  mérkőzött meg. Az eredmény: 6-1.
- Cəbrayıl Həsənov  és Taimuraz Salkazanov  mérkőzött meg. Az eredmény: 4-3.

### Férfi szabadfogás 86 kg
Selejtezők:
- Piotr Ianulov  és Kvon Hjokpom (Gwon Hyeok-beom) (권혁범)  mérkőzött meg. Az eredmény: 12-2.
- Myles Nazem Amine  és Ali Sabanavics Sabanav  mérkőzött meg. Az eredmény: 5-1.
- Zbigniew Mateusz Baranowszki  és Uitumen Orgodol  mérkőzött meg. Az eredmény: 3-3.
- Szoszuke Takatani  és Aligadzsi Gamidgadzsiev  mérkőzött meg. Az eredmény: 13-6.
- James Patrick Downey III.  és Hovhannes Mkhitariján  mérkőzött meg. Az eredmény: 11-1.
- Artur Egyikovics Najfonov  és Ville Tapani Heino  mérkőzött meg. Az eredmény: 5-0.
- Javrail Shapiev  és Aleksand Gosztyev  mérkőzött meg. Az eredmény: 4-1.
- Yureski Torreblanca Queralta  és Lin Cu-sen  mérkőzött meg. Az eredmény: 2-1.
- Ahmed Ruszlanovics Dudarov  és Akhmed Aibuev  mérkőzött meg. Az eredmény: 12-1.
- Sandro Aminashvili  és Georgios Savvoulidis  mérkőzött meg. Az eredmény: 9-0.
- Szvetoszláv Zsivkov Dimitrov  és Pedro Francisco Ceballos Fuentes  mérkőzött meg. Az eredmény: 3-2.

Legjobb 16 közé jutás:
- Stefan Reichmuth  és Edgaras Voitechovschis  mérkőzött meg. Az eredmény: 6-1.
- Javrail Shapiev  és Sandro Aminashvili  mérkőzött meg. Az eredmény: 6-3.
- Myles Nazem Amine  és Yureski Torreblanca Queralta  mérkőzött meg. Az eredmény: 3-2.
- Ahmed Ruszlanovics Dudarov  és Borisz Makojev  mérkőzött meg. Az eredmény: 4-4.
- Fatih Erdin  és Alexander Robert Moore  mérkőzött meg. Az eredmény: 7-2.
- Hasszán Jazdani  és Jaime Yusept Espinal  mérkőzött meg. Az eredmény: 10-0.
- Deepak Punia  és Adilet Davlumbajev  mérkőzött meg. Az eredmény: 8-6.
- Szoszuke Takatani  és  Szvetoszláv Zsivkov Dimitrov mérkőzött meg. Az eredmény: 8-1.
- Taimuraz Friev  és Dovletmyrat Orazgylyjov  mérkőzött meg. Az eredmény: 12-2.
- Carlos Arturo Izquierdo Mendez  és Michael Paul Shinohara  mérkőzött meg. Az eredmény: 10-0.
- Pool Edinson AmbrocioGreifo  és Angus Patrick Arthur  mérkőzött meg. Az eredmény: 6-4.
- Veréb István  és Olekszij Domanytszkij  mérkőzött meg. Az eredmény: 4-3.
- Uri Kalashnikov  és Domenic Michael Abou Nader  mérkőzött meg. Az eredmény: 0-0.
- Bakhodur Kodirov  és Oussama Regani  mérkőzött meg. Az eredmény: 12-0.
- Artur Egyikovics Najfonov  és Piotr Ianulov  mérkőzött meg. Az eredmény: 4-0.
- James Patrick Downey III.  és Zbigniew Mateusz Baranowszki  mérkőzött meg. Az eredmény: 8-2.

Nyolcaddöntők:
- Stefan Reichmuth  és Uri Kalashnikov  mérkőzött meg. Az eredmény: 10-0.
- Ahmed Ruszlanovics Dudarov  és James Patrick Downey III.  mérkőzött meg. Az eredmény: 13-0.
- Myles Nazem Amine  és Szoszuke Takatani  mérkőzött meg. Az eredmény: 5-2.
- Deepak Punia  és Bakhodur Kodirov  mérkőzött meg. Az eredmény: 6-0.
- Hasszán Jazdani  és Veréb István  mérkőzött meg. Az eredmény: 9-2.
- Artur Egyikovics Najfonov  és Javrail Shapiev  mérkőzött meg. Az eredmény: 6-0.
- Taimuraz Friev  és Fatih Erdin  mérkőzött meg. Az eredmény: 9-9.
- Carlos Arturo Izquierdo Mendez  és Pool Edinson AmbrocioGreifo  mérkőzött meg. Az eredmény: 3-1.

Negyeddöntők:
- Stefan Reichmuth  és Taimuraz Friev  mérkőzött meg. Az eredmény: 2-1.
- Myles Nazem Amine  és Ahmed Ruszlanovics Dudarov  mérkőzött meg. Az eredmény: 4-2.
- Deepak Punia  és Carlos Arturo Izquierdo Mendez mérkőzött meg. Az eredmény: 7-6.
- Hasszán Jazdani  és Artur Egyikovics Najfonov  mérkőzött meg. Az eredmény: 4-2.

Elődöntők:
- Hasszán Jazdani  és Myles Nazem Amine  mérkőzött meg. Az eredmény: 11-0.
- Deepak Punia  és Stefan Reichmuth  mérkőzött meg. Az eredmény: 8-2.

### Férfi szabadfogás 97 kg
Selejtezők:
- Şərif Şərifov  és Szo Minvon (Seo Min-won) (서민원)  mérkőzött meg. Az eredmény: 11-4.
- Nicolai Ceban  és Maxwell Lemar Lacey Garita  mérkőzött meg. Az eredmény: 11-1.
- Erik Sven Thiele  és Jordan Steen  mérkőzött meg. Az eredmény: 6-0.
- Valerij Andijcev  és Aliakszandr Husztyn  mérkőzött meg. Az eredmény: 8-7.
- Alisher Yegali  és Naoya Akaguma  mérkőzött meg. Az eredmény: 11-1.
- Ali Khalil Szabánibengár  és Ibrahim Ciftci  mérkőzött meg. Az eredmény: 9-1.
- Jose Daniel Diaz Robertti  és Rusztam Iszkandari  mérkőzött meg. Az eredmény: 4-2.
- Magomed Idriszovics Ibragimov  és Radoslaw Baran  mérkőzött meg. Az eredmény: 10-0.
- Magomed Muszaev  és Lukas Krasauskas  mérkőzött meg. Az eredmény: 11-0.
- Magomedgadzsi Omardibirovics Nurov  és Hoszam Mohamed Mosztafa Merghany  mérkőzött meg. Az eredmény: 9-1.

Nyolcaddöntők:
- Magomed Idriszovics Ibragimov  és Albert Saritov  mérkőzött meg. Az eredmény: 6-5.
- Abdulrasid Bulacsevics Szadulajev  és Nicolai Ceban  mérkőzött meg. Az eredmény: 12-2.
- Kyle Frederick Snyder  és Mauszam Khatri  mérkőzött meg. Az eredmény: 10-0.
- Alisher Yergali  és Erik Sven Thiele  mérkőzött meg. Az eredmény: 2-1.
- Elizbar Odikadze  és Ali Khalil Shabanibengár  mérkőzött meg. Az eredmény: 11-8.
- Batzul Ulziiszaikhán  és Magomed Muszajev  mérkőzött meg. Az eredmény: 4-4.
- Şərif Şərifov  és Valerij Andrijcev  mérkőzött meg. Az eredmény: 4-0.
- Magomedgadzsi Omardibirovics Nurov  és Jose Daniel Diaz Robertti  mérkőzött meg. Az eredmény: 7-2.

Negyeddöntők:
- Abdulrasid Bulacsevics Szadulajev  és Magomedgadzsi Omardibirovics Nurov  mérkőzött meg. Az eredmény: 6-0.
- Alisher Yergali  és Batzul Ulziiszaikhán  mérkőzött meg. Az eredmény: 10-0.
- Kyle Frederick Snyder  és Magomed Idriszovics Ibragimov  mérkőzött meg. Az eredmény: 13-3.
- Şərif Şərifov  és Elizbar Odikadze  mérkőzött meg. Az eredmény: 6-0.

Elődöntők:
- Abdulrasid Bulacsevics Szadulajev  és Alisher Yergali  mérkőzött meg. Az eredmény: 8-1.
- Şərif Şərifov  és Kyle Frederick Snyder  mérkőzött meg. Az eredmény: 5-2.

### Kilencedik versenynap
A kilencedik -és egyben utolsó- versenynapon rendezték meg a férfi szabadfogás 61 kg – 79 kg – 86 kg – 97 kg súlycsoportok döntőit, illetve a záróünnepséget. A férfi szabadfogás 86, illetve 97 kg-os súlycsoportjainak első hat helyezése egyúttal olimpiai kvótaszerzést is jelent.

### Férfi szabadfogás 61 kg
Vigaszág:
- Andrei Bekreneu  és Tuvshintulga Tumenbileg  mérkőzött meg. Az eredmény: 2-1, a fehérorosz javára.
- Abbos Rakhmonov  és Andrei Bekreneu  mérkőzött meg a világbajnokság ezredik mérkőzésén. Az eredmény: 7-2.
- Mihai Esanu  és Tyler Lee Graff  mérkőzött meg. Az eredmény: 13-2, az amerikai javára.

Bronzmérkőzés:
- Behnám Eszhág Ehszánpór  és Abbos Rakhmonov  mérkőzött meg. Az eredmény: 8-0.
- Rahul Balasaheb Aware  és Tyler Lee Graff  mérkőzött meg. Az eredmény: 11-4.

Döntő:
- Magomedraszul Muszajevics Idriszov  és Beka Lomtadze  küzdött meg az aranyéremért.[40] Az eredmény: 6-1, a grúz javára.

### Férfi szabadfogás 79 kg
Vigaszág:
- Dimitrij Tkacsenkó  és Galjmzhan Usszerbajev  mérkőzött meg. Az eredmény: 5-1, a kazah javára.
- Oibek Nasirov  és Gadzi Nabiev  mérkőzött meg. Az eredmény: 8-2, az orosz javára.

Bronzmérkőzés:
- Rashid Kurbanov  és Gadzi Nabiev  mérkőzött meg. Az eredmény: 8-3, az orosz javára.
- Taimuraz Salkazanov  és Galjmzhan Usszerbajev  mérkőzött meg. Az eredmény: 3-2.

Döntő:
- Kyle Douglas Dake  és Cəbrayıl Həsənov  küzdött meg az aranyéremért.[41] Az eredmény: 4-2.

### Férfi szabadfogás 86 kg
Vigaszág:
- Adilet Duvlumbajev  és Bakhodur Kodirov  mérkőzött meg. Az eredmény: 3-0.
- Jaime Yusept Espinal  és Veréb István  mérkőzött meg. Az eredmény: 10-2, a magyar birkózó javára.
- Carlos Arturo Izquierdo Mendez  és Adilet Duvlumbajev  mérkőzött meg. Az eredmény: 21-13.
- Artur Naifonov  és Veréb István  mérkőzött meg. Az eredmény: 11-1, az orosz javára.

Bronzmérkőzés:
- Stefan Reichmuth  és Carlos Arturo Izquierdo Mendez  mérkőzött meg. Az eredmény: 3-0.
- Myles Azem Amine  és Artur Naifonov  mérkőzött meg. Az eredmény: 6-0, az orosz javára.

Érdekesség, hogy Myles Azem Amine első hat közé történő bejutása egyben San Marino első olimpiai kvótája birkózásban.
Döntő:
- Deepak Punia  és Hasszán Jazdani  küzd meg az aranyéremért.[43]

Az indiai Deepak Punia sérülés miatt feladta a mérkőzést, annak kezdete előtt. Így az eredmény: 0-0. Hasszán Aliazám Jazdanicsaráti a világbajnok.

### Férfi szabadfogás 97 kg
Vigaszág:
- Szo Minvon (Seo Min-won) (서민원)  és Valerij Andrijcev  mérkőzött meg. Az eredmény: 6-4.
- Nicolai Ceban  és Magomedgadji Omardibirovics Nurov  mérkőzött meg. Az eredmény: 2-1.
- Elizbar Odikadze  és Minwon Szeo  mérkőzött meg. Az eredmény: 4-0.

Bronzmérkőzés:
- Kyle Frederick Snyder  és Elizbar Odikadze  mérkőzött meg. Az eredmény: 5-0.
- Alisher Jergali  és Magomedgadji Omardibirovics Nurov  mérkőzött meg. Az eredmény: 8-5, az észak-macedón birkózó javára.

Döntő:
- Şərif Şərifov  és Abdulrasid Bulacsevics Szadulajev  küzdött meg az aranyéremért.[44] Az eredmény: 4-0.

## Összesített éremtáblázat
Jelmagyarázat:
(A táblázatban Magyarország csapata eltérő háttérszínnel, az egyes számoszlopok legmagasabb értéke vagy értékei vastagítással kiemelve.)
| #        | nemzet                    | arany | ezüst | bronz | összesen |
| -------- | ------------------------- | ----- | ----- | ----- | -------- |
| 1.       | Oroszország               | 9     | 5     | 5     | 19       |
| 2.       | Amerikai Egyesült Államok | 5     | 0     | 2     | 7        |
| 3.       | Grúzia                    | 4     | 0     | 2     | 6        |
| 4.       | Japán                     | 3     | 3     | 3     | 9        |
| 5.       | Azerbajdzsán              | 1     | 3     | 2     | 6        |
| 6.       | Törökország               | 1     | 2     | 1     | 4        |
| 6.       | Ukrajna                   | 1     | 2     | 1     | 4        |
| 8.       | Irán                      | 1     | 1     | 5     | 7        |
| 9.       | Magyarország              | 1     | 1     | 2     | 4        |
| 10.      | Kuba                      | 1     | 1     | 0     | 2        |
| 11.      | Kanada                    | 1     | 0     | 0     | 1        |
| 11.      | Kirgizisztán              | 1     | 0     | 0     | 1        |
| 11.      | Észak-Korea               | 1     | 0     | 0     | 1        |
| 14.      | Kazahsztán                | 0     | 3     | 4     | 7        |
| 15.      | Svédország                | 0     | 2     | 1     | 3        |
| 16.      | Kína                      | 0     | 1     | 5     | 6        |
| 17.      | India                     | 0     | 1     | 4     | 5        |
| 18.      | Üzbegisztán               | 0     | 1     | 3     | 4        |
| 19.      | Örményország              | 0     | 1     | 1     | 2        |
| 19.      | Bulgária                  | 0     | 1     | 1     | 2        |
| 21.      | Olaszország               | 0     | 1     | 0     | 1        |
| 21.      | Románia                   | 0     | 1     | 0     | 1        |
| 23.      | Németország               | 0     | 0     | 4     | 4        |
| 24.      | Mongólia                  | 0     | 0     | 3     | 3        |
| 25.      | Észtország                | 0     | 0     | 2     | 2        |
| 25.      | Szerbia                   | 0     | 0     | 2     | 2        |
| 27.      | Észak-Macedónia           | 0     | 0     | 1     | 1        |
| 27.      | Fehéroroszország          | 0     | 0     | 1     | 1        |
| 27.      | Franciaország             | 0     | 0     | 1     | 1        |
| 27.      | Lengyelország             | 0     | 0     | 1     | 1        |
| 27.      | Nigéria                   | 0     | 0     | 1     | 1        |
| 27.      | Svájc                     | 0     | 0     | 1     | 1        |
| 27.      | Szlovákia                 | 0     | 0     | 1     | 1        |
| Összesen | Összesen                  | 30    | 30    | 60    | 120      |

## Éremszerzők
*   Olimpiai kvótaszerző súlycsoport
| versenyszám       | arany                             | ezüst                                            | bronz                                  |
| férfi kötöttfogás |                                   |                                                  |                                        |
| 55 kg             | Nugzari Curcumia                  | Korlan Zsakansa                                  | Eldəniz Əzizli                         |
| 55 kg             | Nugzari Curcumia                  | Korlan Zsakansa                                  | Ogava Sóta                             |
| 60 kg             | Kenicsiró Fumita                  | Szergej Jemelin                                  | Meirambek Ainagulov                    |
| 60 kg             | Kenicsiró Fumita                  | Szergej Jemelin                                  | Alireza Nedzsáti                       |
| 63 kg             | Óta Sinobu                        | Sztyepan Mailovics Marjanyan                     | Almat Kebiszpajev                      |
| 63 kg             | Óta Sinobu                        | Sztyepan Mailovics Marjanyan                     | Szlavik Galsztjan                      |
| 67 kg             | Ismael Borrero                    | Artyom Szurkov                                   | Frank Stäbler                          |
| 67 kg             | Ismael Borrero                    | Artyom Szurkov                                   | Nemes Máté                             |
| 72 kg             | Abujazid Ruszlanovics Mancigov    | Aram Vardanyan                                   | Korpási Bálint                         |
| 72 kg             | Abujazid Ruszlanovics Mancigov    | Aram Vardanyan                                   | Aik Mnatszakanian                      |
| 77 kg             | Lőrincz Tamás                     | Alex Bjurberg Kessidis                           | Mohammadali Garadzsi                   |
| 77 kg             | Lőrincz Tamás                     | Alex Bjurberg Kessidis                           | Jalgaszbaj Berdimuratov                |
| 82 kg             | Lasa Gobadze                      | Rafiq Hüseynov                                   | Szaíd Abdavali                         |
| 82 kg             | Lasa Gobadze                      | Rafiq Hüseynov                                   | Csien Haj-tao                          |
| 87 kg             | Zsan Belenyuk                     | Lőrincz Viktor                                   | Rusztam Asszakalov                     |
| 87 kg             | Zsan Belenyuk                     | Lőrincz Viktor                                   | Denis Kudla                            |
| 97 kg             | Musza Jevlojev                    | Artur Alekszanján                                | Mihail Kadžaja                         |
| 97 kg             | Musza Jevlojev                    | Artur Alekszanján                                | Cenk İldem                             |
| 130 kg            | Rıza Kayaalp                      | Oscar Pino Hinds                                 | Heiki Nabi                             |
| 130 kg            | Rıza Kayaalp                      | Oscar Pino Hinds                                 | Jakob Kadzsaja                         |
| férfi szabadfogás |                                   |                                                  |                                        |
| 57 kg             | Zaur Rizvanovics Ugujev           | Szulejman Atli                                   | Nuriszlam Artasz Szanajev              |
| 57 kg             | Zaur Rizvanovics Ugujev           | Szulejman Atli                                   | Ravi Kumar                             |
| 61 kg             | Beka Lomtadze                     | Magomedraszul Muszajevics Idriszov               | Behnám Eszhág Ehszánpór                |
| 61 kg             | Beka Lomtadze                     | Magomedraszul Muszajevics Idriszov               | Rahul Balasaheb Aware                  |
| 65 kg             | Gadzsimurad Rasidov               | Daulet Szorajevicz Nijazbekov                    | Bajrang Punia Kumar                    |
| 65 kg             | Gadzsimurad Rasidov               | Daulet Szorajevicz Nijazbekov                    | Iszmail Muszukajev                     |
| 70 kg             | David Albertovics Baev            | Nurkozsa Kaipanov                                | Junesz Aliakbár Emamicsogádzsi         |
| 70 kg             | David Albertovics Baev            | Nurkozsa Kaipanov                                | Magomedmurad Szaidpaszajevics Gadzhiev |
| 74 kg             | Zaurbek Kazbekovics Szidakov      | Frank Chamizo Marquez                            | Jordan Burroughs                       |
| 74 kg             | Zaurbek Kazbekovics Szidakov      | Frank Chamizo Marquez                            | Zelimkhan Khadijev                     |
| 79 kg             | Kyle Douglas Dake                 | Cəbrayıl Həsənov                                 | Gadzsi Kamilovics Nabijev              |
| 79 kg             | Kyle Douglas Dake                 | Cəbrayıl Həsənov                                 | Taimuraz Salkazanov                    |
| 86 kg             | Hasszán Jazdani                   | Deepak Punia                                     | Stefan Reichmuth                       |
| 86 kg             | Hasszán Jazdani                   | Deepak Punia                                     | Artur Egyikovics Najfonov              |
| 92 kg             | J’Den Cox                         | Alireza Mohammad Karimimachiani                  | Alihan Lukmanovics Zsabrailov          |
| 92 kg             | J’Den Cox                         | Alireza Mohammad Karimimachiani                  | Irakli Mcituri                         |
| 97 kg             | Abdulrasid Bulacsevics Szadulajev | Şərif Şərifov                                    | Kyle Frederick Snyder                  |
| 97 kg             | Abdulrasid Bulacsevics Szadulajev | Şərif Şərifov                                    | Magomedgadzsi Omardibirovics Nurov     |
| 125 kg            | Geno Petriasvili                  | Taha Akgül                                       | Khaszanboj Rakhimov                    |
| 125 kg            | Geno Petriasvili                  | Taha Akgül                                       | Olekszandr Joszipovics Hocjanyivszkij  |
| női szabadfogás   |                                   |                                                  |                                        |
| 50 kg             | Mariya Stadnik                    | Alina Emilia Vuc                                 | Jekatyerina Igorevna Polescsuk         |
| 50 kg             | Mariya Stadnik                    | Alina Emilia Vuc                                 | Valentina Ivanovna Islamova-Brik       |
| 53 kg             | Pak Jongmi                        | Mukaida Maju                                     | Vinesh Phogat                          |
| 53 kg             | Pak Jongmi                        | Mukaida Maju                                     | Pang Csien-jü                          |
| 55 kg             | Jacarra Gwenisha Winchester       | Nanami Irie                                      | Bolortudzsa Bat Ocsir                  |
| 55 kg             | Jacarra Gwenisha Winchester       | Nanami Irie                                      | Olga Nikolaevna Horoszhavtszeva        |
| 57 kg             | Kavai Riszako                     | Zsung Ning-ning                                  | Irina Alekszandrauna Kuracskina        |
| 57 kg             | Kavai Riszako                     | Zsung Ning-ning                                  | Odunayo Adekuoroye                     |
| 59 kg             | Linda Morais                      | Ljubov Mihajlovna Ovcsarova                      | Pej Hszing-zsu                         |
| 59 kg             | Linda Morais                      | Ljubov Mihajlovna Ovcsarova                      | Sóvdor Bátardzsavin                    |
| 62 kg             | Aisuluu Tynybekova                | Tajbe Juszein                                    | Kavai Jukako                           |
| 62 kg             | Aisuluu Tynybekova                | Tajbe Juszein                                    | Henna Katarina Johansson               |
| 65 kg             | Inna Trazhukova                   | Irina Koljadenko                                 | Vang Hsziao-csien                      |
| 65 kg             | Inna Trazhukova                   | Irina Koljadenko                                 | Elis Manolova                          |
| 68 kg             | Tamyra Mariama Mensah             | Anna Jenny Eva Maria Fransson                    | Anna Carmen Schell                     |
| 68 kg             | Tamyra Mariama Mensah             | Anna Jenny Eva Maria Fransson                    | Battszeszeg Soronzonbold               |
| 72 kg             | Natalia Vorobjova                 | Alina Vjacseszlavivna Berezsna Sztadnik Macsinia | Pa Liha                                |
| 72 kg             | Natalia Vorobjova                 | Alina Vjacseszlavivna Berezsna Sztadnik Macsinia | Furuicsi Maszako                       |
| 76 kg             | Adeline Maria Gray                | Szuzuki Hiroe                                    | Epp Mäe                                |
| 76 kg             | Adeline Maria Gray                | Szuzuki Hiroe                                    | Aline Focken                           |

## Ponttáblázat
A csapatok pontozása a következők szerint alakul: Az első helyezettek 10 pontot kapnak, a második helyezettek 9 pontot, a két bronzérmes egyaránt nyolc-nyolc pontot kap, az ötödik helyezettek egyaránt hat-hat pontot kapnak, a hetedik helyezett 4 pontot kap, a nyolcadik 3 pontot, a kilencedik kettő pontot, a tizedik helyezett 1 pontot kap. Ezek összesítése adja meg a nemzetek csapatai által szerzett összesített pontszámot.
| Helyezés | Férfi szabadfogás         | Férfi szabadfogás | Férfi kötöttfogás | Férfi kötöttfogás | Női szabadfogás           | Női szabadfogás |
| Helyezés | Ország                    | Pontok            | Ország            | Pontok            | Ország                    | Pontok          |
| -------- | ------------------------- | ----------------- | ----------------- | ----------------- | ------------------------- | --------------- |
| 1.       | Oroszország               | 190               | Oroszország       | 132               | Japán                     | 137             |
| 2.       | Kazahsztán                | 103               | Üzbegisztán       | 80                | Oroszország               | 108             |
| 3.       | Amerikai Egyesült Államok | 94                | Grúzia            | 79                | Amerikai Egyesült Államok | 105             |
| 4.       | Irán                      | 75                | Irán              | 60                | Kína                      | 102             |
| 5.       | Grúzia                    | 85                | Kazahsztán        | 72                | Ukrajna                   | 92              |
| 6.       | India                     | 79                | Japán             | 65                | Kazahsztán                | 53              |
| 7.       | Azerbajdzsán              | 50                | Magyarország      | 64                | Mongólia                  | 49              |
| 8.       | Üzbegisztán               | 49                | Kuba              | 57                | Azerbajdzsán              | 48              |
| 9.       | Törökország               | 48                | Örményország      | 55                | Németország               | 42              |
| 10.      | Japán                     | 34                | Németország       | 50                | Svédország                | 41              |

## Versenyszámok időrendje
| S | Selejtezők | D | Döntők |

| 2019 szeptember | Szo 14 | V 15 | H 16 | K 17 |
| --------------- | ------ | ---- | ---- | ---- |
| 55 kg           | S      | D    |      |      |
| 60 kg           |        |      | S    | D    |
| 63 kg           | S      | D    |      |      |
| 67 kg           |        | S    | D    |      |
| 72 kg           | S      | D    |      |      |
| 77 kg           |        |      | S    | D    |
| 82 kg           | S      | D    |      |      |
| 87 kg           |        | S    | D    |      |
| 97 kg           |        | S    | D    |      |
| 130 kg          |        |      | S    | D    |

| 2019 szeptember | K 17 | Sze 18 | Cs 19 | P 20 |
| --------------- | ---- | ------ | ----- | ---- |
| 50 kg           | S    | D      |       |      |
| 53 kg           | S    | D      |       |      |
| 55 kg           | S    | D      |       |      |
| 57 kg           |      | S      | D     |      |
| 59 kg           |      | S      | D     |      |
| 62 kg           |      |        | S     | D    |
| 65 kg           |      | S      | D     |      |
| 68 kg           |      |        | S     | D    |
| 72 kg           | S    | D      |       |      |
| 76 kg           |      | S      | D     |      |

| 2019 szeptember | Cs 19 | P 20 | Szo 21 | V 22 |
| --------------- | ----- | ---- | ------ | ---- |
| 57 kg           | S     | D    |        |      |
| 61 kg           |       |      | S      | D    |
| 65 kg           | S     | D    |        |      |
| 70 kg           |       | S    | D      |      |
| 74 kg           |       | S    | D      |      |
| 79 kg           |       |      | S      | D    |
| 86 kg           |       |      | S      | D    |
| 92 kg           |       | S    | D      |      |
| 97 kg           |       |      | S      | D    |
| 125 kg          |       | S    | D      |      |

## A versenyen részt vevő nemzetek
A világbajnokságon 95 ország 872 versenyzője vett részt, közülük 250 nő, 622 férfi. Ez az egy évvel korábbi világbajnoksághoz képest 5 országgal és 38 versenyzővel kevesebb résztvevőt jelent. Az alábbi felsorolásban az országok nevei mellett az adott nemzet által ezen a világbajnokságon nevezett sportolóinak száma szerepel zárójelben.
| - Albánia (3) - Algéria (7) - Amerikai Egyesült Államok (30) - Amerikai Szamoa (1) - Argentína (2) - Ausztrália (3) - Ausztria (8) - Azerbajdzsán (28) - Bahrein (2) - Bissau-Guinea (2) - Brazília (6) - Bulgária (19) - Burkina Faso (1) - Chile (1) - Costa Rica (1) - Csád (1) - Csehország (7) - Dánia (3) - Dél-Korea (30) - Ecuador (3) - Egyiptom (9) - Észak-Korea (8) - Észak-Macedónia (4) - Észtország (5) - Fehéroroszország (26) - Finnország (7) - Franciaország (10) - Fülöp-szigetek (1) - Görögország (5) - Grúzia (20) - Guam (4) - Guinea (2) | - Hollandia (2) - Honduras (2) - Horvátország (5) - India (30) - Irán (20) - Izrael (6) - Jamaica (1) - Japán (30) - Jemen (1) - Kamerun (2) - Katar (2) - Kanada (18) - Kazahsztán (30) - Kirgizisztán (22) - Kína (29) - Kínai Köztársaság (7) - Kolumbia (8) - Koszovó (1) - Kuba (12) - Lengyelország (21) - Lettország (2) - Libanon (1) - Litvánia (11) - Magyarország (18) - Marokkó (4) - Mexikó (6) - Mikronéziai Szövetségi Államok (1) - Moldova (19) - Mongólia (21) - Nagy-Britannia (2) - Nauru (1) - Németország (23) | - Nigéria (6) - Norvégia (6) - Olaszország (10) - Oroszország (30) - Örményország (15) - Palau (3) - Palesztina (1) - Panama (1) - Peru (1) - Portugália (2) - Puerto Rico (3) - Románia (14) - San Marino (2) - Spanyolország (6) - Svájc (6) - Svédország (12) - Szerbia (6) - Szingapúr (1) - Szíria (1) - Szlovákia (3) - Szlovénia (1) - Tádzsikisztán (7) - Törökország (30) - Tunézia (2) - Türkmenisztán (7) - Uganda (1) - Új-Zéland (4) - Ukrajna (30) - Üzbegisztán (27) - Venezuela (10) - Vietnám (7) |

### Résztvevő országok csapatainak összetétele
A listában szereplő rövidítések: KF – Kötöttfogás, SZF: Szabadfogás, NSZF: Női Szabadfogás.
| - Albánia (3) - Enio Kertusha, 60 kg, KF - Isza Merkdzsa, 61 kg, SZF - Eriglent Prizreni, 70 kg, SZF - Algéria (7) - Abdelkarim Fergat, 55 kg, KF - Abdennour Laouni, 60 kg, KF - Abd Elkrim Ouakali, 77 kg, KF - Basir Szid Azara, 87 kg, KF - Adem Boudzsemline, 97 kg, KF - Abdelhak Kherbacse, 57 kg, SZF - Mohammed Fardzs, 92 kg, SZF - Amerikai Egyesült Államok (30) - Max Emiliano Nowry, 55 kg, KF - Ildar Hafizov, 60 kg, KF - Ryan Robert Mango, 63 kg, KF - Ellis E. Coleman, 67 kg, KF - Raymond Anthony Bunker III., 72 kg, KF - Patrick Harrison Smith, 77 kg, KF - John Walter Stefanowicz Jr., 82 kg, KF - Joseph Patrick Rau, 87 kg, KF - Tracy Gangelo Hancock, 97 kg, KF - Adam Jacob Coon, 130 kg, KF - Whitney Conder, 50 kg, NSZF - Sarah Ann Hildebrandt, 53 kg, NSZF - Jacarra Gwenisha Winchester, 55 kg, NSZF - Jenna Rose Burkert, 57 kg, NSZF - Allison Mackenzie Ragan, 59 kg, NSZF - Kayla Coleen Kyoko Miracle, 62 kg, NSZF - Forrest Ann Molinari, 65 kg, NSZF - Tamyra Mariama Mensah, 68 kg, NSZF - Victoria Christine Francis, 72 kg, NSZF - Adeline Maria Gray, 76 kg, NSZF - Daton Duain Fix, 57 kg, SZF - Tyler Lee Graff, 61 kg, SZF - Zain Allen Retherford, 65 kg, SZF - James Malcolm Green, 70 kg, SZF - Jordan Burroughs, 74 kg, SZF - Kyle Douglas Dake, 79 kg, SZF - James Patrick Downey III., 86 kg, SZF - J’Den Cox, 92 kg, SZF - Kyle Frederick Snyder, 97 kg, SZF - Nicholas Edward Gwiazdowski, 125 kg, SZF - Amerikai Szamoa (1) - Elias Lauofo Vaoifi, 74 kg, SZF - Argentína (2) - Luciano Del Rio, 130 kg, KF - Luz Clara Vazquez, 68 kg, NSZF - Ausztrália (3) - Irene Symeonidis, 55 kg, NSZF - Naomi Rachel de Bruine, 76 kg, NSZF - Joshua Miguel Trambulo Riley, 70 kg, SZF - Ausztria (8) - Christoph Burger, 67 kg, KF - Michael Wagner, 77 kg, KF - Amer Hrustanovic, 87 kg, KF - Daniel Gastl, 97 kg, KF - Martina Kuenz, 76 kg, NSZF - Gabriel Janatsch, 65 kg, SZF - Dominic Klaus Peter, 92 kg, SZF - Johannes Ludescher, 125 kg, SZF - Azerbajdzsán (28) - Eldəniz Əzizli, 55 kg, KF - Taleh Mummadov, 60 kg, KF - Elman Mukhtarov, 63 kg, KF - Rəsul Çunayev, 67 kg, KF - Szanan Szulejmanov, 72 kg, KF - Elvin Mursaliyev, 77 kg, KF - Rafiq Hüseynov, 82 kg, KF - İslam Abbasov, 87 kg, KF - Orkhan Nuriyev, 97 kg, KF - Beka Kandelaki, 130 kg, KF - Mariya Stadnik, 50 kg, NSZF - Turkan Nasirova, 53 kg, NSZF - Alyona Kolesnik, 57 kg, NSZF - Tetiana Omelcsenko, 59 kg, NSZF - Elmira Gambarova, 62 kg, NSZF - Elis Manolova, 65 kg, NSZF - İrina Netreba, 68 kg, NSZF - Sabrina Aliyeva, 76 kg, NSZF - Mahir Amiraslanov, 57 kg, SZF - Akhmednabi Gvarzatilov, 61 kg, SZF - Hacı Əliyev, 65 kg, SZF - Aghahuszeyn Musztafaev, 70 kg, SZF - Khadzimurad Gadziev, 74 kg, SZF - Cəbrayıl Həsənov, 79 kg, SZF - Aleksand Gosztyev, 86 kg, SZF - Shamil Zubairov, 92 kg, SZF - Şərif Şərifov, 97 kg, SZF - Jamaladdin Magomedov, 125 kg, SZF - Bahrein (2) - Hadzsi Mohamad Ali, 65 kg, SZF - Adam Batirov, 70 kg, SZF - Bissau-Guinea (2) - Diamantino Iuna Fafe, 57 kg, SZF - Mbunde Cumba Mbali, 65 kg, SZF - Brazília (6) - Sargis Khachatryan, 55 kg, KF - Marat Garipov, 60 kg, KF - Kamila Barbosa Vito da Silva, 50 kg, NSZF - Giullia Rodriguez Penalber de Oliveira, 57 kg, NSZF - Lais Nunes de Oliveira, 62 kg, NSZF - Aline Da Silva Ferreira, 76 kg, NSZF - Bulgária (19) - Ivo Szerafimov Angelov, 60 kg, KF - Rumen Bojanov Szavcsev, 63 kg, KF - Dejvid Tihomirov Dimitrov, 67 kg, KF - Aik Mnatszakanian, 72 kg, KF - Daniel Tihomirov Alekszandrov, 77 kg, KF - Tarek Mohamed Adbeleszlam Sheble Mohamed, 87 kg, KF - Kirill Milenov Milov, 97 kg, KF - Miloslav Juriev Metodiev, 130 kg, KF - Migleva Georgieva Szeliszka, 50 kg, NSZF - Evelina Georgieva Nikolova, 53 kg, NSZF - Mimi Nikolova Hrisztova, 57 kg, NSZF - Tajbe Juszein, 62 kg, NSZF - Julana Vaszileva Janeva, 65 kg, NSZF - Szofia Hrisztova Georgieva, 68 kg, NSZF - Mariya Gerginova Oryashkova, 76 kg, NSZF - Mihail Ilijev Georgiev, 65 kg, SZF - Ali Pasha Ruszlanovics Umarpashaev, 70 kg, SZF - Miroszlav Sztefanov Kirov, 74 kg, SZF - Szvetoszláv Zsivkov Dimitrov, 86 kg, SZF - Burkina Faso (1) - Yvette Zie, 68 kg, NSZF - Chile (1) - Yasmani Acosta Fernandez, 130 kg, KF - Costa Rica (1) - Maxwell Lemar Lacey Garita, 97 kg, SZF - Csád (1) - Elie Djekoundakom Djerayom, 65 kg, SZF - Csehország (7) - Matous Morbitzer, 67 kg, KF - Oldrich Varga, 77 kg, KF - Petr Novak, 82 kg, KF - Artur Omarov, 97 kg, KF - Stepan David, 130 kg, KF - Lenka Hockova Martinakova, 57 kg, NSZF - Adela Hanzlickova, 68 kg, NSZF - Dánia (3) - Fredrik Holmquist Bjerrehuus, 67 kg, KF - Rajbek Alvievich Bisultanov, 82 kg, KF - Mathias Bak, 97 kg, KF - Dél-Korea (30) - Cson Hjokcsin (Jeon Hyeok-jin) (전혁진), 55 kg, KF - Kim Szunghak (Kim Seung-hak) (김승학), 60 kg, KF - Csong Dzsinung (Jeong Jin-ung) (정진웅), 63 kg, KF - Rju Hanszu (Ryu Han-su) (류한수), 67 kg, KF - I Dzsijon (Lee Ji-yeon) (이지연), 72 kg, KF - Kim Hjonu (Kim Hyeon-u) (김현우), 77 kg, KF - Pak Szanghjok (Park Sang-hyeok) (박상혁), 82 kg, KF - Pak Hegun (Park Hae-geun) (박해근), 87 kg, KF - I Szejol (Lee Se-yeol) (이세열), 97 kg, KF - Kim Minszok (Kim Min-seok) (김민석), 130 kg, KF - O Hjonjong (O Hyeon-yeong) (오현영), 50 kg, NSZF - Kim Hjongdzsu (Kim Hyeong-ju) (김형주), 53 kg, NSZF - Kim Hejong (Kim Hae-yeong) (김해영), 55 kg, NSZF - Om Dzsiun (Eom Ji-eun) (엄지은), 57 kg, NSZF - Cshö Jonu (Choi Yeon-u) (최연우), 59 kg, NSZF - Cshö Dzsie (Choi Ji-ae) (최지애), 62 kg, NSZF - Cshö Szeun (Choi Se-eun) (최세은), 65 kg, NSZF - Csong Unszon (Jeong Eun-seon) (정은선), 68 kg, NSZF - Csong Szojon (Jeong Seo-yeon) (정서연), 72 kg, NSZF - Hvang Undzsu (Hwang Eun-ju) (황은주), 76 kg, NSZF - Kim Szonggvon (Kim Seong-gwon) (김성권), 57 kg, SZF - Kim Dzsincshol (Kim Jin-cheol) (김진철), 61 kg, SZF - Jun Dzsunsik (Yun Jun-sik) (윤준식), 65 kg, SZF - Han Deszu (Han Dae-su) (한대수), 70 kg, SZF - I Szungcshol (Lee Seung-cheol) (이승철), 74 kg, SZF - Csang Umin (Jang U-min) (장우민), 79 kg, SZF - Kvon Hjokpom (Gwon Hyeok-beom) (권혁범), 86 kg, SZF - Szo Cshangdzse (Seo Chang-jae) (서창재), 92 kg, SZF - Szo Minvon (Seo Min-won) (서민원), 97 kg, SZF - Csong Jeihjon, 125 kg, SZF - Ecuador (3) - Andreas Roberto Montano Arroyo, 60 kg, KF - Luisa Elizabeth Valverde Melendres, 53 kg, NSZF - Lissette Alexandra Antes Castillo, 57 kg, NSZF - Egyiptom (9) - Haithem Ahmoud Mahmed Fahmy Mahmoud, 60 kg, KF - Mohamed Ibrahim Elszajed, 67 kg, KF - Hasszán Ahmed Mohamed, 72 kg, KF - Abdellatif Mohamed Ahmed Mohamed, 130 kg, KF - Szamar Amer Ibrahim Hamza, 68 kg, NSZF - Amr Reda Ramadan Husszein, 65 kg, SZF - Samy Hamdy Amin Mousztafa, 74 kg, SZF - Hoszam Mohamed Mosztafa Merghany, 97 kg, SZF - Khaled Omr Zaki Mohamed Abdalla, 125 kg, SZF - Észak-Korea (8) - Ri Szeung (Ri Se-ung) (리세웅), 60 kg, KF - Kvon Vi Szon, 67 kg, KF - Kim Szonhjang (Kim Seon-hyang) (김선향), 50 kg, NSZF - Pak Jongmi (Park Yeong-mi) (박영미), 53 kg, NSZF - Csong Inszon (Jeong In-seon) (정인선), 57 kg, NSZF - Rim Dzsongsim (Rim Jeong-sim) (림정심), 62 kg, NSZF - Kang Gumszong (Kang Geum-seong) (강금성), 57 kg, SZF - Szon Dzsongcshol (Son Jong-cheol), 65 kg, SZF - Észak-Macedónia (4) - Vlagyimir Egonov, 57 kg, SZF - Elmedin Szejfulau, 61 kg, SZF - Fati Vejszeli, 65 kg, SZF - Magomedgadzsi Omardibirovics Nurov, 97 kg, SZF - Észtország (5) - Helary Maegisalu, 60 kg, KF - Denis Bolunov, 67 kg, KF - Heiki Nabi, 130 kg, KF - Epp Mäe, 76 kg, NSZF - Aimar Andruse, 74 kg, SZF - Fehéroroszország (26) - Makszim Kazharszki, 60 kg, KF - Makszim Nehoda, 63 kg, KF - Szoszlán Daurov, 67 kg, KF - Ruszlan Ahamaljeu, 72 kg, KF - Pavel Liakh, 77 kg, KF - Viktar Mihajlavics Szaszunovszki, 82 kg, KF - Mikhalaj Sztadub, 87 kg, KF - Aliakszandr Hrabovik, 97 kg, KF - Pavel Rudakou, 130 kg, KF - Kszenia Sztankevics, 50 kg, NSZF - Vanesza Kaladzsinszkaja, 53 kg, NSZF - Irina Kuracskina, 57 kg, NSZF - Katsziarina Hancsar Januszkevics, 59 kg, NSZF - Krisztszinya Fedarszka, 62 kg, NSZF - Mariya Mamashuk, 68 kg, NSZF - Vaszilisza Marzalijuk, 76 kg, NSZF - Uladzislau Andrejev, 57 kg, SZF - Andrei Berkreneu, 61 kg, SZF - Niurgun Skriabin, 65 kg, SZF - Andej Karpacs, 70 kg, SZF - Azamat Nurdzskau, 74 kg, SZF - Murad Gaidarov, 79 kg, SZF - Ali Sabanavics Sabanav, 86 kg, SZF - Ivan Mihajlavics Jankovszki, 92 kg, SZF - Aliakszandr Husztyn, 97 kg, SZF - Vitalij Piaszniak, 125 kg, SZF - Finnország (7) - Lauri Johannes Maehoenen, 60 kg, KF - Niko Olavi Oskari Erkkola, 77 kg, KF - Rami Antero Hietaniemi, 87 kg, KF - Matti Elias Kousmanen, 97 kg, KF - Konsta Johannes Maeenpaeae, 130 kg, KF - Ville Tapani Heino, 86 kg, SZF - Jere Tapani Heino, 125 kg, SZF - Franciaország (10) - Yasin Ozay, 67 kg, KF - Evrik Nikoghoysan, 77 kg, KF - Khalis Salah Mohamed Ramadan Ghilmanou, 87 kg, KF - Mélonin Noumonvi, 97 kg, KF - Julie Martin Sabatie, 50 kg, NSZF - Mathilde Hélène Riviere, 57 kg, NSZF - Koumba Selene Fanta Larroque, 68 kg, NSZF - Ilman Mukhtarov, 65 kg, SZF - Zelimkhan Khadijev, 74 kg, SZF - Akhmed Aibuev, 86 kg, SZF - Fülöp-szigetek (1) - Egor Dimitriev, 61 kg, SZF - Görögország (5) - Dimitriosz Tszekeridisz, 87 kg, KF - Laokratisz Kesidisz, 97 kg, KF - Maria Prevolaraki, 53 kg, NSZF - Kyrillos Bininmpaou, 74 kg, SZF - Georgios Savvoulidis, 86 kg, SZF - Grúzia (20) - Nugzari Curcumia, 55 kg, KF - Dato Cskartisvili, 60 kg, KF - Levani Kavdzsaradze, 63 kg, KF - Shmagi Bolkvadze, 67 kg, KF - Jurij Lomadze, 72 kg, KF - Gela Bolkvadze, 77 kg, KF - Lasa Gobadze, 82 kg, KF - Gurami Khetsuriani, 87 kg, KF - Giorgi Melia, 97 kg, KF - Jakob Kadzsaja, 130 kg, KF - Otari Gogava, 57 kg, SZF - Beka Lomtadze, 61 kg, SZF - Vladimer Kinchegashvili, 65 kg, SZF - Zurabi Iakobishvili, 70 kg, SZF - Avtandil Kentcsadze, 74 kg, SZF - Nika Kentcsadze, 79 kg, SZF - Sandro Aminashvili, 86 kg, SZF - Irakli Mcituri, 92 kg, SZF - Elizbar Odikadze, 97 kg, SZF - Geno Petriasvili, 125 kg, SZF - Guam (4) - Mia Lahnee Ramos Aquino, 50 kg, NSZF - Rckaela Maree Ramos Aquino, 53 kg, NSZF - Ethan Mikquin Tomapa Aguigui, 65 kg, SZF - Michael Paul Shinohara, 87 kg, KF, 86 kg SZF - Guinea (2) - Fatoumata Yarie Camara, 65 kg, NSZF - Mohamed Ismaele Camara, 57 kg, SZF - Hollandia (2) - Jessica Cornelia Francisca Blaszka, 53 kg, NSZF - Masoud Niazi, 65 kg, SZF - Honduras (2) - Kevin Meija Castillo, 97 kg, KF - Luis Isabel Barrios Rochez, 70 kg, SZF - Horvátország (5) - Ivan Lizatovic, 60 kg, KF - Dominik Etlinger, 72 kg, KF - Bozo Starcevic, 77 kg, KF - Ivan Huklek, 87 kg, KF - Marko Koscevic, 130 kg, KF - India (30) - Manjet Manjet, 55 kg, KF - Manish Manish, 60 kg, KF - Sagar Sagar, 63 kg, KF - Manish Manish, 67 kg, KF - Yogesh Yogesh, 72 kg, KF - Szingh Gurpreet, 77 kg, KF - Szingh Harpreet, 82 kg, KF - Kumar Sunil, 87 kg, KF - Ravi Ravi, 97 kg, KF - Naveen Naveen, 130 kg, KF - Seema Seema, 50 kg, NSZF - Vinesh Phogat, 53 kg, NSZF - Lalita Lalita, 55 kg, NSZF - Sarita Sarita, 57 kg, NSZF - Pooja Dhanda, 59 kg, NSZF - Szakshi Malik, 62 kg, NSZF - Kaur Navjot, 65 kg, NSZF - Divya Karkan, 68 kg, NSZF - Komal Bhagwan Gole, 72 kg, NSZF - Kiran Kiran, 76 kg, NSZF - Ravi Kumar, 57 kg, SZF - Rahul Balasaheb Aware, 61 kg, SZF - Bajrang Punia Kumar, 65 kg, SZF - Karan Karan, 70 kg, SZF - Kumar Szuszil, 74 kg, SZF - Dzsitender Dzsitender, 79 kg, SZF - Deepak Punia, 86 kg, SZF - Parveen Parveen, 92 kg, SZF - Mauszam Khatri, 97 kg, SZF - Szumit Szumit, 125 kg, SZF | - Irán (20) - Poudzsa Mohammad Nászerpour, 55 kg, KF - Alireza Nedzsáti (علیرضا نجاتی), 60 kg, KF - Mejszám Karamáni Dalkháni, 63 kg, KF - Hamed Mousza Táb, 67 kg, KF - Amin Dzsávar Kavidzsaninedzsád, 72 kg, KF - Mohammadali Garadzsi (محمدعلی گرایی), 77 kg, KF - Szaíd Abdavali (سعید عبدولی), 82 kg, KF - Ramin Szoltanmorád Taheriszártang, 87 kg, KF - Mohammadhadi Abdollah Szarávi, 97 kg, KF - Amir Mohammadali Gaszemimondzsezi, 130 kg, KF - Reza Ahmadali Atrinagarcsi, 57 kg, SZF - Behnám Eszhág Ehszánpór (بهنام احسان‌پور), 61 kg, SZF - Amirmohammad Babak Jazdanicseráti, 65 kg, SZF - Junesz Aliakbár Emamicsogádzsi (یونس امامی), 70 kg, SZF - Reza Alireza Afzalipaemami, 74 kg, SZF - Bahmán Mohammed Tedzsmouri, 79 kg, SZF - Hasszán Jazdani (حسن یزدانی چراتی), 86 kg, SZF - Alireza Mohammad Karimimachiani (علیرضا کریمی ماچیانی), 92 kg, SZF - Ali Khalil Shabanibengár, 97 kg, SZF - Dzsadollah Mohammadkazem Mohebi, 125 kg, SZF - Izrael (6) - Roman Zhernovetski, 77 kg, KF - Igor Petrishin, 82 kg, KF - Ilana Kratysh, 68 kg, NSZF - Daniel Popov, 57 kg, SZF - Hanoc Rachamin, 79 kg, SZF - Uri Kalashnikov, 86 kg, SZF - Jamaica (1) - Angus Patrick Arthur, 86 kg, SZF - Japán (30) - Ogava Sóta, 55 kg, KF - Kenicsiró Fumita, 60 kg, KF - Óta Sinobu, 63 kg, KF - Sógo Takahasi, 67 kg, KF - Tomohiro Inoue, 72 kg, KF - Shóhei Yabiku, 77 kg, KF - Juja Okadzsima, 82 kg, KF - Maszato Szumi, 87 kg, KF - Juta Nara, 97 kg, KF - Arata Sonoda, 130 kg, KF - Juki Irie, 50 kg, NSZF - Mukaida Maju, 53 kg, NSZF - Nanami Irie, 55 kg, NSZF - Kavai Riszako, 57 kg, NSZF - Inagaki Juzuka, 59 kg, NSZF - Kavai Jukako, 62 kg, NSZF - Ruike Naomi, 65 kg, NSZF - Sara Dosho, 68 kg, NSZF - Furuicsi Maszako, 72 kg, NSZF - Szuzuki Hiroe, 76 kg, NSZF - Takahasi Júki, 57 kg, SZF - Kaiki Jamagucsi, 61 kg, SZF - Otoguro Takuto, 65 kg, SZF - Kodzsiró Shiga, 70 kg, SZF - Mao Ókui, 74 kg, SZF - Judai Takahashi, 79 kg, SZF - Szoszuke Takatani, 86 kg, SZF - Takuma Ócu, 92 kg, SZF - Naoya Akaguma, 97 kg, SZF - Nobujoshi Arakida, 125 kg, SZF - Jemen (1) - Husszein Abdullah Husszein Al Azzani, 65 kg, SZF - Kamerun (2) - Joseph Emillienne Essombe Tiako, 53 kg, NSZF - Berthe Emilienne Etane Ngolle, 62 kg, NSZF - Kanada (18) - Jade Marie Dufour, 50 kg, NSZF - Diana Mary Helen Weicker, 53 kg, NSZF - Jade Mariah Parsons, 55 kg, NSZF - Hanna Fay Taylor, 57 kg, NSZF - Ana Paula Godinez Gonzalez, 62 kg, NSZF - Jessica Lise Brouillette, 65 kg, NSZF - Danielle Suzanne Lappage, 68 kg, NSZF - Dejah Aniela Slater, 72 kg, NSZF - Erica Elizabeth Wiebe, 76 kg, NSZF - Linda Morais, 59 kg, NSZF - Darthe Capellan, 57 kg, SZF - Scott Anthony Joseph Schiller, 61 kg, SZF - Dillon Emmanuel Williams, 65 kg, SZF - Vincent De Marinis, 70 kg, SZF - Jasmit Singh Phulka, 74 kg, SZF - Alexander Robert Moore, 86 kg, SZF - Jordan Steen, 97 kg, SZF - Korey Jarvis, 125 kg, SZF - Katar (2) - Bakhit Sharif Badr, 77 kg, KF - Abdullrahman Ibrahim, 70 kg, SZF - Kazahsztán (30) - Korlan Zsakansa, 55 kg, KF - Mirambek Ainagulov, 60 kg, KF - Almat Kebiszpajev, 63 kg, KF - Meirzsán Sermakhanbet, 67 kg, KF - Demeu Zadrajev, 72 kg, KF - Aszkat Dilmukhamedov, 77 kg, KF - Makszat Jerezepov, 82 kg, KF - Azamat Kusztubajev, 87 kg, KF - Jerulan Iszkakov, 97 kg, KF - Mansur Shadukayev, 130 kg, KF - Valentina Ivanovna Islamova-Brik, 50 kg, NSZF - Tatjana Akhmetova Amanzol, 53 kg, NSZF - Marina Szedneva, 55 kg, NSZF - Emma Tisszina, 57 kg, NSZF - Madina Bakbergenova, 59 kg, NSZF - Ayaulym Kassimova, 62 kg, NSZF - Aina Temirtasszova, 65 kg, NSZF - Irina Kazyulina, 68 kg, NSZF - Zsamila Bakhbergenova, 72 kg, NSZF - Elmira Szizdikova, 76 kg, NSZF - Nuriszlam Artasz Szanajev, 57 kg, SZF - Raszul Kalijev, 61 kg, SZF - Daulet Szorajevicz Nijazbekov, 65 kg, SZF - Nurkozsa Kaipanov, 70 kg, SZF - Danidzsar Kaiszanov, 74 kg, SZF - Galimzsán Usszerbajev, 79 kg, SZF - Adilet Davlumbajev, 86 kg, SZF - Nurgali Nurgaipulij, 92 kg, SZF - Alisher Yergali, 97 kg, SZF - Oleg Boltin, 125 kg, SZF - Kína (29) - Cao Li-kuo (Cao Liguo), 55 kg, KF - Valihan Szajliko (Walihan Sailiko), 60 kg, KF - Tuo Er-pa-tu, 63 kg, KF - Huang Hszin (Huang Xin), 67 kg, KF - Csang Hu-csün (Zhang Hujun), 72 kg, KF - Jang Pin (Yang Bin) (杨斌), 77 kg, KF - Csien Haj-tao (Qian Haitao)(錢海濤), 82 kg, KF - Na Csün-csie (Na Junjie), 87 kg, KF - Hsziao Ti (Xiao Di), 97 kg, KF - Meng Ling-cse (Meg Lingzhe), 130 kg, KF - Szun Ja-nan (孙亚楠), 50 kg, NSZF - Pang Csien-jü (Pang Qianyu) (龐倩玉), 53 kg, NSZF - Hszie Meng-jü (Xie Mengyu), 55 kg, NSZF - Zsung Ningning (Rong Ningning) (榮寧寧), 57 kg, NSZF - Pej Hszing-zsu (Pei Xingru) (裴星茹), 59 kg, NSZF - Luo Hsziao-csüan (Luo Xiaojuan), 62 kg, NSZF - Vang Hsziao-csien (Wang Xiaoqian) (王小倩), 65 kg, NSZF - Csou Feng (Zhou Feng), 68 kg, NSZF - Pa Liha (帕麗哈), 72 kg, NSZF - Csou Csien (Zhou Qian), 76 kg, NSZF - Liang Sao-feng (Liang Shaofeng), 57 kg, SZF - Liu Ming-hu (Liu Minghu), 61 kg, SZF - Jüan Sao-hua (Yuan Shaohua), 65 kg, SZF - Caj Csung-cseng (Cai Zhongcheng), 70 kg, SZF - Luo Jin (Luo Yin), 74 kg, SZF - Lin Cö-ping (Lin Zeping), 79 kg, SZF - Lin Cu-sen, 86 kg, SZF - Szun Hsziao (Sun Xiao), 92 kg, SZF - Teng Cse-vej, 125 kg, SZF - Kínai Köztársaság (7) - Jan-Kai Csen, 67 kg, KF - Cseng Hao Csen, 97 kg, KF - Meng Szuan Szie, 50 kg, NSZF - Wen Ling Csen, 68 kg, NSZF - Hui Tsz Csang, 76 kg, NSZF - Ju Szuan Csang, 65 kg, SZF - Kirgizisztán (22) - Asan Szulajmanov, 55 kg, KF - Kanybek Zolcsubekov, 60 kg, KF - Tynar Sharshenbekov, 63 kg, KF - Amantur Iszmailov, 67 kg, KF - Ruszlan Tszarev, 72 kg, KF - Kairatbek Tugolbaev, 77 kg, KF - Kalidin Aszikejev, 82 kg, KF - Atabek Aziszbekov, 87 kg, KF - Uzur Dzhuzupbekov, 97 kg, KF - Murat Ramonov, 130 kg, KF - Madina Nadirova, 55 kg, NSZF - Nuraida Anarkulova, 57 kg, NSZF - Aisuluu Tynybekova, 62 kg, NSZF - Aiperi Medet Kyzy, 76 kg, NSZF - Ulukbek Zholdoshbekov, 57 kg, SZF - Almaz Szmanbekov, 61 kg, SZF - Nurgazy Abdurazakov, 65 kg, SZF - Elaman Dogdurbek Uulu, 70 kg, SZF - Ilgiz Dzhakijpbekov, 74 kg, SZF - Oibek Naszirov, 79 kg, SZF - Aligadzsi Gamidgadzsiev, 86 kg, SZF - Magomed Muszajev, 97 kg, SZF - Kolumbia (8) - Dichter Hans Toro Castaneda, 60 kg, KF - Jair Alexis Cuero Munoz, 77 kg, KF - Carolina Castillo Hidalgo, 50 kg, NSZF - Jackeline Renteria Castillo, 62 kg, NSZF - Andrea Carolina Olaya Gutierrez, 76 kg, NSZF - Oscar Eduardo Tigreros Urbano, 57 kg, SZF - Nestor Joaguin Tafur Barrios, 74 kg, SZF - Carlos Arturo Izquierdo Mendez, 86 kg, SZF - Koszovó (1) - Egzon Shala, 125 kg, SZF - Kuba (12) - Ismael Borrero Molina, 67 kg, KF - Daniel Gregorich Hechavarria, 87 kg, KF - Gabriel Alehandro Rosillo Kindelan, 97 kg, KF - Oscar Pino Hinds, 130 kg, KF - Yusneylys Guzman Lopez, 50 kg, NSZF - Lianna de la Caridad Montero Herrera, 53 kg, NSZF - Yudari Sanchez Rodriguez, 68 kg, NSZF - Milaimys de la Caridad Portille, 76 kg, NSZF - Yowlys Bonne, 61 kg, SZF - Alejandro Enrique Valdes Tobier, 65 kg, SZF - Jeandry Garzon Caballero, 74 kg, SZF - Yureski Torreblanca Queralta, 86 kg, SZF - Lengyelország (21) - Michal Jacek Tracz, 60 kg, KF - Gevorg Sahakyan, 67 kg, KF - Mateusz Lucjan Bernatek, 72 kg, KF - Edgar Babayan, 77 kg, KF - Arkadiusz Marcin Kulynycz, 87 kg, KF - Tadeusz Michalik, 97 kg, KF - Rafal Andrzej Krajewski, 130 kg, KF - Iwona Nina Matkovszka, 50 kg, NSZF - Roksana Marta Zasina, 53 kg, NSZF - Anna Lukasziak, 55 kg, NSZF - Jowita Maria Wrzesien, 57 kg, NSZF - Katarzsyna Madrowszka, 62 kg, NSZF - Krzysztof Bienkowszki, 65 kg, SZF - Agnieszka Jadwiga Wieszczek Kordus, 68 kg, NSZF - Daria Urszula Palinszka Oszocka, 76 kg, NSZF - Krzysztof Bienkowszki, 65 kg, SZF - Magomedmurad Szaidpaszajevics Gadzhiev, 70 kg, SZF - Kamil Rybicki, 74 kg, SZF - Andrzej Pjotr Szokalszki, 79 kg, SZF - Zbigniew Mateusz Baranowszki, 86 kg, SZF - Radoslaw Baran, 97 kg, SZF - Lettország (2) - Aleksandrs Jurkjans, 67 kg, KF - Anastasija Grigorjeva, 68 kg, NSZF - Libanon (1) - Domenic Michael Abou Nader, 86 kg, SZF - Litvánia (11) - Justas Petravicius, 60 kg, KF - Edgaras Venckaitis, 67 kg, KF - Paulius Galkinas, 77 kg, KF - Laimutis Adomaitis, 87 kg, KF - Vilius Laurinaitis, 97 kg, KF - Mantas Knystautas, 130 kg, KF - Danute Domikaityte, 68 kg, NSZF - Kamile Gaucaite, 76 kg, NSZF - Andrius Mazeika, 74 kg, SZF - Edgaras Voitechovschis, 86 kg, SZF - Lukas Krasauskas, 97 kg, SZF - Magyarország (18) - Torba Erik, 60 kg, KF - Krasznai Máté, 67 kg, KF - Korpási Bálint, 72 kg, KF - Lőrincz Tamás, 77 kg, KF - Lévai Zoltán, 82 Kg, KF - Lőrincz Viktor, 87 kg, KF - Kiss Balázs, 97 kg, KF - Lám Bálint, 130 kg, KF - Dénes Mercédesz, 53 kg, NSZF - Barka Emese, 57 kg, NSZF - Sastin Marianna, 62 kg, NSZF - Sleisz Gabriella, 65 kg, NSZF - Németh Zsanett, 76 kg, NSZF - Iszmail Muszukajev, 65 kg, SZF - Kuramagomedov Murad, 74 kg, SZF - Veréb István, 86 kg, SZF - Tóth Bendegúz, 92 kg, SZF - Ligeti Dániel, 125 kg, SZF - Marokkó (4) - Fouad Fadzsari, 60 kg, KF - Zied Ait Ougram, 77 kg, KF - Chakir Anszari, 57 kg, SZF - Oussama Regani, 86 kg, SZF - Mexikó (6) - Manuel Alejandro Lopez Salcero, 67 kg, KF - Alfonso Antonio Leyva Yepez, 87 kg, KF - Alejandra Romero Bonilla, 62 kg, NSZF - Ambar Michell Garnica Flores, 68 kg, NSZF - Brandon Disair Diaz Ramirez, 65 kg, SZF - Victor Eduardo Hernandez Luna, 74 kg, SZF - Mikronéziai Szövetségi Államok (1) - Junjun Asebias, 57 kg, SZF - Moldova (19) - Victor Ciobanu, 60 kg, KF - Donior Iszlamov, 67 kg, KF - Daniel Catarga, 77 kg, KF - Mihail Bradou, 82 kg, KF - Emilia Circu Burdeau, 50 kg, NSZF - Iulia Leorda, 53 kg, NSZF - Anastasia Nichita, 57 kg, NSZF - Mariana Cserdivara Esanu, 62 kg, NSZF - Svetlana Saenko, 76 kg, NSZF - Anatolij Buruijan, 57 kg, SZF - Mihai Esanu, 61 kg, SZF - Andrei Perpelita, 65 kg, SZF - Mihail Sava, 70 kg, SZF - Evgeni Nedealco, 74 kg, SZF - Gheorghi Pascalov, 79 kg, SZF - Piotr Ianulov, 86 kg, SZF - Georgii Rubaev, 92 kg, SZF - Nicolai Ceban, 97 kg, SZF - Aleksandr Romanov, 125 kg, SZF - Mongólia (21) - Davaabandi Munkh Erdene, 55 kg, KF - Nammuntszeszeg Szog Ocsir, 50 kg, NSZF - Szumidzsa Erdenecsimeg, 53 kg, NSZF - Bolortudzsa Bat Ocsir, 55 kg, NSZF - Tszerencsimed Szukhee, 57 kg, NSZF - Gantudzsa Enkhbat, 62 kg, NSZF - Bolortudzsa Khurelkhuu, 65 kg, NSZF - Battszeszeg Soronzonbold, 68 kg, NSZF - Odzsunszuren Banzragcs, 72 kg, NSZF - Burmaa Ocsirbat, 76 kg, NSZF - Bekhbadzsár Erdenebat, 57 kg, SZF - Sóvdor Bátardzsavin, 59 kg, SZF - Tuvshintulga Tumenbileg, 61 kg, SZF - Tulga Tumur Ocsir, 65 kg, SZF - Mandakhnaran Ganzorig, 70 kg, SZF - Szumidzsabazar Zandanbud, 74 kg, SZF - Gombodordzs Dordzsvancsig, 79 kg, SZF - Uitumen Orgodol, 86 kg, SZF - Dzsanbadzsar Baatar, 92 kg, SZF - Batzul Ulziiszaikhán, 97 kg, SZF - Kuderbulga Dordzskánd, 125 kg, SZF | - Nagy-Britannia (2) - Georgina Olwen Nelthorpe, 76 kg, NSZF - Nicolae Cojocaru, 70 kg, SZF - Nauru (1) - Lowe Bingham, 57 kg, SZF - Németország (23) - Fabian Bernhard Schmitt, 55 kg, KF - Etienne Kinsinger, 60 kg, KF - Frank Staebler, 67 kg, KF - Michael Felix Widmayer, 72 kg, KF - Roland Schwarz, 77 kg, KF - Pascal Eisele, 82 kg, KF - Denis Maksymilian Kudla, 87 kg, KF - Peter Oehler, 97 kg, KF - Eduard Popp, 130 kg, KF - Ellen Riesterer, 50 kg, NSZF - Nina Hemmer, 53 kg, NSZF - Annika Wendle, 55 kg, NSZF - Elena Heike Brugger, 57 kg, NSZF - Sandra Paruszewski, 59 kg, NSZF - Luis Helga Gerda Niemesch, 62 kg, NSZF - Anna Carmen Schell, 68 kg, NSZF - Aline Focken, 76 kg, NSZF - Horst Justin Junior Lehr, 57 kg, SZF - Alexander Semisorow, 65 kg, SZF - Johann Christoph Steinforth, 74 kg, SZF - Erik Sven Thiele, 97 kg, SZF - Nick Matuhin, 125 kg, SZF - Nigéria (6) - Miesinnei Mercy Genesis, 50 kg, NSZF - Odunayo Adekuoroye, 57 kg, NSZF - Aminat Oluwafunmilayo Adeniyi, 62 kg, NSZF - Blessing Oborududu, 68 kg, NSZF - Blessing Joy Onyebuchi, 76 kg, NSZF - Ogbonna Emmanuel John, 74 kg, SZF - Ahmed Ruszlanovics Dudarov, 86 kg, SZF - Norvégia (6) - Stig-Andre Berge, 60 kg, KF - Morten Thoresen, 67 kg, KF - Felix Baldauf, 97 kg, KF - Oskar Marvik, 130 kg, KF - Silje Knutsen Kippernes, 53 kg, NSZF - Grace Jacob Bullen, 57 kg, NSZF - Olaszország (10) - Jacopo Sandron, 60 kg, KF - Riccardo Vito Abbrescia, 77 kg, KF - Fabio Parisi, 87 kg, KF - Daigoro Timoncini, 97 kg, KF - Aurora Campagna, 62 kg, KF - Ariana Carieri, 57 kg, NSZF - Dalma Caneva, 68 kg, NSZF - Eleni Pjollaj, 76 kg, NSZF - Givi Davidovi, 57 kg, SZF - Frank Chamizo Marquez, 74 kg, SZF - Oroszország (30) - Vitalij Kabalojev, 55 kg, KF - Szergej Alekszandrovics Jemelin, 60 kg, KF - Sztyepan Mailovics Marjanyan, 63 kg, KF - Artyom Olegovics Szurkov, 67 kg, KF - Abujazid Ruszlanovics Mancigov, 72 kg, KF - Roman Vlaszov, 77 kg, KF - Adlan Akijev, 82 kg, KF - Alekszandr Andrejevics Komarov, 87 kg, KF - Musza Gilanyijevics Jevlojev, 97 kg, KF - Szergej Viktorovics Szemjonov, 130 kg, KF - Jekatyerina Polescsuk, 50 kg, NSZF - Sztalvira Orshush, 53 kg, NSZF - Olga Nikolaevna Horoszhavtszeva, 55 kg, NSZF - Marina Szimondzsán, 57 kg, NSZF - Ljubov Ovcsarova, 59 kg, NSZF - Marija Kuznyecova, 62 kg, NSZF - Inna Trazhukova, 65 kg, NSZF - Khanum Velieva, 68 kg, NSZF - Natalia Vitaljevna Vorobjova, 72 kg, NSZF - Jekatyerina Bukina, 76 kg, NSZF - Zaur Rizvanovics Ugujev, 57 kg, SZF - Magomedraszul Muszajevics Idriszov, 61 kg, SZF - Gadzsimurad Rasidov, 65 kg, SZF - David Albertovics Baev, 70 kg, SZF - Zaurbek Kazbekovics Szidakov, 74 kg, SZF - Gadzsi Kamilovics Nabijev, 79 kg, SZF - Artur Egyikovics Najfonov, 86 kg, SZF - Alihan Lukmanovics Zsabrailov, 92 kg, SZF - Abdulrasid Bulacsevics Szadulajev, 97 kg, SZF - Alan Lavrentevics Kugajev, 125 kg, SZF - Örményország (15) - Norádzsr Hakhodzsán, 55 kg, KF - Gevorg Gharibyan, 60 kg, KF - Szlavik Galsztjan, 63 kg, KF - Karen Aslanyan, 67 kg, KF - Malkhasz Amodzsán, 72 kg, KF - Karapet Chalyan, 77 kg, KF - Makszim Manukján, 82 kg, KF - Artur Shahinyan, 87 kg, KF - Artur Aleksanyan, 97 kg, KF - Arszen Harutyundzsán, 57 kg, SZF - Vazgen Tevandzsán, 65 kg, SZF - Varuzsán Kajodzsán, 74 kg, SZF - Grigor Grigordzsán, 79 kg, SZF - Hovhannes Mkhitariján, 86 kg, SZF - Levan Berianidze, 125 kg, SZF - Palau (3) - Jarvissadam Blesam Tarkong, 72 kg, KF (két fogásnemben) - Christian Etpison Nicolescu, 65 kg, SZF - Jarvissadam Blesam Tarkong, 70 kg, SZF (két fogásnemben) - Guy Robert de Lumeau Jr., 74 kg, SZF - Palesztina (1) - Rabie Khalil, 77 kg, KF - Panama (1) - Alvis Albino Almendra Jimenez, 87 kg, KF - Peru (1) - Pool Edinson AmbrocioGreifo, 86 kg, SZF - Portugália (2) - Julinho Benjamin Correia Dju, 63 kg, KF - Pedro Miguel de Matos Oliveira de Morais Ca, 67 kg, KF - Puerto Rico (3) - Nes Marie Rodriguez Tirado, 57 kg, NSZF - Franklin Gomez Matos, 74 kg, SZF - Jaime Yusept Espinal, 86 kg, SZF - Románia (14) - Razvan Arnaut, 60 kg, KF - Mihai Radu Mihut, 67 kg, KF - Nicu Samuel Ojog, 87 kg, KF - Alin Alexuc Ciurariu, 130 kg, KF - Alina Emilia Vuc, 50 kg, NSZF - Andrea Beatrice Ana, 55 kg, NSZF - Kateryna Zhydachevska, 59 kg, NSZF - Incze Tünde Kriszta, 62 kg, NSZF - Alexandra Nicoleta Anghel, 72 kg, NSZF - Nikolai Okhlopkov, 61 kg, SZF - Ivan Guidea, 65 kg, SZF - Maxim Vasilioglo, 74 kg, SZF - Omaraskhab Nazhmudinov, 79 kg, SZF - Alexandr Romanov, 125 kg, SZF - San Marino (2) - Malik Michael Amine, 65 kg, SZF - Myles Nazem Amine, 86 kg, SZF - Spanyolország (6) - Jesus Gasca Fresneda, 87 kg, KF - Lydia Perez Tourino, 62 kg, NSZF - Levan Metreveli Vartanov, 57 kg, SZF - Juan Pablo Gonzales Crespo, 65 kg, SZF - Taimuraz Friev, 86 kg, SZF - Jose Cuba Vazquez, 125 kg, SZF - Svájc (6) - Andreas Wetsch, 67 kg, KF - Ramon Rainer Betschart, 87 kg, KF - Damian Von Euw, 97 kg, KF - Randy Adrian Vock, 61 kg, SZF - Marc Dietsche, 74 kg, SZF - Stefan Reichmuth, 86 kg, SZF - Svédország (12) - Ardit Fazlija, 60 kg, KF - Daniel Mattias Soini, 67 kg, KF - Alex Michel Bjurberg Kessidis, 77 kg, KF - Bogdan Kourinnoi, 82 kg, KF - Kristoffer Zakarias Berg, 87 kg, KF - Pontus Johan Lund, 97 kg, KF - Frederika Ida Petersson, 50 kg, NSZF - Sofia Magdalena Matisson, 53 kg, NSZF - Sara Johanna Lindborg, 57 kg, NSZF - Henna Katarina Johansson, 62 kg, NSZF - Malin Johanna Mattsson, 65 kg, NSZF - Anna Jenny Eva Maria Fransson, 68 kg, NSZF - Szerbia (6) - Sebastian Kolompar, 55 kg, KF - Nemes Máté, 67 kg, KF - Aleksa Erski, 72 kg, KF - Nemes Viktor, 77 kg, KF - Mihail Kadžaja, 97 kg, KF - Sztevan Andria Micic, 57 kg, SZF - Szingapúr (1) - Hong Jeow Lou, 70 kg, SZF - Szlovákia (3) - Leos Dromola, 67 kg, KF - Taimuraz Salkazanov, 79 kg, SZF - Borisz Makojev, 86 kg, SZF - Szlovénia (1) - David Habat, 65 kg, SZF - Tádzsikisztán (7) - Haydar Haydarov, 60 kg, KF - Mubinjon Akhmedov, 67 kg, KF - Tokhirdzhon Okhonov, 87 kg, KF - Muhamad Ikromov, 57 kg, SZF - Dzhamshed Sharifov, 65 kg, SZF - Bakhodur Kodirov, 86 kg, SZF - Rusztam Iszkandari, 97 kg, SZF - Törökország (30) - Serif Kilic, 55 kg, KF - Kerem Kamal, 60 kg, KF - Rahman Bilici, 63 kg, KF - Atakan Yuksel, 67 kg, KF - Cengiz Arslan, 72 kg, KF - Fatih Cengiz, 77 kg, KF - Emrah Kuş, 82 kg, KF - Metehan Basar, 87 kg, KF - Cenk Ildem, 97 kg, KF - Rıza Kayaalp, 130 kg, KF - Evin Demirhan, 50 kg, NSZF - Zeynep Yetgil, 53 kg, NSZF - Bediha Gun, 55 kg, NSZF - Elif Jale Yesilirmak, 57 kg, NSZF - Elif Yanik, 59 kg, NSZF - Cansu Aksoy, 62 kg, NSZF - Kadriye Aksoy, 65 kg, NSZF - Buse Tosun, 68 kg, NSZF - Beste Altug, 72 kg, NSZF - Yasemin Adar, 76 kg, NSZF - Szulejman Atli, 57 kg, SZF - Recep Topal, 61 kg, SZF - Selahattin Kilicsallayan, 65 kg, SZF - Haydar Yavuz, 70 kg, SZF - Soner Demirtas, 74 kg, SZF - Muhammet Nuri Kotanoklu, 79 kg, SZF - Fatih Erdin, 86 kg, SZF - Suleyman Karadeniz, 92 kg, SZF - Ibrahim Ciftci, 97 kg, SZF - Taha Akgül, 125 kg, SZF - Tunézia (2) - Marwa Amri, 62 kg, NSZF - Ajoub Barraj, 79 kg, SZF - Türkmenisztán (7) - Szejdilla Tazajev, 60 kg, KF - Shermet Permanov, 77 kg, KF - Shyhazberdi Ovelekov, 87 kg, KF - Myrat Hodzsanepeszov, 57 kg, SZF - Kerim Hodzsakov, 61 kg, SZF - Batyr Bordzsakov, 65 kg, SZF - Dovletmyrat Orazgylyjov, 86 kg, SZF - Uganda (1) - Jacob Ntuyo, 70 kg, SZF - Ukrajna (30) - Viktor Petrik, 55 kg, KF - Lenur Szerverovics Temirov, 60 kg, KF - Olekszandr Hruszijn, 63 kg, KF - Artur Polityaiev, 67 kg, KF - Makszim Jevtusenkó, 72 kg, KF - Volodimir Jakovliev, 77 kg, KF - Jurij Shkriuba, 82 kg, KF - Zsan Venszanovics Belenyuk, 87 kg, KF - Mikola Kriszov, 97 kg, KF - Mikola Kucsmi, 130 kg, KF - Okszana Vaszilivna Livacs, 50 kg, NSZF - Julia Kavaldzsi Blahinyja, 53 kg, NSZF - Irina Huszjak, 55 kg, NSZF - Irina Csikradze Hariv, 57 kg, NSZF - Anhelina Lysak, 59 kg, NSZF - Julija Anatolijivna Tkacs, 62 kg, NSZF - Irina Koliadenko, 65 kg, NSZF - Alla Kosztyantinyivna Cserkaszova, 68 kg, NSZF - Alina Berezsnya Sztadnik Makhijnia, 72 kg, NSZF - Alla Belinszka, 76 kg, NSZF - Andrij Jacenko, 57 kg, SZF - Petro Bilejcsuk, 61 kg, SZF - Igor Oganneszjan, 65 kg, SZF - Szemen Radulov, 70 kg, SZF - Vaszil Mikhajlov, 74 kg, SZF - Dimitrij Tkacsenko, 79 kg, SZF - Olekszij Domanytszkij, 86 kg SZF - Ljubomir Szagaliuk, 92 kg, SZF - Valerij Andrijcev, 97 kg, SZF - Olekszandr Joszipovics Hocjanyivszkij, 125 kg, SZF - Új-Zéland (4) - Ana Buiqumu Pauline Moceyawa, 59 kg, NSZF - Tayla Tuahine Ford, 62 kg, NSZF - Michelle Yvonne Montague, 68 kg, NSZF - Brahm Richards, 70 kg, SZF - Üzbegisztán (27) - Ilkhom Bakhromov, 55 kg, KF - Elmurat Taszmuradov, 60 kg, KF - Iszlomjon Bakhranov, 63 kg, KF - Mirzobek Rakhmatov, 67 kg, KF - Aram Vardanyan, 72 kg, KF - Jalgaszbaj Berdimuratov, 77 kg, KF - Nurbek Haszimbekov, 82 kg, KF - Rusztam Asszakalov, 87 kg, KF - Jahonogir Turdiev, 97 kg, KF - Mumunjon Abdullaev, 130 kg, KF - Dauletbike Jakszimuratova, 50 kg, NSZF - Aktenge Keunimjaeva, 53 kg, NSZF - Sevara Eshmuratova, 55 kg, NSZF - Nigora Bakirova, 57 kg, NSZF - Gulnora Toshpulatova, 59 kg, NSZF - Nabira Eszenbaeva, 62 kg, NSZF - Nilufar Gadaeva, 68 kg, NSZF - Shakhribonu Ellieva, 76 kg, NSZF - Jahongirmirza Turobov, 57 kg, SZF - Abbosz Rakhmonov, 61 kg, SZF - Temurjon Usmonohunov, 65 kg, SZF - Ikhtiyor Navruzov, 70 kg, SZF - Bekzod Abdurakhmonov, 74 kg, SZF - Rashid Kurbanov, 79 kg, SZF - Javrail Shapiev, 86 kg, SZF - Magomed Idriszovics Ibragimov, 97 kg, SZF - Khaszanboj Rakhimov, 125 kg, SZF - Venezuela (10) - Wuileixis de Jesus Rivas Espinoza, 77 kg, KF - Luis Eduardo Avendano Rojas, 87 kg, KF - Luillys Perez Mora, 97 kg, KF - Moises Salvador Perez Hellburg, 130 kg, KF - Betzabeth Angelica Arguello Villegas, 53 kg, NSZF - Nathaly Josephina Griman Herrera, 62 kg, NSZF - Anthony Jose Montero Chirinos, 74 kg, SZF - Pedro Francisco Ceballos Fuentes, 86 kg, SZF - Jose Daniel Diaz Robertti, 97 kg, SZF - Luis Felipe Vivenes Urbaneja, 125 kg, SZF - Vietnám (7) - Thi Xuan Nguyen, 50 kg, NSZF - Thi Dao Bui, 53 kg, NSZF - Thi Ly Kieu, 55 kg, NSZF - Thi My Trang Nguyen, 57 kg, NSZF - Thi Huo Dao, 59 kg, NSZF - Thy My Hanh Nguyen, 62 kg, NSZF - Thi Vinh Nguyen, 65 kg, NSZF |

## A 2019-es világbajnokságon érvényes szabályok

### Általános szabályok
A Nemzetközi Birkózó Szövetség által elfogadott új szőnyegek átmérője 9 méter kellett, hogy legyen, melyet ugyanolyan vastagságú, 1,5 méteres szegélynek kellett öveznie.
A bemelegítéshez, az edzésekhez is ugyanilyen szőnyegeket kellett biztosítani. A 9 méteres kör külső 1 méteres sávját narancssárga sáv jelölte. Az emelvény, amelyen a szőnyeget elhelyezték nem lehetett magasabb, mint 1 méter 10 centiméter és nem lehetett alacsonyabb fél méternél. A szőnyeggel együtt sem haladhatta meg a küzdőtér a 2 méteres magasságot.  Minden mérkőzés előtt és, amennyiben szükséges volt, a mérkőzés megszakításakor a szőnyegek tisztításáról és fertőtlenítéséről gondoskodni kellett. Mindkét versenyző edzőjének a szőnyeg ugyanazon oldalán kellett tartózkodnia. A piros színben versenyző edzője a bal, a kék színben versenyző birkózó edzője a jobb oldalon volt. A versenyző mellkasán, a mezen fel kellett tüntetni az ország azonosítóját. A hátán is szerepelnie kellett az ország azonosítójának és fölötte félkörívben a versenyző nevét kellett feltüntetni. A versenyzők fülvédői, térdvédői, cipői nem tartalmazhattak fémet, vagy élesen kiálló kemény anyagból készült részeket. A birkózók cipőit erősen meg kellett kötniük és le kellett ragasztaniuk ragasztószalaggal, hogy azok meccs közben semmiképpen se kötődhessenek ki.
A versenyzők más ország logóját, vagy emblémáját nem viselhették. Tilos volt a különböző síkosítóanyagok és olajok használata. Tilos volt fáslit viselni, azonban orvosi utasításra ettől eltérhettek, azzal a megkötéssel, hogy azokat rugalmas szalagokkal rögzítik. Tilos volt óra, ékszer, vagy egyéb sérüléseket okozó eszköz viselése mérkőzés közben. Tilos volt a női sportolóknak dróttal megerősített melltartó viselete. Bármely versenyző, aki részt vett a világbajnokságon, annak rendelkeznie kellett nemzetközi versenyengedéllyel.
A nemzetközi versenyengedély garantálja az esetleges sérülések esetén a kórházi ellátásra való jogosultságot. Az engedélyt minden évben meg kell újítani. A szenior világbajnokságon csak a huszadik életévüket betöltött versenyzők indulhatnak, ám szülői engedély és orvosi engedély birtokában a 18. életév betöltése is elegendő a felnőttek közti indulásra. Minden olyan birkózó, aki a döntőben részt vevőktől korábban kikapott, a vigaszági mérkőzésbe került. Ha egy súlycsoportban hat birkózónál kevesebb lett volna, akkor körmérkőzés vette volna kezdetét, azaz mindegyik birkózó mindegyik ellen kellett, hogy megmérkőzzön. Az első négy helyezettnek (a két bronzérem miatt), részt kellett vennie az éremosztó ünnepségen. A felnőtt világbajnokságok időtartama 7 nap. Minden mérkőzés két háromperces félidőből állt. A mérkőzés akkor is véget ért, ha kötöttfogásban 8 pont, szabadfogásban 10 pont, vagy annál több a különbség az egyik fél javára. A mérkőzés végeztével mindkét versenyző köteles volt kezet fogni ellenfele edzőjével. Ennek elmulasztása fegyelmi vétségnek számít.